# Temple Expiatori de la Sagrada Família
|  | «Sagrada Família» redirigeix aquí. Vegeu-ne altres significats a «Sagrada Família (desambiguació)». |

El Temple Expiatori de la Sagrada Família, o simplement Sagrada Família, és una església catòlica situada al barri del mateix nom de Barcelona, declarada basílica menor pel papa Benet XVI en la seva visita a la ciutat el 7 de novembre de 2010. És el monument més visitat d'Espanya, per davant de l'Alhambra o el Museu del Prado, amb 4,7 milions de visitants l'any 2019, abans de la pandèmia de COVID-19. Obra inacabada de Gaudí, fins a la seva mort el 1926 se'n van completar la cripta, l'absis i la façana del Naixement, de la qual només va veure'n conclosa la torre de Sant Bernabé. El 2005, aquesta part va ser declarada Patrimoni Cultural de la Humanitat per la UNESCO.

## Història

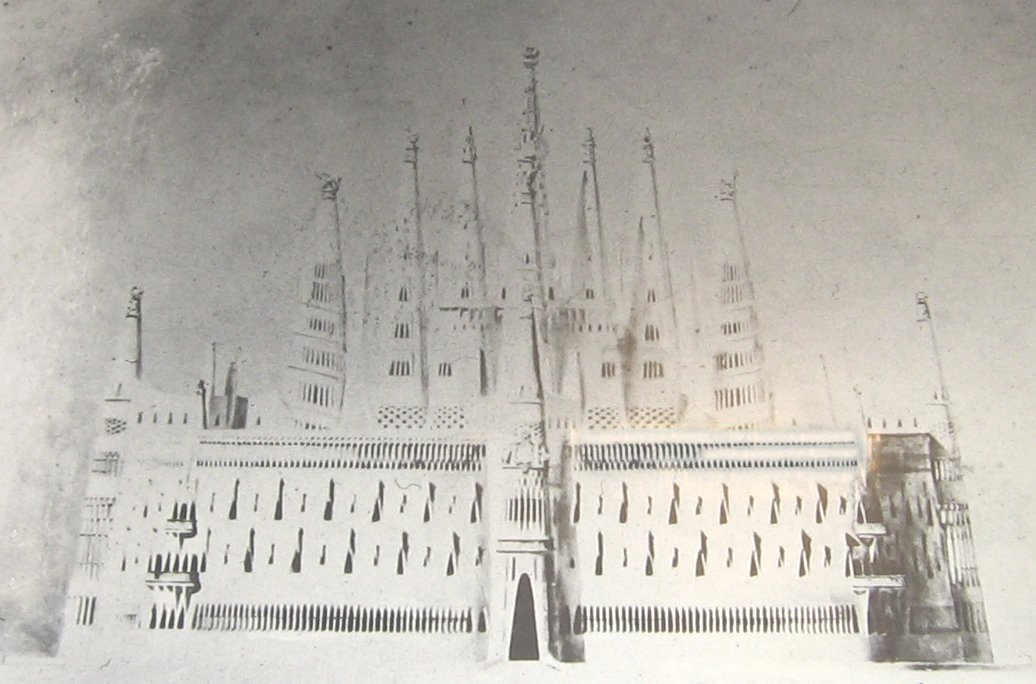
Projecte de Gaudí de les Missions Catòliques Franciscanes de Tànger, que va servir de model per a les torres de la Sagrada Família

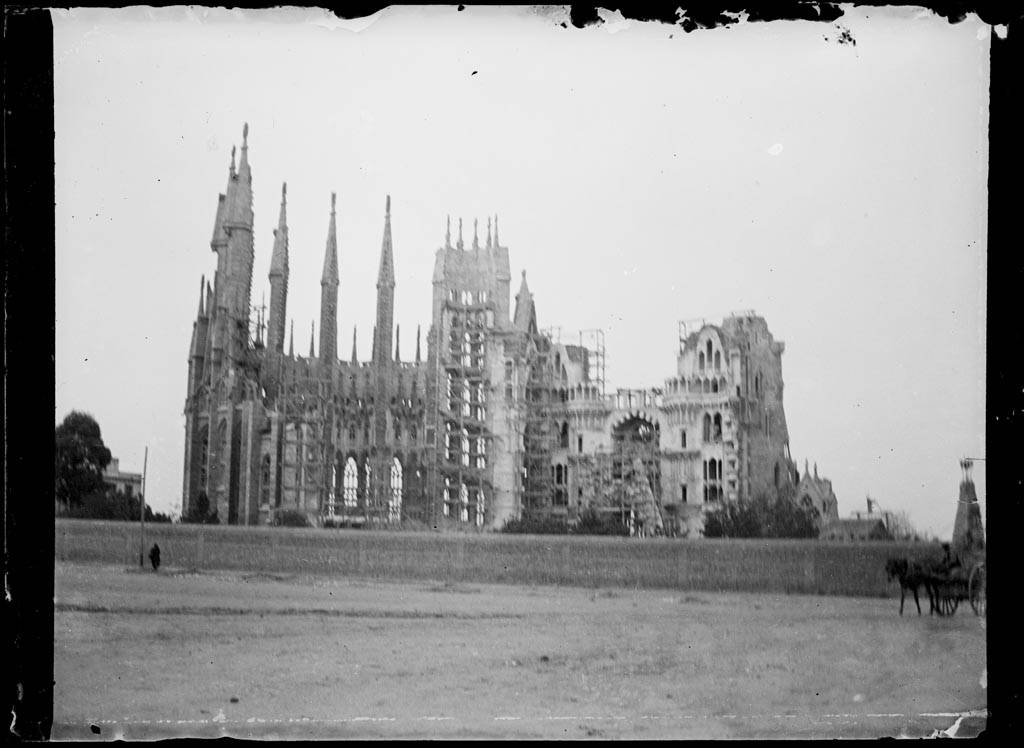
Fotografia de Màrius Aguirre i Serrat-Calvó (ca. 1900)

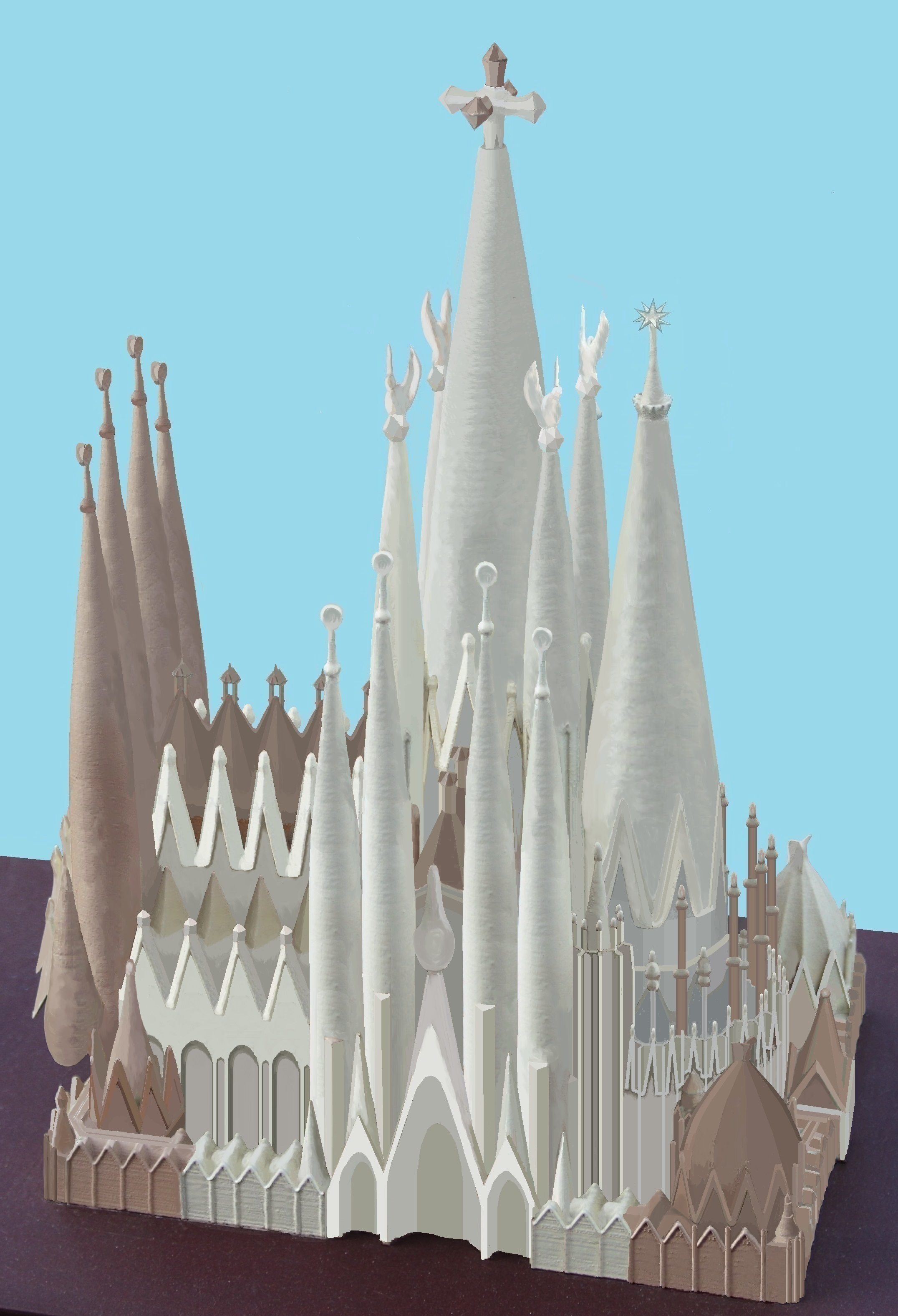
El que ja està construït és de color blanc (2023)

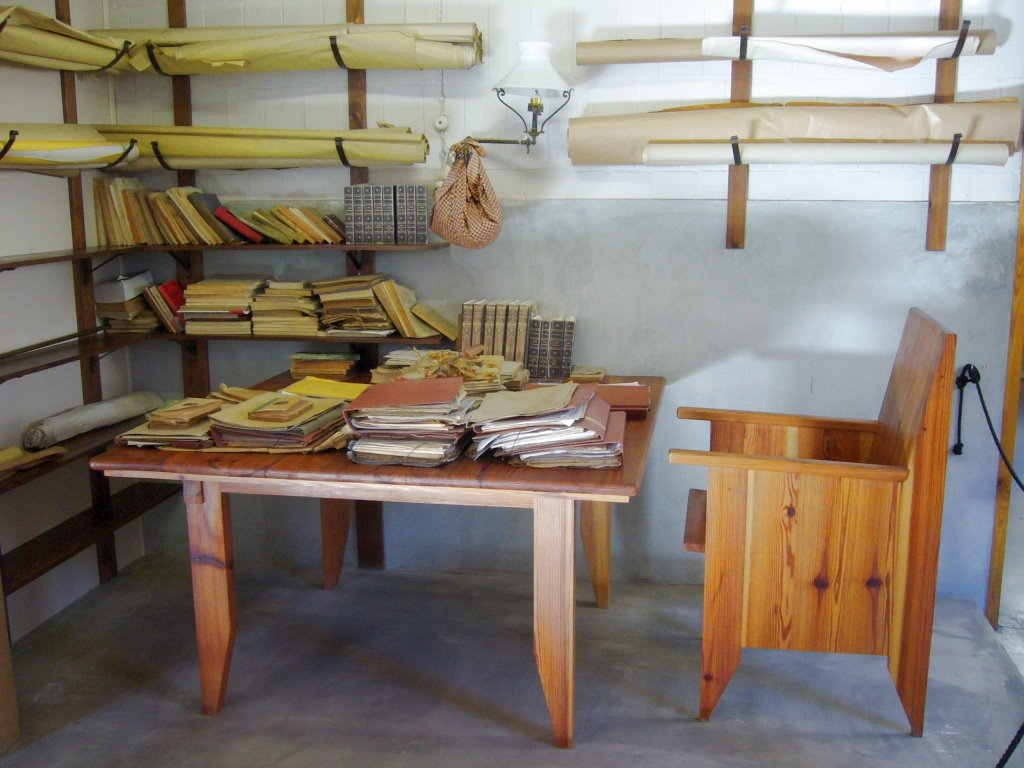
Reproducció del taller de Gaudí a la Sagrada Família, destruït el 1936

La idea de construir un temple expiatori (és a dir, a partir de donatius) dedicat a la Sagrada Família va partir del llibreter Josep Maria Bocabella, inspirat pel sacerdot Josep Manyanet —canonitzat el 2004—, fundador de la Congregació de Fills de la Sagrada Família i de la Congregació de Missioneres Filles de la Sagrada Família de Natzaret, encarregades de promoure el culte a la Sagrada Família i de fomentar l'educació cristiana de nens i joves. El 1866, Bocabella va fundar l'Associació de Devots de Sant Josep, entitat dedicada entre altres qüestions a recaptar fons per a la construcció d'un temple. Per a la difusió de la seva tasca, va editar a partir del 1867 una revista, titulada inicialment El Propagador de la devoción a San José, inspirada en la revista francesa Le propagateur de la dévotion à Saint Joseph, publicada a Dijon pel pare Joseph Huguet.
El 31 de desembre del 1881, Josep Bocabella va comprar per 172.000 pessetes uns terrenys situats a la zona del Poblet, aleshores una barriada de Sant Martí de Provençals. Delimitats pels carrers de Mallorca, Provença, Marina i Sardenya, corresponien a una de les illes del Pla Cerdà, la qual, però, era més gran que les altres perquè, en principi, estava previst construir-hi un hipòdrom.
El projecte fou encomanat a l'arquitecte murcià Francesc de Paula Villar i Lozano, que va traçar un projecte neogòtic amb una església de tres naus amb creuer i un absis amb deambulatori, rebutjant la idea de Bocabella de fer una rèplica del santuari de Loreto, que se suposa va ser la casa de Josep i Maria a Natzaret. El dia de Sant Josep de 1882, el bisbe Urquinaona posava la primera pedra, coincidint amb la proclamació al Concili Vaticà I de sant Josep com a patró de l'Església Universal. Els desacords de Villar amb Bocabella van fer que aquest demanés assessorament a l'arquitecte Joan Martorell i Montells i van provocar la dimissió del primer. Aleshores, es va oferir el càrrec a Martorell, però aquest el va rebutjar i va recomanar Gaudí, que havia treballat per a ell com a ajudant, i el 1883, assumí la direcció de les obres.
El desembre del 1884, Gaudí signà el projecte de la capella de Sant Josep a l'absis de la cripta, que fou inaugurat el 19 de març de 1885, en el qual intervingueren els escultors Llorenç Matamala i Piñol i Carles Mani. Se sap que en aquest any hi treballaven un equip de vuit paletes, deu picapedrers, dotze escultors i un nombre indeterminat de fusters i serrallers. El 1891 van començar les obres de la façana del Naixement, i des del 1895, la gestió del projecte va a càrrec de la Junta Constructora del Temple Expiatori de la Sagrada Família, una fundació canònica per a promoure la construcció del temple mitjançant donatius i iniciatives privades.
A partir de l'encàrrec de la casa Milà de l'any 1906, Gaudí pràcticament es concentraria només en l'obra de la Sagrada Família que, de fet, ocuparia tota la seva carrera, ja que feia un quart de segle que en dissenyava i dirigia la construcció i moriria fent-ho; així i tot, el temple només quedava embastat. Va poder veure'n construïda una part del costat de l'Epístola amb la façana del Naixement, de la qual només la torre de sant Bernabé estava acabada totalment i una part del mur exterior de l'absis.
El 12 de juny del 1926, Antoni Gaudí va ser sepultat a la capella de la Mare de Déu del Carme de la cripta. A la seva època, hi van col·laborar molts dels seus deixebles i ajudants, com Francesc Berenguer, Josep Maria Jujol, Josep Francesc Ràfols, Cèsar Martinell, Joan Bergós, Francesc Folguera, Josep Canaleta i Joan Rubió, i a la seva mort, es va fer càrrec de les obres un altre dels seus deixebles, Domènec Sugrañes, que va finalitzar la construcció de les tres torres de la façana del Naixement que quedaven pendents.
El 20 de juliol del 1936, tot just iniciada la Guerra Civil, grups d'exaltats anarquistes van incendiar el temple i van destruir bona part del taller en el qual Gaudí havia treballat i on hi havia els seus esbossos, maquetes i models. Tot i que es va perdre molt material van quedar restes de les maquetes, que es van restaurar, i la documentació que s'havia publicat en El Propagador, en l'Àlbum i que havia estat recollida pels seus deixebles, com Isidre Puig i Boada.
El 1944 les obres foren represes per un equip dirigit per Francesc de Paula Quintana i Vidal, Isidre Puig i Boada, Lluís Bonet i Garí, els quals, a la mort del primer l'any 1966, continuaren fins a l'any 1981, en què prengué el relleu Francesc Cardoner. El 1985 va ser nomenat director Jordi Bonet, amb un equip on figuraven Carles Buxadé, Joan Margarit i Jordi Faulí. El 2012, aquest darrer va substituir Bonet.
El 18 de març del 2007 se'n va commemorar el 125è aniversari de la col·locació de la primera pedra amb una festa, concerts i ballant una sardana (La Santa Espina) encerclant tot el temple.
Segons les darreres previsions, la torre de Jesús s'acabaria a finals del 2025, i el 2026 es faria la inauguració oficial, coincidint amb el centenari de la mort de Gaudí.

### Crítiques
Al llarg de la seva història, el temple ha estat objecte de diverses crítiques i polèmiques. Una de les més recurrents ha estat la seva vinculació amb el catalanisme, ja que ha estat freqüent lloc de reunió i d'actes reivindicatius. En l'àmbit artístic, el projecte gaudinià va tenir des del seu inici defensors i detractors: entre els primers es trobaven associacions com la Lliga Regionalista, la Lliga Espiritual de la Mare de Déu de Montserrat i el Cercle Artístic de Sant Lluc, al costat de personalitats com Josep Torras i Bages, Joan Maragall, Josep Carner, Joan Llimona, Josep Pijoan o Joaquim Folch i Torres, així com el diari  La Veu de Catalunya; entre els segons es trobava el grup d'arquitectes noucentistes, l'estil que va succeir i va desplaçar al modernisme, encapçalat pel seu teòric, Eugeni d'Ors, així com el crític d'art Feliu Elias i la revista satírica  l'Esquella de la Torratxa.
| «                                                   | El temple de la Sagrada Família és una gran obra d'art; d'aixó n'estém convensuts aquí y fora d'aquí, la seva fama ha destrompassat la nostra terra | » |
| — Joan Llimona, La Veu de Catalunya, 20 gener 1906. | |   |

| «                               | No puc pensar sense terror en el destí del nostre poble, obligat a sostenir, sobre la seva pròpia normalitat, tan precària, el pes, la grandesa, la glòria d'aquestes sublims anormalitats: la Sagrada Família, la poesia de Maragall. .. | » |
| — Eugeni d'Ors, Glosari , 1906. | |   |

D'altra banda, des de la reactivació de les obres, es va suscitar un intens debat sobre si era adequat continuar-les o no, al·legant els seus detractors que Gaudí no havia deixat suficients indicacions i la seva continuació desvirtuaria el seu projecte; en canvi, els defensors de continuar els treballs es basaven en les múltiples indicacions deixades per l'arquitecte als seus ajudants i deixebles, així com els dibuixos, maquetes i fotografies que deixaven constància del projecte esbossat per Gaudí, per no parlar de les seves múltiples manifestacions reconeixent que el projecte seria obra de diverses generacions. El 9 de gener del 1965, un grup d'arquitectes, intel·lectuals, crítics i professionals de diversos àmbits va publicar una carta-manifest a La Vanguardia, tot qüestionant la continuïtat de les obres. Entre els signants es trobaven: Le Corbusier, Bruno Zevi, Giulio Carlo Argan, Oriol Bohigas, Josep Antoni Coderch, Ricard Bofill, Antoni Tàpies, Salvador Espriu, Joan Brossa i Josep Maria Subirachs —qui paradoxalment seria després escultor del temple—, a més del Col·legi d'Arquitectes de Catalunya, l'associació Foment de les Arts Decoratives i l'Escola d'Arquitectura de Barcelona. No obstant això, hi va haver una àmplia resposta popular en defensa de la continuïtat del projecte, que es va traduir en una recaptació rècord per a l'impuls de les obres.
El 1987 es va suscitar un altre debat amb l'elecció de Josep Maria Subirachs per a la realització del conjunt escultòric de la façana de la Passió, d'un estil avantguardista i abstracte, allunyat de l'estil inicial del temple, de tall més realista. El 10 de juliol del 1990 es va produir una manifestació davant del temple en contra del seu treball, organitzada per la revista Àrtics, que no va trobar gran suport popular. El 2019, la Generalitat de Catalunya va declarar bé cultural d'interès nacional l'obra de Subirachs a la Sagrada Família.
Un altre debat es va produir per les obres del túnel de Provença, que discorre per sota del carrer de Mallorca, on hi ha d'haver la façana principal. Tot i que el Ministeri de Foment d'Espanya assegurà que el projecte no presentava cap risc per a l'estructura del temple, experts d'universitats de tot el món, el Patronat de la Sagrada Família, el Col·lectiu per un bon traçat del TGV i la plataforma veïnal AVE pel litoral es van oposar al projecte. La desconfiança envers el projecte i les administracions responsables es va agreujar després de l'esfondrament del Carmel. Tanmateix, un estudi del Col·legi de Geòlegs de Catalunya va arribar a la conclusió que les obres no presentaven risc per al temple. Una sentència dictada el 29 de juny del 2011 per l'Audiència Nacional va desestimar el recurs contenciós administratiu del Patronat de la Sagrada Família, que aquella mateixa tarda va anunciar que abandonava la batalla legal. La finalització de les obres sense incidents aquell mateix any va posar fi a la polèmica.
El 2011, l'arquitecte Òscar Tusquets, un dels signants del manifest de 1965, va publicar un article a El País en què reconeixia l'encert en la continuïtat de les obres. D'altra banda, l'Ajuntament de Barcelona, originalment indiferent, sinó reticent, a la construcció del temple, va canviar de parer amb la concessió a la Sagrada Família del premi Ciutat de Barcelona d'Arquitectura el 2010. Tanmateix, el 2016 es va revifar la polèmica quan es va plantejar reclamar la llicència d'obres i cobrar la taxa corresponent. Aleshores, Daniel Mòdol, regidor d'Arquitectura, Paisatge Urbà i Patrimoni, va qualificar el temple com «una mona de Pasqua gegant».

## Arquitectura

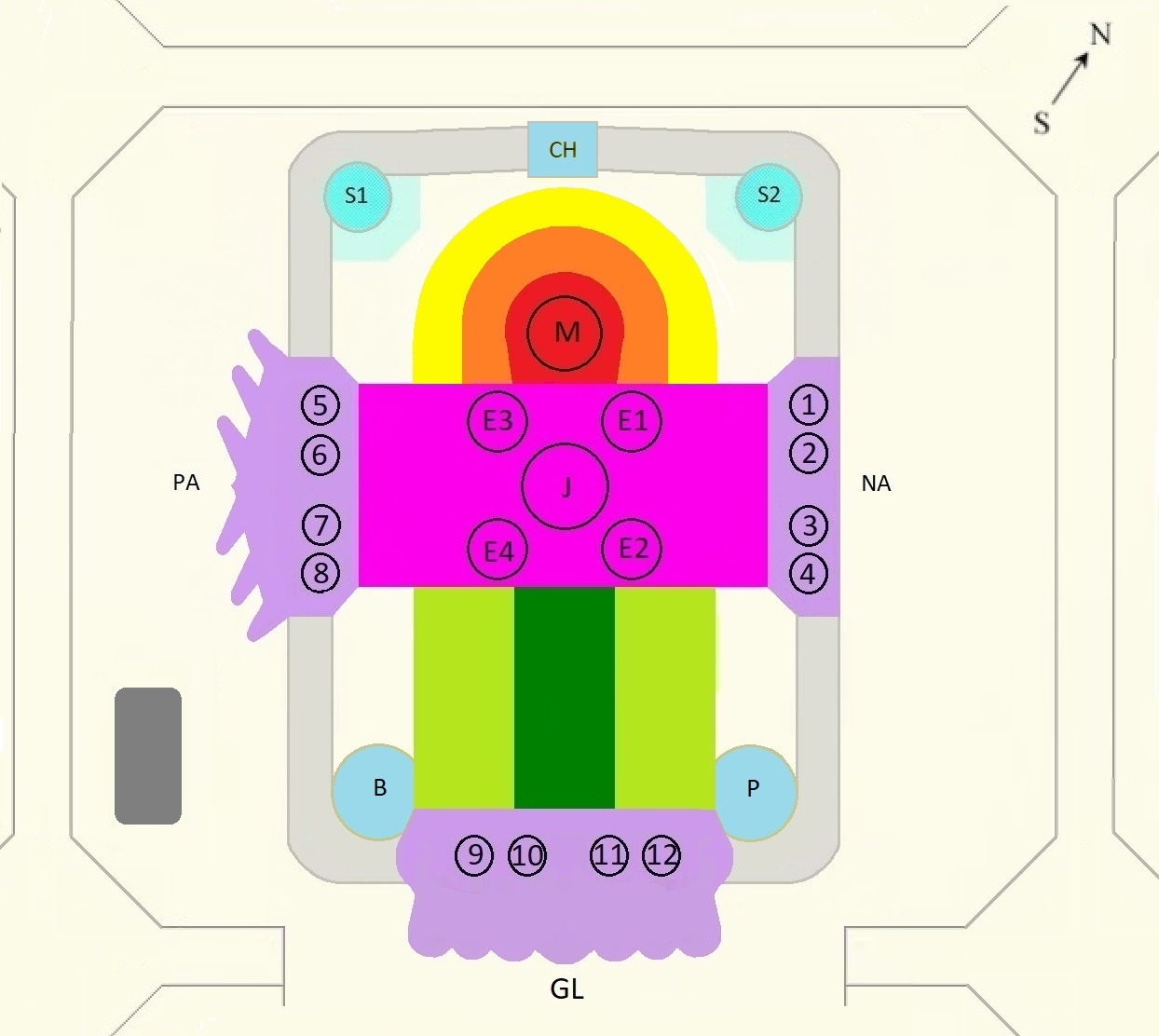
Vista en planta de la Sagrada Família
absis
ambulatori
Cor
Transsepte
Façanes
Nau principal
Passadissos
Claustre
Reconstrucció de les escoles
NA= Façana del Naixement
PA= Façana de la Passió
GL= Façana de la Glòria
B= Baptisteri
CH= Capella de l'Assumpció
P= Capella del Sagrament
S1= Sagristia Oest
S2= Sagristia Est
1= Torre de Maties, 98 m
2= Torre de Judes Tadeu, 107 m
3= Torre de Simó, 107 m
4= Torre de Bernabeu, 98 m
5= Torre de Jaume el menor, 107 m
6= Torre de Bartomeu, 112 m
7= Torre de Tomàs, 112 m
8= Torre de Felip, 107 m
9= Torre de Andreu, 112 m
10= Torre de Pere, 117 m
11= Torre de Pau, 117 m
12= Torre de Jaume el Major,112 m
E1= Torre de Lluc, 135 m
E2= Torre de Joan, 135 m
E3= Torre de Marc, 135 m
E4= Torre de Mateu, 135 m
M= Torre de la Mare de Déu,138 m
J= Torre de Jesuscrit, 172 m

La planta de l'edifici sobre la cripta és basilical de creu llatina amb cinc naus, el transsepte de tres naus, i un absis amb deambulatori molt ampli que té set capelles poligonals i dues escales de caragol que pugen a les cantories que circumden l'absis. Gaudí va concebre una complexa iconografia que va basar exclusivament en la seva condició de temple catòlic i en el culte religiós, adaptant tots els elements als ritus litúrgics. Es va inspirar principalment en L'any litúrgic de Prosper Guéranger, recopilació de tots els cultes i festivitats religioses produïts al cap de l'any, així com en el Missal Romà i el Cerimonial de Bisbes. Així, l'exterior del temple representa l'Església a través dels apòstols, els evangelistes, la Mare de Déu i Jesús; la torre principal simbolitza el triomf de l'Església, l'interior al·ludeix a l'Església universal i el creuer a la Jerusalem celestial, símbol místic de la pau. Les capelles serien consagrades als goigs de sant Josep; als peus de l'església hi anirien les grans capelles circulars del Baptisme i la Penitència. Volia evitar els arcbotants i contraforts exteriors, i va desenvolupar una minuciosa simbologia dintre d'un poema místic de lloança a Déu, en el qual cada pedra era una estrofa, amb grans audàcies constructives formals, com en la forma de concebre l'estructura amb l'arc parabòlic —també anomenat funicular de forces—, combinant el tractament escultòric naturalista amb l'abstracció de les torres.
L'arquitecte hi va treballar durant la major part de la seva carrera professional; però, especialment, en els darrers anys, quan va arribar a la culminació del seu estil naturalista, amb una síntesi de totes les solucions i estils provats fins aleshores, aconseguint una perfecta harmonia en la interrelació entre els elements estructurals i els ornamentals, de tal manera que totes les arts s'integraven en un conjunt estructurat i lògic.

### Columnes

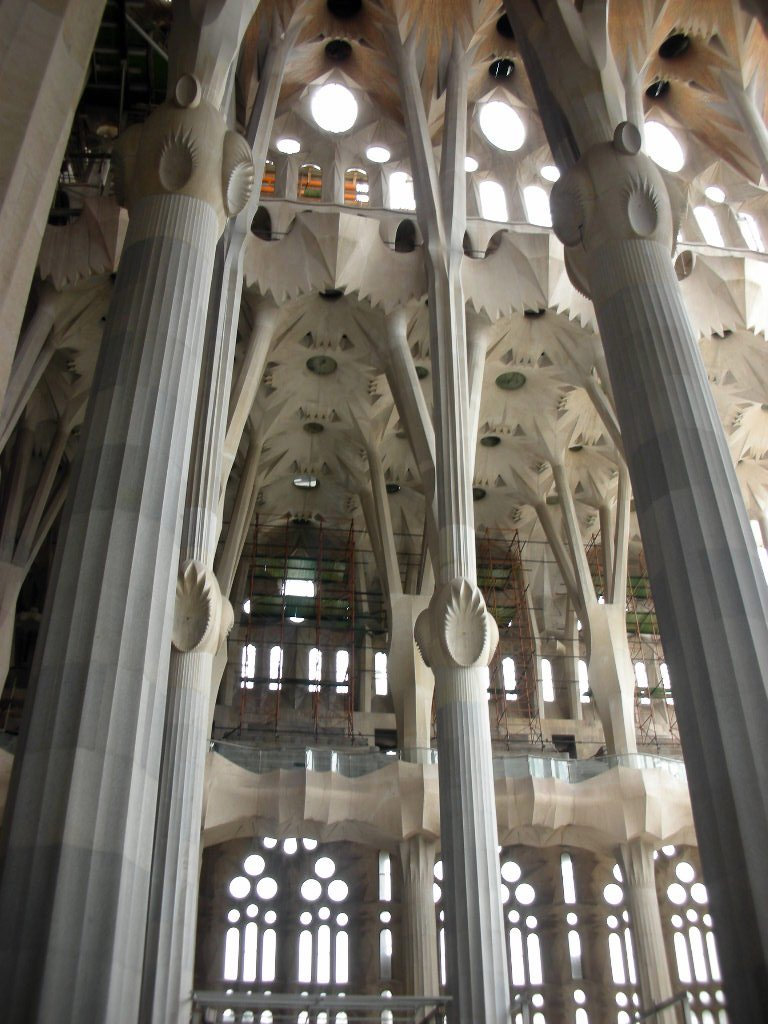
El bosc de columnes de la nau central

La nau central té l'estructura arborescent en la qual els pilars són inclinats i es descomponen en forma de branques i fulles. El tronc de la columna interior és geomètric i s'aconsegueix mitjançant la columna de doble gir. El capitell té la forma d'un gran nus ligni, d'on surten les columnes més primes que formen les branques. Les columnes que corresponen al transsepte i a l'absis són fetes de basalt i les quatre del creuer —dedicades als Evangelistes— de pòrfir, un material procedent de l'Iran, considerat més resistent.
El precedent de la construcció de les columnes de suport de la plaça del parc Güell, fetes a base d'elements prefabricats d'un metre d'altura, amb trencadís per decoració, és el mateix sistema amb què s'han construït les columnes de suport de les naus de la Sagrada Família amb l'armadura corresponent i la pedra, que segons cada columna es fa amb pedra sorrenca, granit, basalt i pòrfir. Gaudí havia fet ús del formigó armat al Parc Güell i en els terminals dels campanars de la façana del Naixement, en els quals s'ha confirmat l'ús del ciment portland.
Les columnes de l'interior tenen variada simbologia: les quatre del creuer són dedicades als evangelistes, les dotze que envolten el creuer als apòstols (sant Pere i sant Pau al costat de l'altar) i la resta als bisbats continuadors de l'obra apostòlica: els de Catalunya (Barcelona, Tarragona, Lleida, Girona, Vic, Urgell, Solsona, Tortosa i Perpinyà) en el transsepte, de la resta d'Espanya (Mallorca, València, Saragossa, Granada, Burgos, Sevilla, Valladolid, Toledo i Santiago) a la nau central i a les laterals els cinc continents; cada columna portarà els escuts de les diòcesis i el vitralls adjacents a les columnes els sants i santuaris de cada diòcesi.

### Voltes
Les voltes són hiperboloides que permeten l'entrada de llum a l'interior de la basílica. En el mateix lloc on està el forat central de l'hiperboloide hi ha una làmpada amb simbologia, que permet la il·luminació a les nits. Per a Gaudí, un element clau en la seva forma de concebre l'estructura és l'arc parabòlic o catenària, també anomenat funicular de forces, que va utilitzar com a element més adequat per suportar les pressions. Mitjançant la simulació de distints polifuniculars experimentals va determinar la forma òptima de l'estructura per suportar les pressions dels arcs i les voltes, primer a la cripta de la Colònia Güell i després a la Sagrada Família. Així, va desenvolupar un model a escala de cordills entreteixits dels quals se suspenien petits sacs de perdigons que simulaven els pesos; així determinava el funicular de forces i la forma de l'estructura. Per tant, a partir de l'estat de càrregues, simulats amb els petits sacs de perdigons, va determinar experimentalment la forma idònia de l'estructura, que ell va anomenar «estereostàtica», que reproduïa l'estructura òptima per treballar a tracció i amb la qual, un cop posada cap avall, s'aconseguia l'estructura idònia per treballar a compressió.
Segons Gaudí:
| « | L'estructura que tindrà la Sagrada Família la vaig provar primer a la Colònia Güell. Sense aquest assaig previ no m'hauria atrevit a adoptar-la per al temple. | » |

Les naus laterals del temple, amb les cobertes de volta, foren enllestides el 1993 per l'arquitecte Jordi Bonet i Armengol. Per al cobriment de la nau central s'utilitzen hiperboloides construïts utilitzant la tècnica de la volta catalana de maó de pla, a una altura de 45 m, ocupant els espais intermedis unes peces triangulars de vidre venecià verd i daurat, a manera de trencadís, que representen fulles de palmera.
Gaudí va anar modificant la seva concepció del temple al llarg dels anys, ja que les interrupcions de les obres per falta de recursos econòmics li van donar temps per cercar noves solucions estructurals. Així mateix, va aprofitar la seva experimentació en altres projectes per incorporar a la Sagrada Família les seves innovacions més reeixides: la cripta de la Colònia Güell, així com les galeries i viaductes del parc Güell, li van servir per adoptar noves solucions arquitectòniques basades en hiperboloides i paraboloides, així com en columnes helicoïdals. Igualment, les torres de la Sagrada Família estaven inspirades en un projecte no realitzat per unes Missions Catòliques Franciscanes de Tànger (1892), encarregat pel marquès de Comillas.
De la mateixa manera que l'exterior, l'interior té un gran significat religiós: la cúpula de l'absis està coberta amb un mosaic representant les vestidures de Déu cobrint la volta del cel, i del trifori més alt de l'absis penjarà un llum de set braços que simbolitzarà l'Esperit Sant. L'altar quedarà emmarcat per un arc triomfal i un baldaquí amb el Calvari de Jesús, completant així la Santíssima Trinitat. Aquest baldaquí porta el cant de Glòria de l'Ordinari de la Missa, així com una creu, de la qual sortirà un raïm que teixeix amb els seus pàmpols tot el baldaquí, i un lampadari de 50 llums d'oli, com a Sant Joan del Laterà.
L'any 2010 es va acabar de cobrir l'interior del temple, fet que en va permetre la dedicació pel papa Benet XVI el dia 7 de novembre. Per a aquest esdeveniment es van inaugurar diverses obres creades recentment seguint les instruccions de Gaudí: a la part interior del portal de la Passió es va col·locar a les lloses del terra un baix relleu sobre l'Entrada de Jesús a Jerusalem, obra de Domènec Fita; es va col·locar l'altar, constituït per un bloc de pòrfir iranià de 3 m de longitud i 7.500 kg de pes; al costat de l'altar es va situar un cadirat episcopal, que té gravats els noms dels tres sants bisbes de l'arxidiòcesi de Barcelona: sant Sever, sant Pacià i sant Oleguer; sobre l'altar es va instal·lar un baldaquí penjat, en forma d'heptàgon, realitzat en metall d'uns cinc metres de diàmetre, del que pengen carrassos de raïm en vidre, pàmpols en coure i espigues en fusta blanca, amb laterals de pergamí i coberta de tapís, tot cobert de pa d'or de 22 quirats; del baldaquí penja una figura de Crist crucificat en terracota, obra de Francesc Fajula.

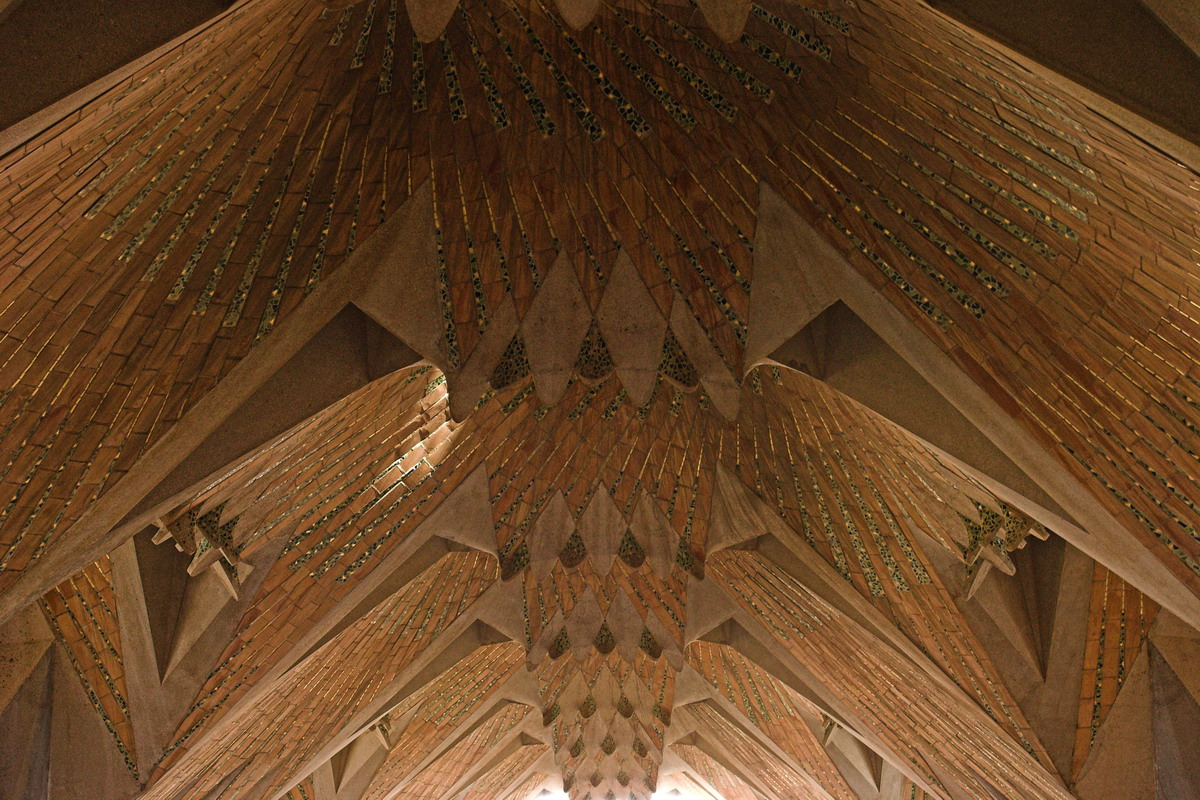
Volta central vista des del creuer al nivell de la base del cimbori
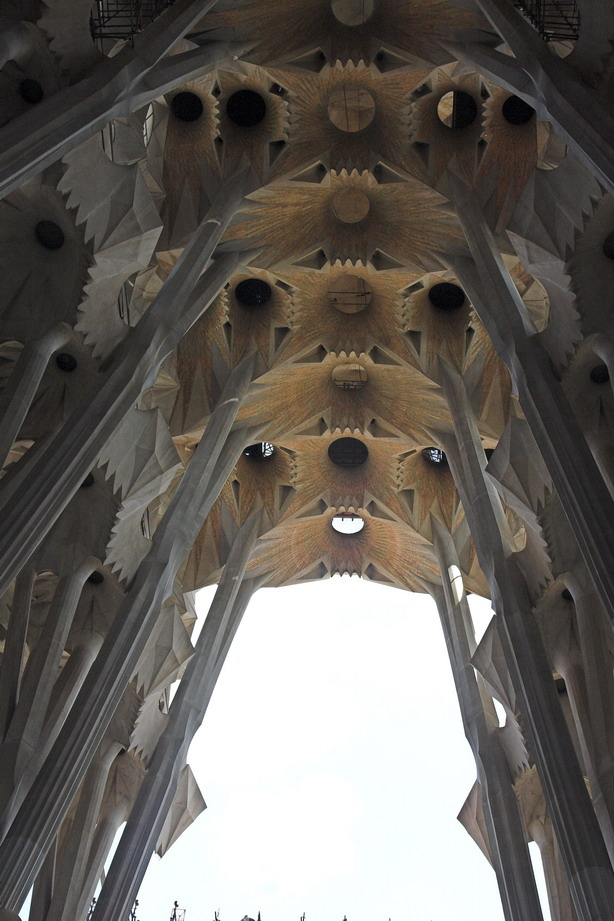
Sostre de la nau central en construcció
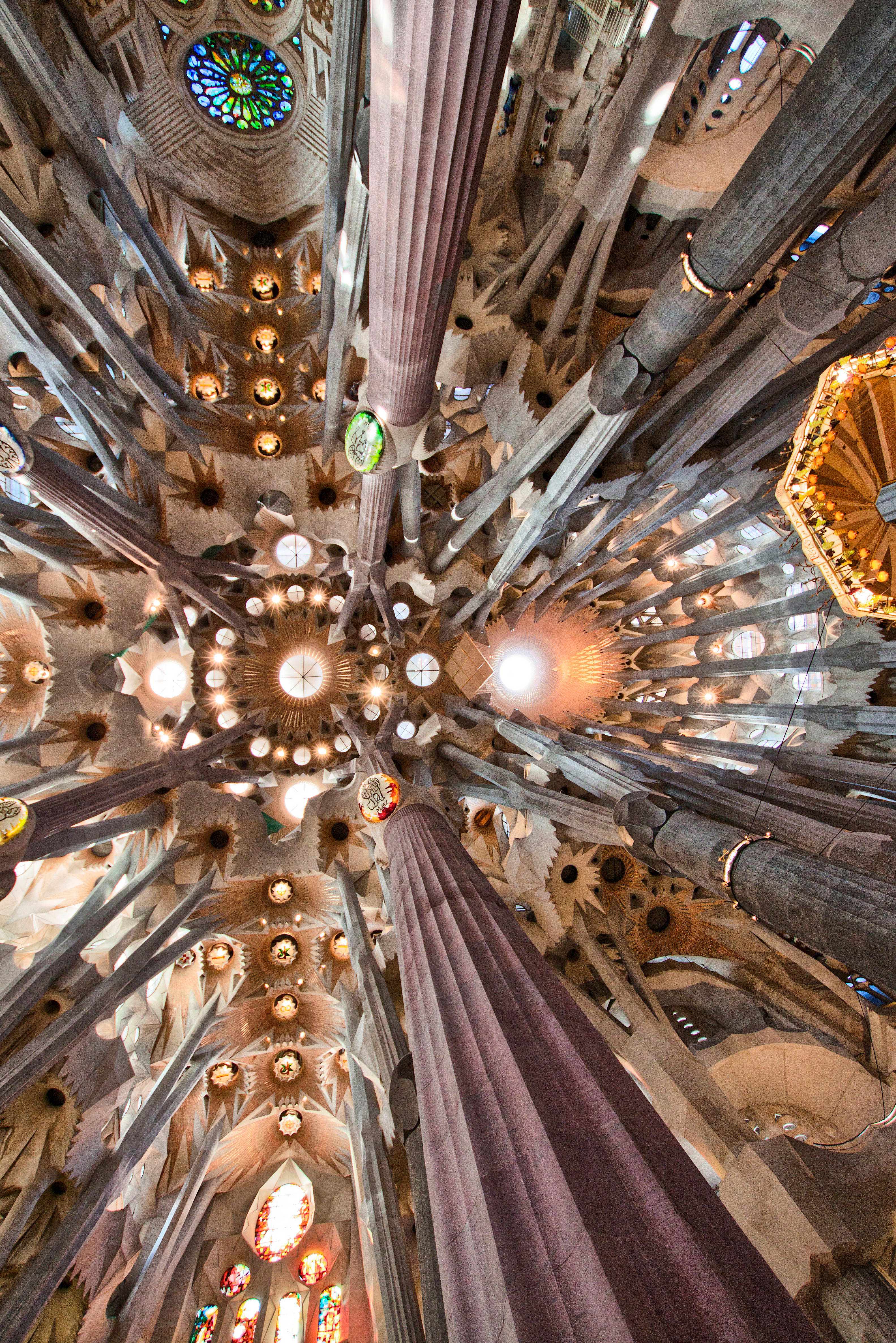
Volta del transsepte, creuer i absis, amb el tetramorf a les làmpades dels capitells de les columnes del creuer
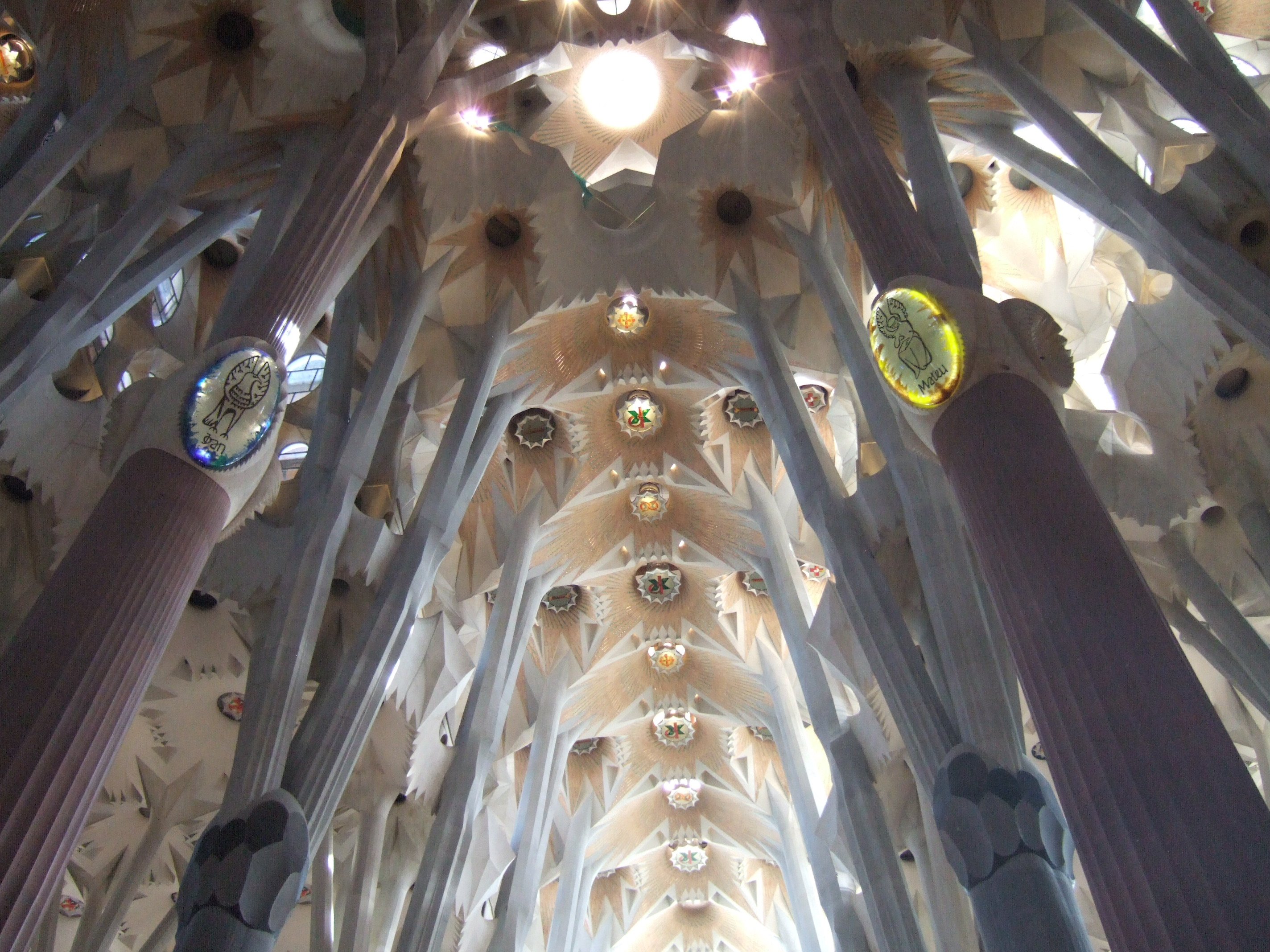
La nau central des del presbiteri
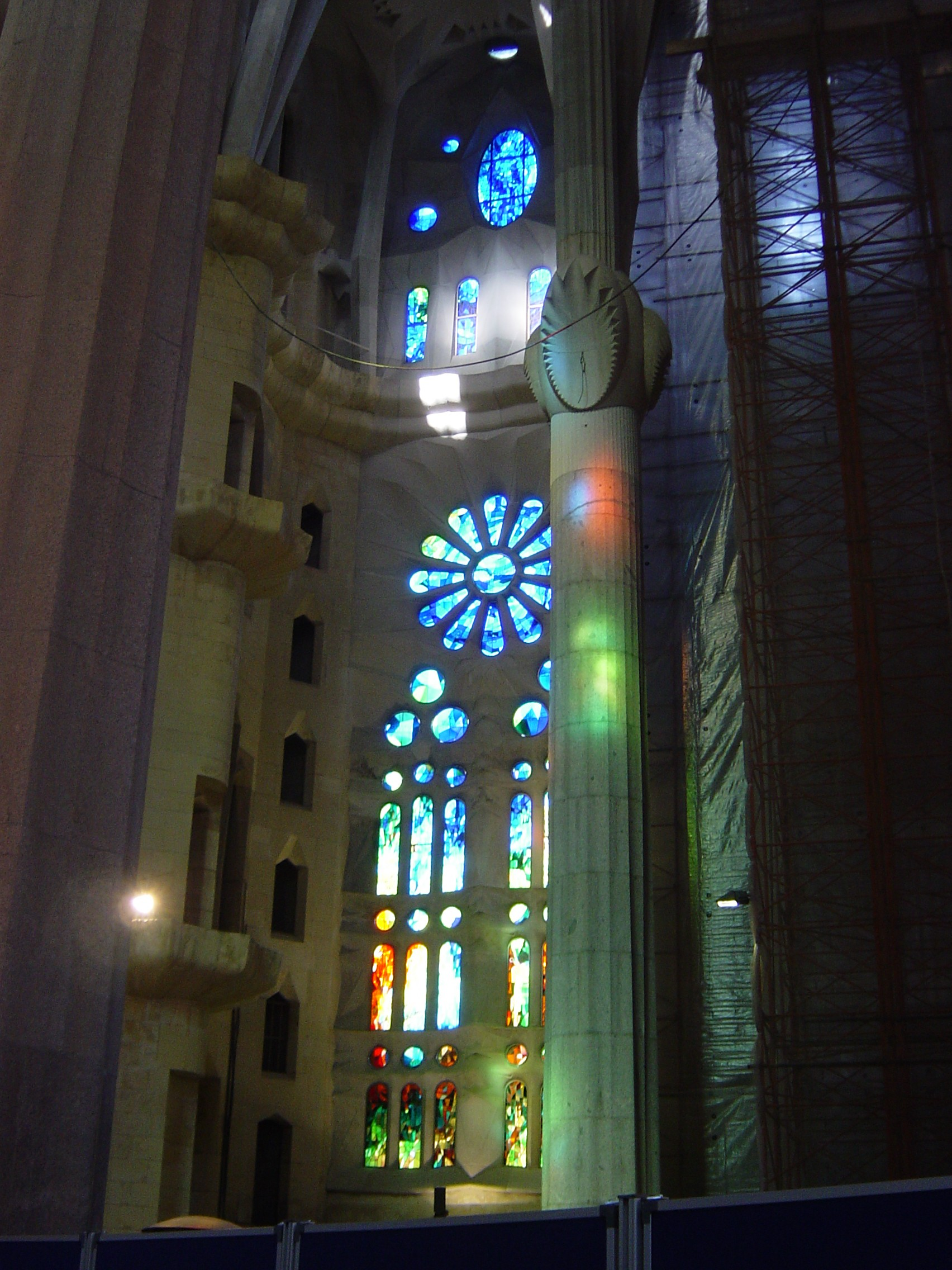
Nau lateral esquerra
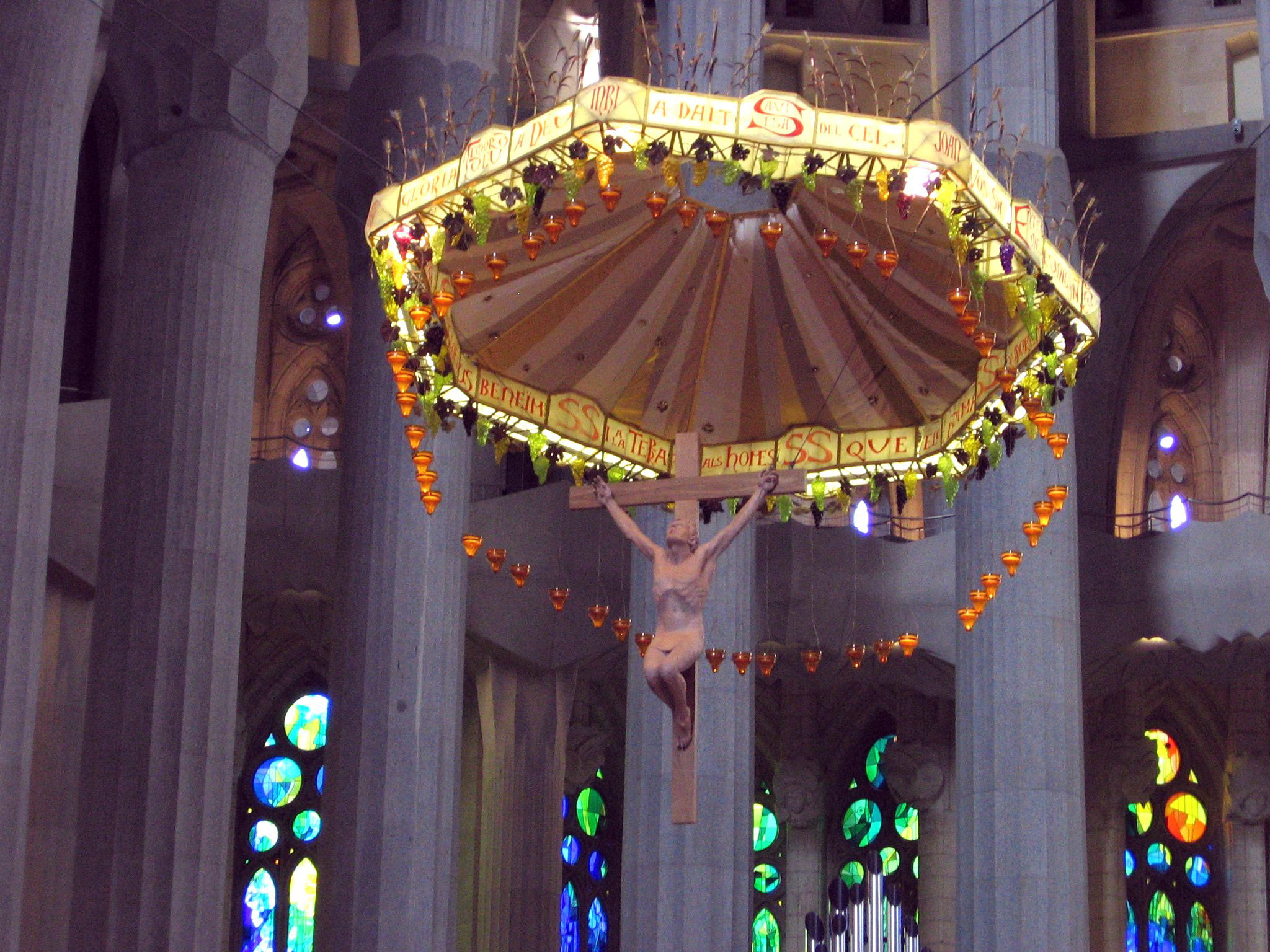
Baldaquí de l'altar central, amb la imatge de Crist crucificat
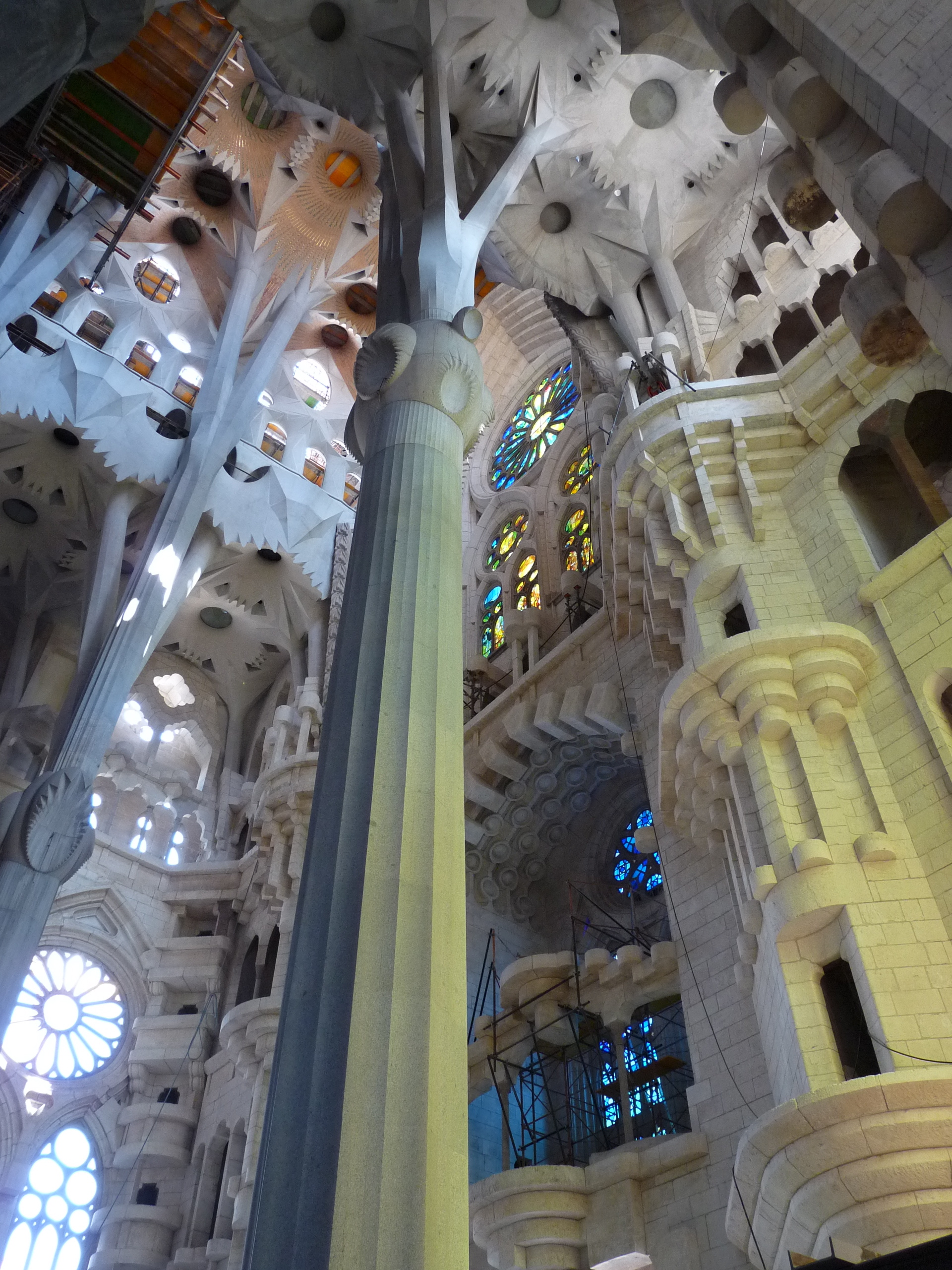
Columnes al transsepte
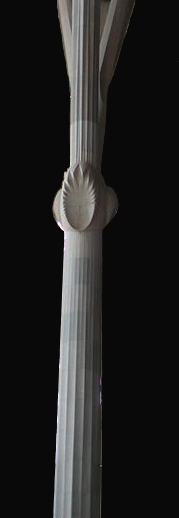
Columna de la nau central amb el nus de forma elíptica

### Torres i cimboris

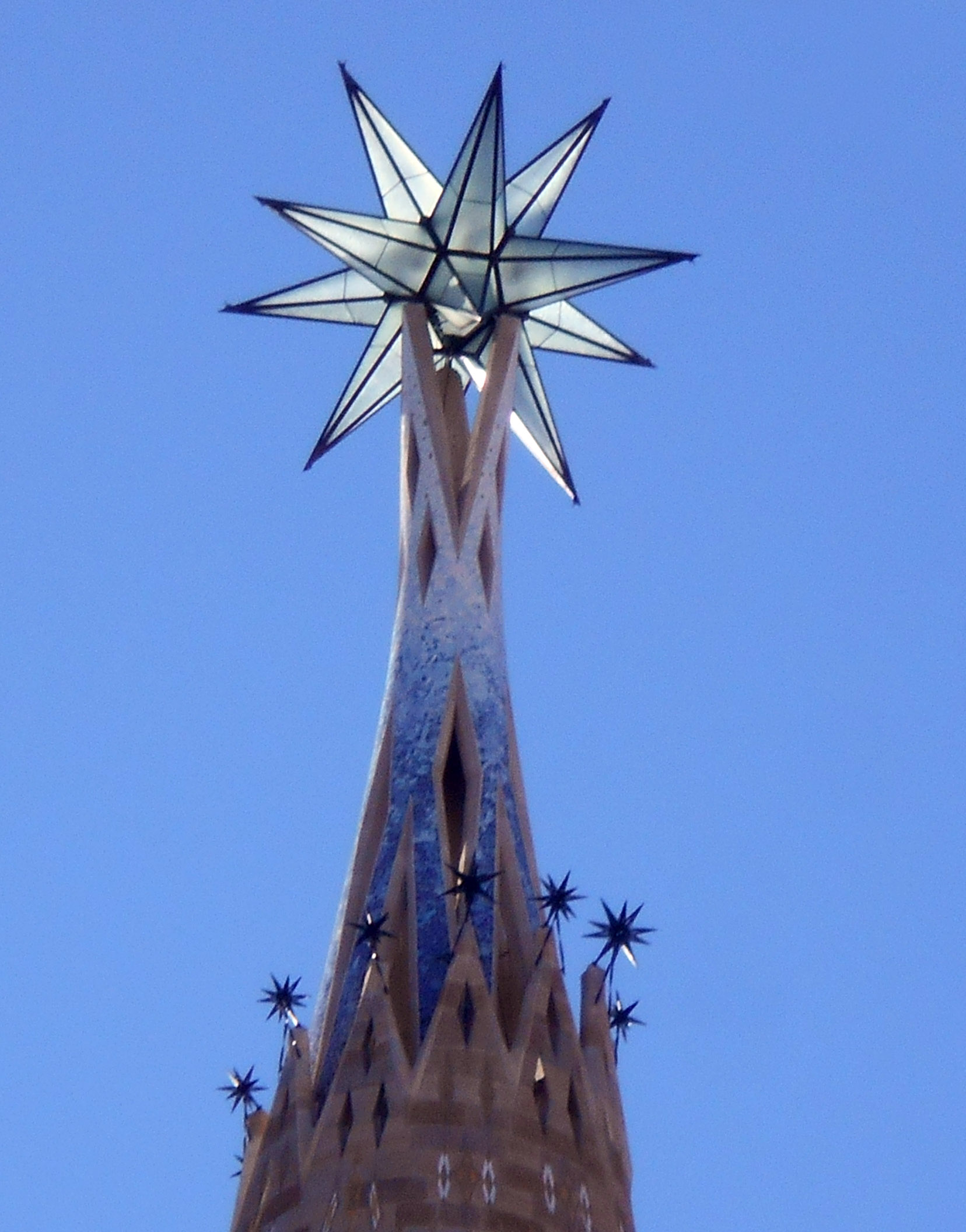
Dalt de la torre de la Mare de Déu, finalitzat el desembre de 2021

El temple tindrà divuit torres. N'hi haurà dotze amb perfil parabòlic, amb unes escales helicoidals. Una, sobre l'absis, inaugurada el 8 de desembre de 2021, simbolitza la Mare de Déu i la corona un estel de dotze puntes; n'hi haurà també una per cada apòstol (quatre a cada portal) i una per cada evangelista, al voltant del cimbori central, que tindran 135 m d'altura; coronarà els pinacles el tetramorf: l'home per sant Mateu, el lleó per sant Marc, el brau per sant Lluc i l'àliga per sant Joan. Les torres de sant Lluc i sant Marc foren inaugurades el 16 de desembre del 2022. La torre central serà dedicada a Crist i se situarà sobre el creuer, un gran cimbori de 172,5 m; serà coronat per la creu gaudiniana tridimensional. Definit per Gaudí com a:
| « | El cimbori és l'exaltament del temple. Té vida exterior i interior, ha de donar llum a l'altar. Ja que el creuer és el lloc més fosc del temple, damunt d'ell ha d'haver-hi el coronament de l'edifici per accentuar la forma piramidal. | » |

Les torres tenen diferents solucions segons la tipologia: les dels apòstols estan rematades per pinacles de mosaic venecià policromat amb els atributs del bisbe: tiara, bàcul, anell i creu; també figuren les inscripcions Hosanna, Excelsis i Sanctus, Sanctus, Sanctus, repetit tres vegades per la Santíssima Trinitat (la del Pare en color groc, per la llum; la del Fill de color vermell, símbol de martiri; i la de l'Esperit Sant de color taronja, síntesi dels altres dos). Així mateix, cada torre porta inscrit el nom en llatí i la paraula Apostolus junt amb una escultura de l'apòstol que representa. També es poden apreciar als murs altres inscripcions com: Jesus, Maria, Joseph; Sursum corda; Gratia plena; Ora pro nobis; i les sèries aurum, thus, myrrham (en llatí, or, encens i mirra) i oració, sacrifici, almoina en català.
Està previst situar a l'interior d'aquestes torres unes campanes tubulars, accionades per la força del vent.
Gaudí va realitzar profunds estudis acústics i lluminosos per aconseguir una perfecta sonoritat i il·luminació a l'interior del temple. Així mateix, va dissenyar els llums, mobiliari i objectes litúrgics del temple: armaris de sagristia, bancs dels oficiants, faldistoris, trones, confessionaris, tenebraris, faristols, suports per a ciris pasquals, etc.
Tot aquest conjunt s'encercla amb tres façanes dedicades al Naixement, la Passió i la Glòria, totes les quals tenen una àmplia iconografia.

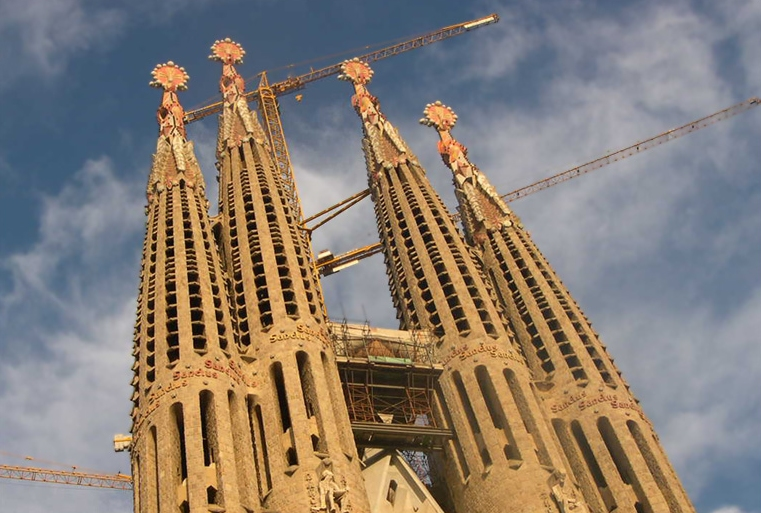
Torres de façana de la passió
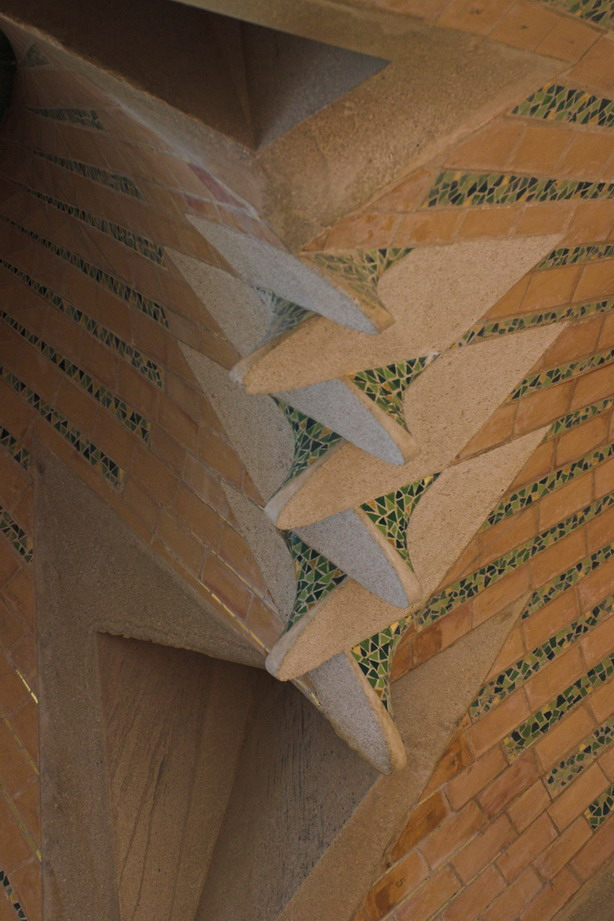
Detall de la unió entre dues formes hiperboloïdals
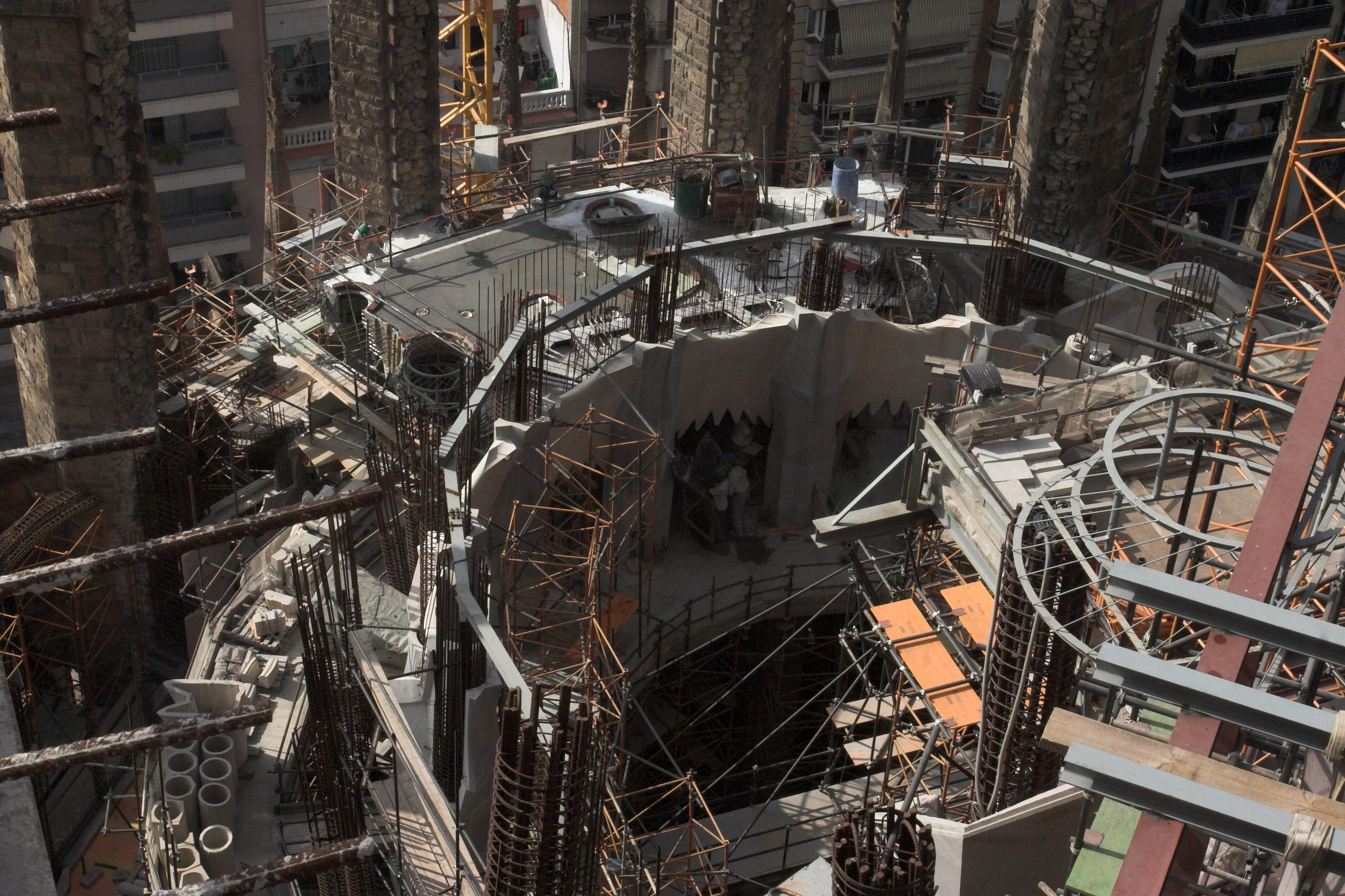
Obres a l'absis on es poden observar les capelles del deambulatori
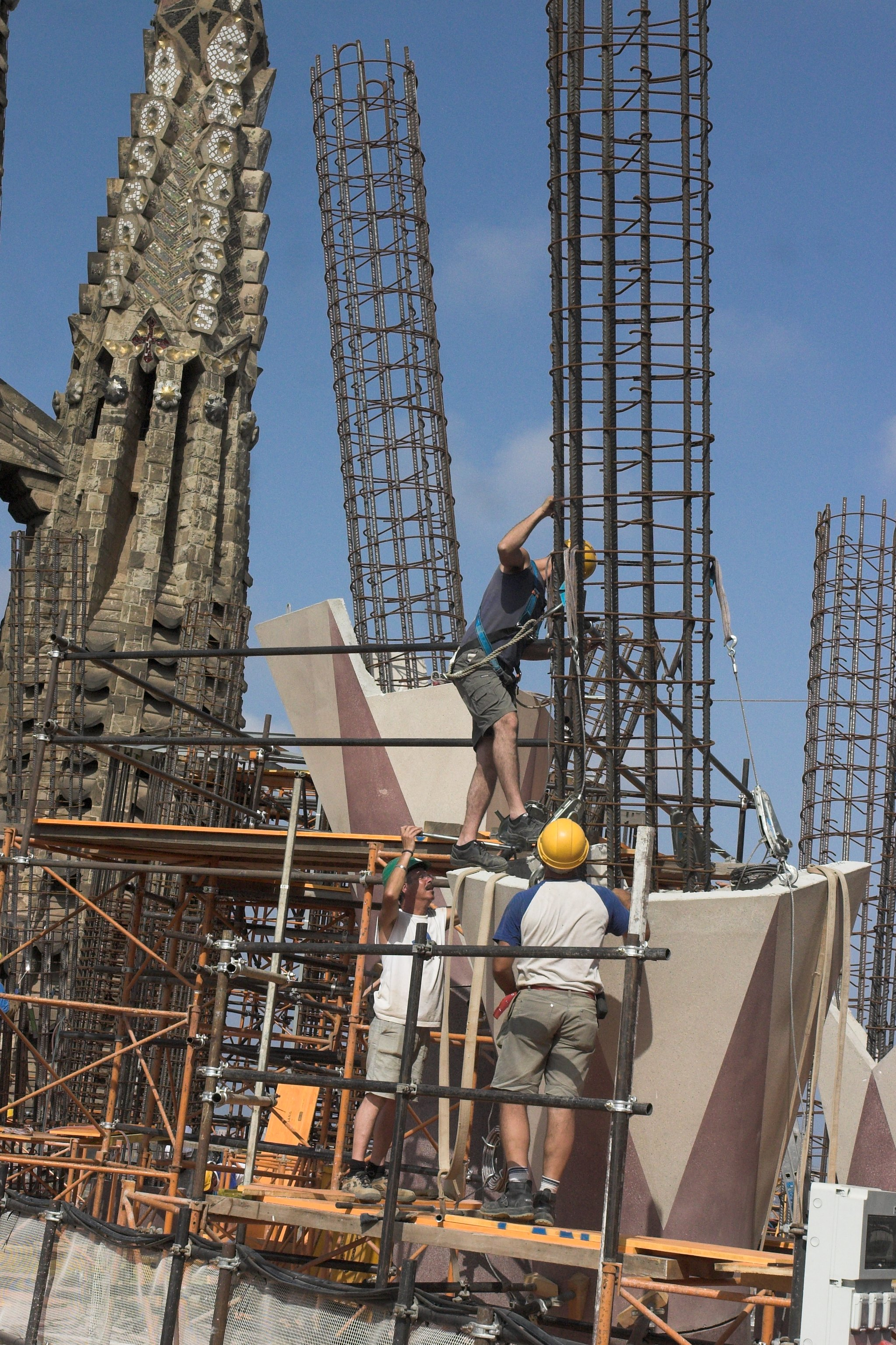
Detall constructiu de la base de les torres dels evangelistes
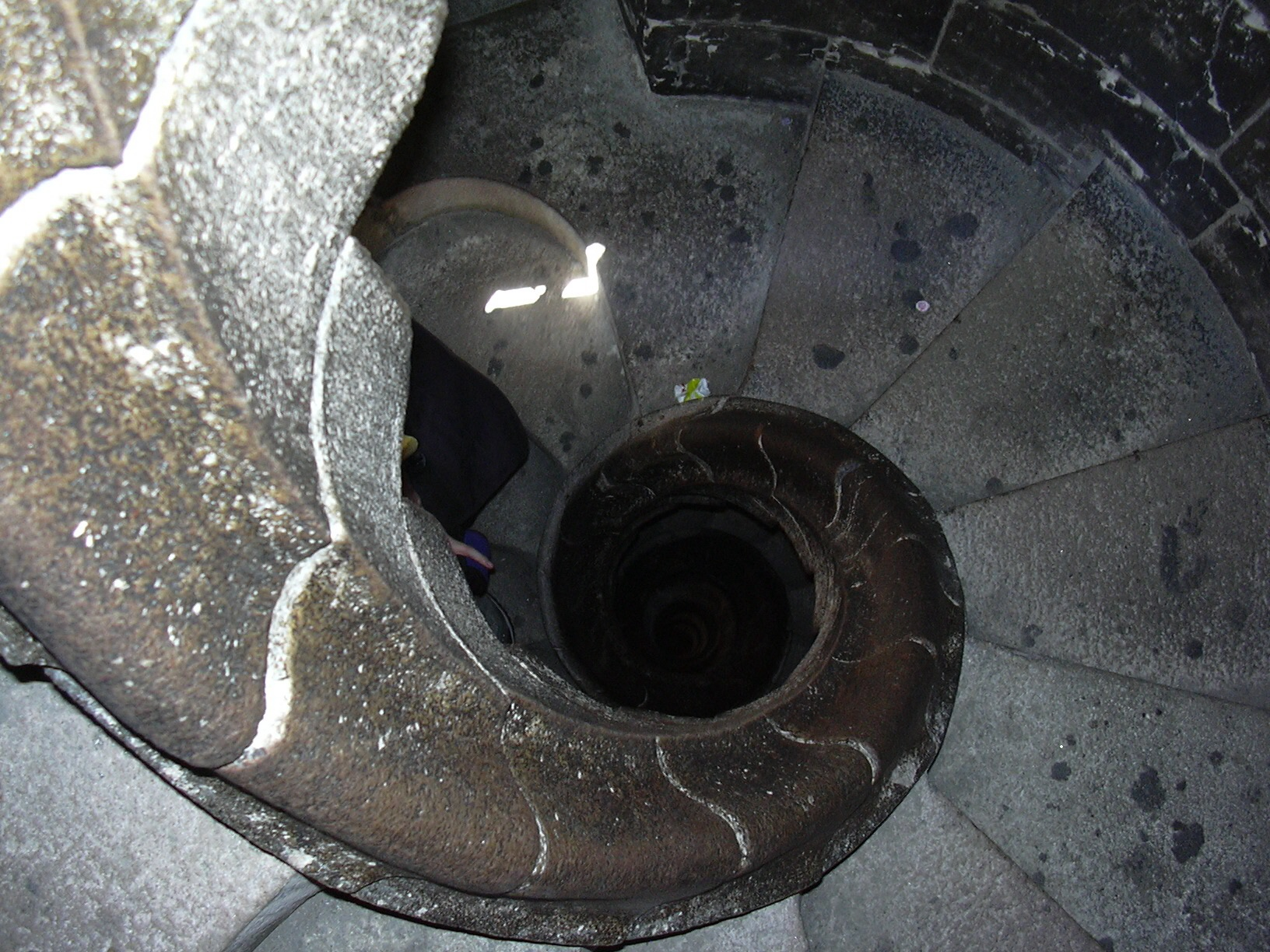
Vista interior de l'escala d'una torre campanar

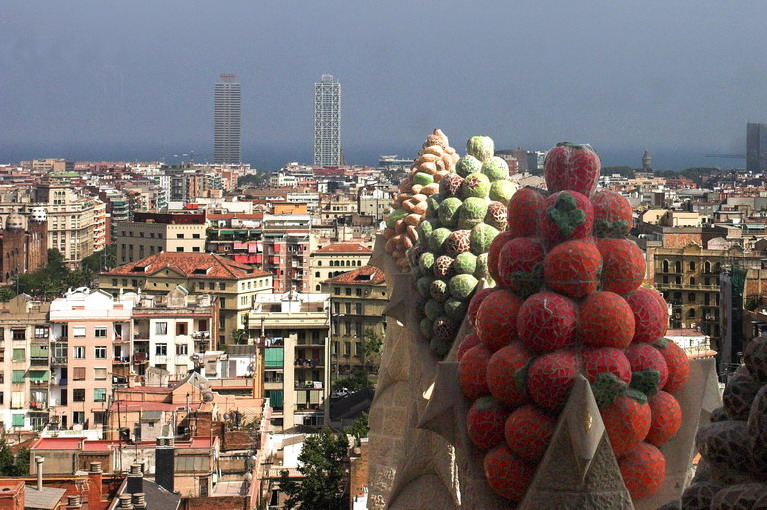
Pinacles acabats amb trencadís en forma de fruits

A l'exterior, darrere els murs del claustre s'observen altres murs pertanyents a les naus laterals del temple, amb un basament de quatre metres començant sobre uns finestrals de vint metres d'altura i, sobre aquests, una sèrie nova de vitralls de 10 m d'altura. Al mainell sobre cada finestral hi ha escultures de Sants Fundadors: a la banda Naixement i començant en el transsepte sant Francesc d'Assís, sant Jeroni, sant Ignasi de Loiola, sant Josep de Calassanç, sant Vicenç de Paül, sant Felip Neri i santa Joana de Lestonnac; a la banda de Passió santa Teresa de Jesús, sant Pere Nolasc, sant Antoni Maria Claret, santa Joaquima de Vedruna, sant Joan Bosco, sant Josep Oriol i sant Josep Manyanet; també trobem sants fundadors als contraforts de l'absis, de Naixement a Passió: santa Clara, sant Bru, sant Bernat, sant Benet, santa Escolàstica i sant Antoni Abat. Els frontons exteriors estan coronats amb pinacles de cistells de fruits de l'Esperit Sant, de ceràmica de colors: banda Naixement de primavera i estiu, banda Passió de tardor i hivern.

### Finestrals

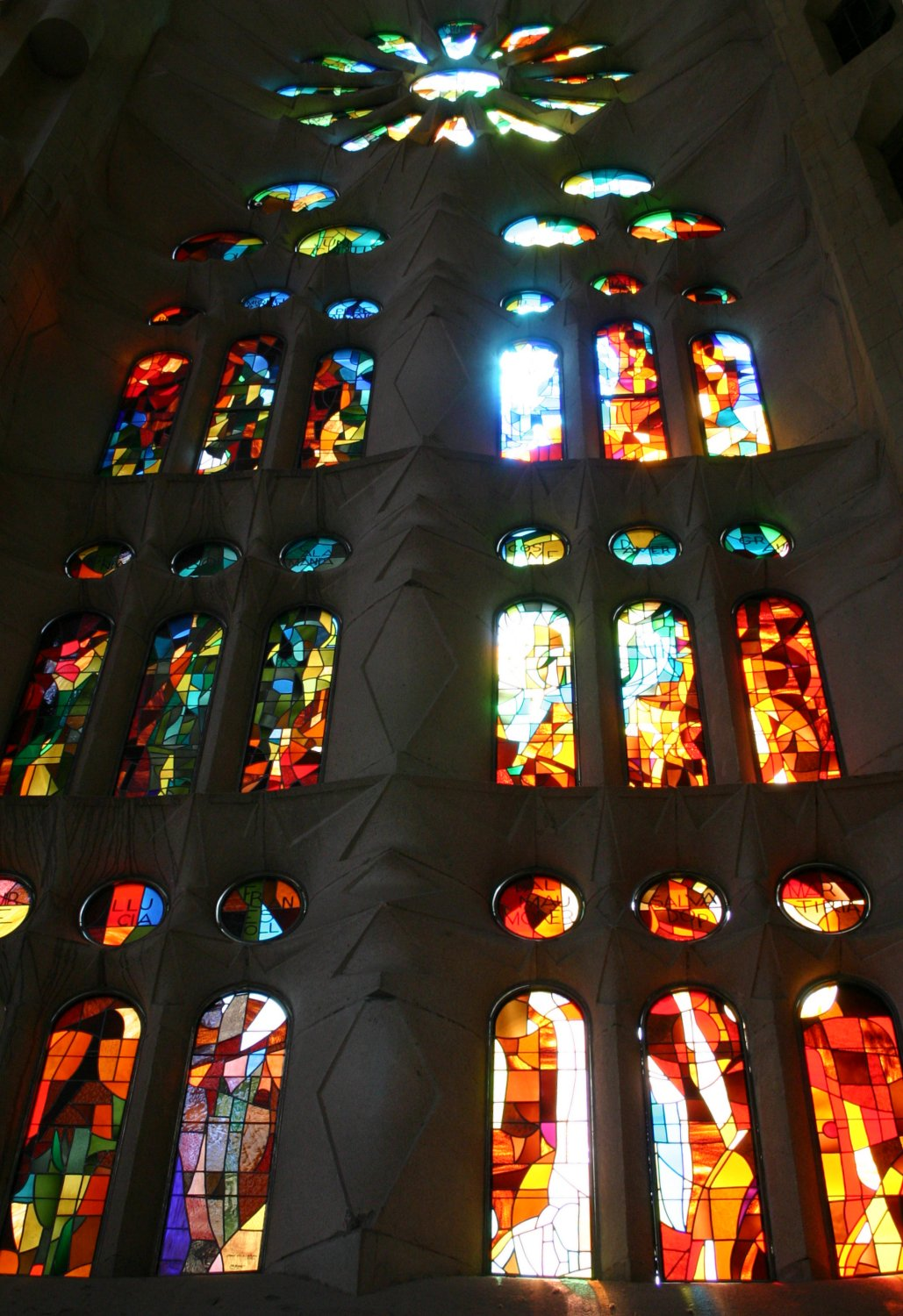
Vitrall de l'artista Joan Vila-Grau

Els grans finestrals que contenen els murs del temple van ser dissenyats per Gaudí de forma progressivament diferent per aconseguir una harmonia entre el neogòtic original del primer espai i l'últim pas cap a la seva plena concepció de l'arquitectura del seu projecte final.
Es pot apreciar que al nivell de sota la cantoria són de tipus neogòtic amb les motllures clàssiques ja substituïdes per paraboloides. D'aquesta part, van ser els mateixos ajudants de Gaudí qui van realitzar els dibuixos. En els que són sobre les cantories i fins als 30 m de les naus laterals, l'element principal és un hiperboloide el·líptic envoltat de quatre circulars sobre un fris d'obertures rectangulars. Aquests finestrals s'allarguen amb un frontó terminal en forma de fruits de mosaic. El tercer tipus, en correspondència amb la nau central, és semblant a l'anterior, amb l'hiperboloide el·líptic, però només amb dos hiperboloides sobre les quatre obertures rectangulars. Els completen uns elements estrellats i arrodonits a la part superior, que al centre porten la paraula Gloriam.

### Vitralls
El temple disposa de nombrosos vitralls, obra del pintor Joan Vila-Grau, qui l'any 1999 va rebre l'encàrrec de fer el primer gran vitrall de la façana dedicada a la Passió de Crist, i a partir del 2001 el seguiren la resta. A partir de l'any 2004, s'hi incorporà el seu fill Antoni Vila Delclòs, treballant conjuntament fins a l'actualitat.
Atès que Gaudí no n'havia deixat cap pauta ni directriu, Joan Vila-Grau es basà en les marcacions fetes pels diferents seguidors de l'arquitecte per a poder absorbir, traduir i traslladar tots els conceptes que eren importants a l'hora de concebre els murs de vidre de colors, com era el paper de la llum solar a l'hora de dotar de bellesa els elements arquitectònics, així com crear un àmbit d'harmonia i recolliment del fidel.
El conjunt dels vitralls de la Sagrada Família estan concebuts com un de sol, on cada un manté una estreta relació cromàtica amb els del seu voltant. D'aquesta manera, s'ha volgut crear una simfonia de llum i de color, tal com entenia Gaudí que es viuria l'experiència a l'interior del Temple gràcies als vitralls dels grans finestrals que projectà. N'hi ha a les dues ales del transsepte, a les set capelles de l'absis, a les dues bandes de la nau, a la torre de la Mare de Déu, a les escales de les cantories i a la façana de la Glòria (actualment en creació). A la banda de ponent, trobem el vitrall dedicat a la Resurrecció flanquejat pel vitrall dedicat a la Llum i pel dedicat a l'Aigua, segons indiquen les paràboles «Jo soc la llum» i «Jo soc la font d'Aigua viva» escrites amb plom de manera integrada a la composició no figurativa. A la banda de llevant del transsepte trobem el finestral dedicat al Naixement, el dedicat a la Pobresa amb la paràbola «Jo soc pobre i humil» i el dedicat a la Vida amb la paràbola «Jo soc la Vida».
A l'absis es troben els set conjunts de vitralls amb les set antífones de la darrera setmana d'Advent, anomenades de la O. Pel que fa als 10 finestrals de la nau i també els que es troben a les escales de les cantories, es va dotar d'una gamma preponderant de colors càlids al cantó de ponent i de colors freds al cantó de llevant. Tots ells amb les seves respectives paràboles. A més a més, cada vitrall conté un extens programa de sants i santuaris de Catalunya i de la resta del món perfectament integrats en les nervadures de plom.

### Orgue
El novembre del 2010, amb ocasió de la consagració de la basílica, es va inaugurar el primer dels quatre orgues que ha de tenir un cop acabada. Va ser construït pel mestre orguener Albert Blancafort al seu taller de Collbató, i està ubicat al presbiteri. Té doble façana, una cap a l'altar i una altra que dona al transsepte, i consta de dos cossos —que sumen 1492 tubs— distribuïts en dos teclats i un pedaler, i té 26 registres. Es toca des d'una consola muntada sobre una plataforma amb rodes per a poder desplaçar-la fàcilment i quedi integrada en l'entorn, la transmissió de notes de la qual és elèctrica sensitiva, i també té un dispositiu gràcies al qual l'organista grava peces que l'orgue reprodueix sense la necessitat d'un intèrpret (l'organista titular és el mestre Juan de la Rubia), de manera que sona només cada mitja hora durant les hores de visita.

### Ascensors
Un cop s'acabi, el temple tindrà nou ascensors, i el de més alçada serà el del cimbori central dedicat a Jesucrist.

### Mides interiors

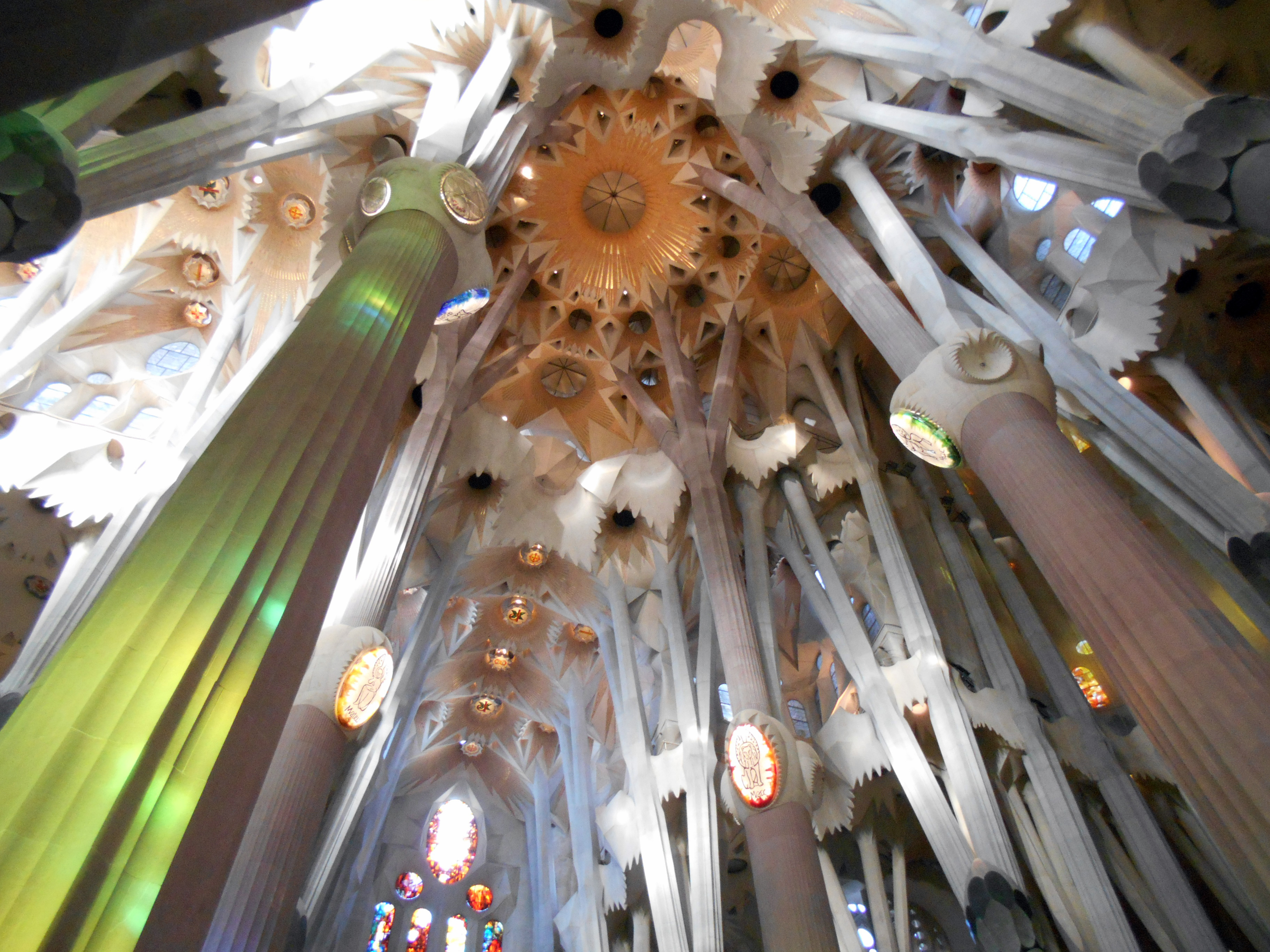
Detall de la volta

Gaudí va estructurar tota la planta sobre la base d'un mòdul fonamental de 7,5 m, que per a ell era la mesura de l'«arbre-home» ideal, la proporció perfecta donada per la natura. Les cinc naus principals tenen 90 m de longitud (7,5 x 12); el transsepte de tres naus, de 60 m (7,5 x 8); la nau central té una amplada de 15 m (7,5 x 2) i 7,5 les laterals, que fan un total de 45 m (7,5 x 6); la del transsepte, 30 m (7,5 x 4); l'altura és de 45 m a les voltes de la nau central i 30 a les laterals, mentre que les voltes del creuer arriben als 60 m, i l'altura total de l'edifici —a la torre de Jesucrist-- és de 172,50 m (7,5 x 23).

### Cripta

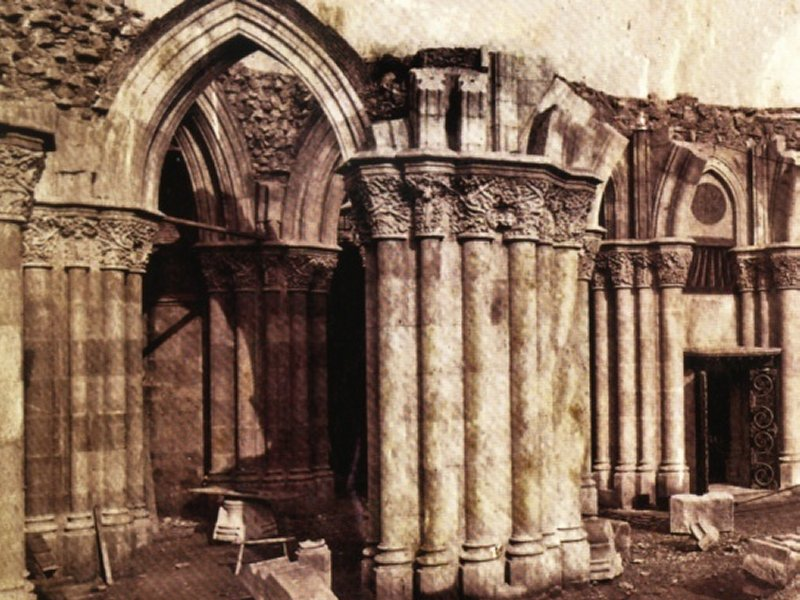
Obres de la cripta (1885)

S'hi accedeix des del carrer i per dues escales situades cadascuna en una banda de l'absis. Consta de planta circular d'estil neogòtic, de 40 x 30 m, amb volta nervada, amb la clau de volta principal que representa l'Anunciació —obra de l'escultor Joan Flotats i Llucià— i un deambulatori; les set capelles estan dedicades a la Immaculada, el Sagrat Cor de Jesús i a familiars de Jesús, amb la de sant Josep al centre. La talla en fusta original era de Maximí Sala i Sánchez, i va ser policromada pel pintor Guixà.
Enfrontades hi ha cinc capelles més: la central és l'altar major, amb un relleu de la Sagrada Família, de l'escultor Josep Llimona; als seus costats hi ha la de la Mare de Déu de Montserrat, la de Sant Crist —que conté la sepultura de Josep Maria Bocabella—, la de Jesucrist i la de la Mare de Déu del Carme, amb la sepultura d'Antoni Gaudí. La cripta està circumdada per un mosaic romà, on estan representats la vinya i el blat, símbols de l'eucaristia, obra del mosaïcista Mario Maragliano.
A causa de l'incendi provocat el 1936 en el transcurs la Guerra Civil espanyola, l'any 1940 se'n va fer una restauració a càrrec de l'arquitecte Francesc de Paula Quintana. L'any 1958 es va terminar la capella baptismal de la cripta, que funciona com a església parroquial. Amb la dedicació com a basílica feta pel papa Benet XVI el 7 de novembre de 2010, està previst que el temple, amb capacitat per a 9000 fidels, aculli només les misses de gran format, i que les misses habituals continuïn a la cripta.

### Absis i sagristies

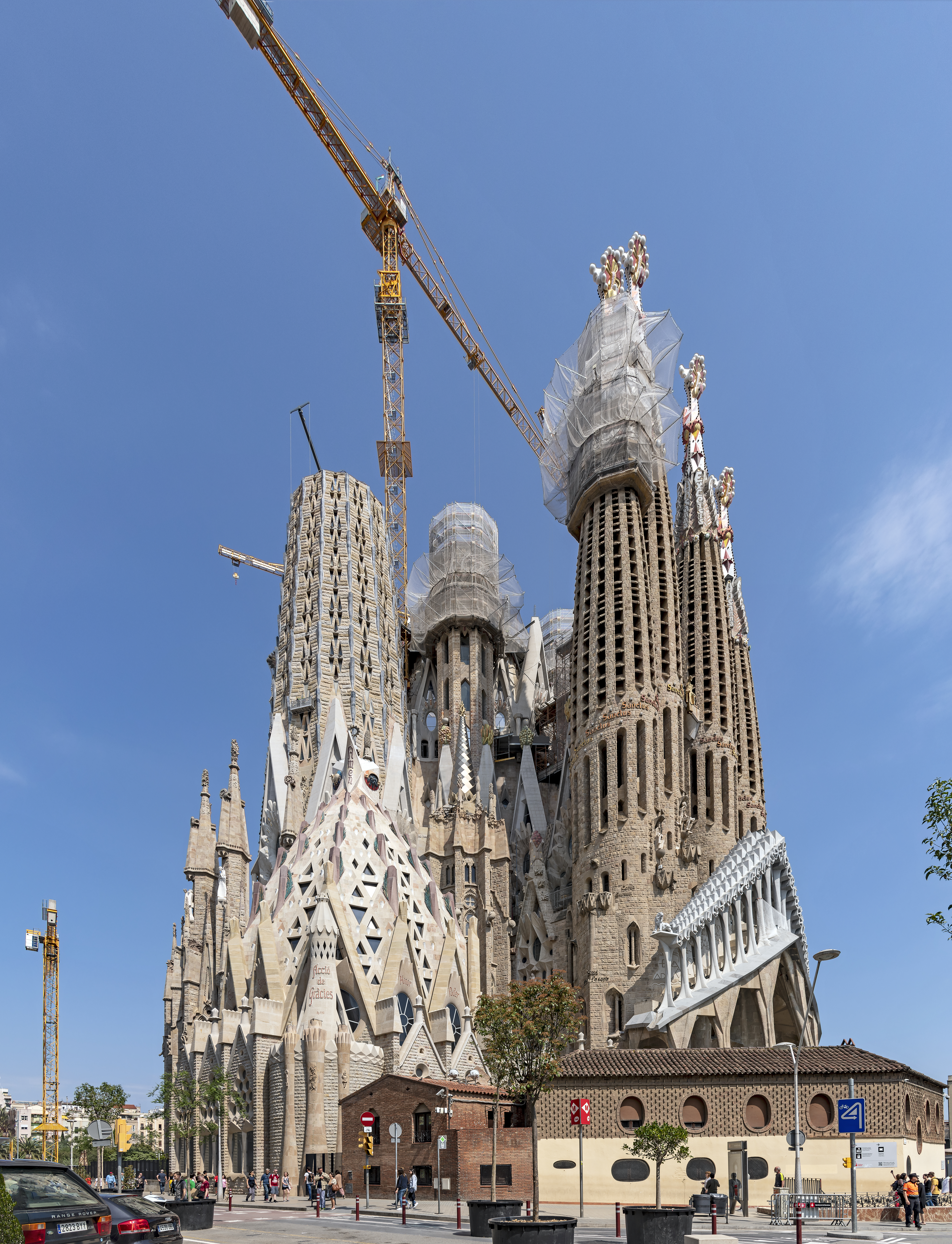
L'absis en construcció

Situat sobre la cripta, l'absis ocupa la capçalera del temple, entre les façanes del Naixement i la Passió. Estarà circumdat pel claustre, al centre del qual se situarà la capella de l'Assumpció i tindrà dues sagristies als laterals. Aquestes tindran una alçada de 46 m, amb una cúpula de dotze cares, amb rosasses triangulars per on entrarà la llum exterior. Ja s'ha construït la de la banda de la Passió.
L'absis una de les parts del temple que manté un cert estil neogòtic, ja que va ser realitzat en les primeres fases de construcció, entre 1890 i 1893. A l'exterior es poden veure els vitralls, corresponent tres a cada una de les set capelles que consta l'absis. Hi ha als pinacles dels pilars, a mitjana altura, les figures d'unes gàrgoles amb figures d'animals, principalment rèptils. A les terminacions de les llanternes de les capelles hi seran simbolitzades les invocacions al Messies. A la part interior hi ha, envoltant rodejant el presbiteri, una tribuna de graderia al llarg i al voltant de l'absis, per a allotjar el cor infantil. Està cobert per la torre dedicada a la Mare de Déu, de 120 m d'alçada, inaugurada el 8 de desembre del 2021 amb la col·locació d'un estel al capdamunt.
Conté una profusa decoració escultòrica on destaquen les estàtues dedicades a sants fundadors d'ordes religiosos (santa Clara, sant Bru, sant Bernat, sant Benet de Núrsia, santa Escolàstica i sant Antoni Abat), així com els anagrames de Jesús (la inicial del seu nom envoltada per una corona d'espines), de la Mare de Déu (la seva inicial amb la corona de «Reina dels Cels i la Terra») i sant Josep (la seva inicial acompanyada de narcisos, flors que evoquen la puresa i la castedat). Així mateix, s'hi representen nombrosos elements de la natura com a herbes (principalment el blat, com a símbol de l'eucaristia) i animals (serp, camaleó, caragol, sargantana, granota, salamandra).
Les baranes altes de les capelles porten decoració floral de l'antífona del Petit Ofici de la Benaurada Verge Maria: cedre, palma, xiprer, cínamom, rosa, olivera i bàlsam. Les llanternes de les capelles tindran els símbols de les antífones de l'última setmana d'Advent, conegudes com a «antífones de l'O»:
- O Sapientia: saviesa, amb un lleó i un anyell com a unió de la força i la mansuetud.
- O Adonai: invocació hebraica de Déu (corona ducal i ceptre).
- O Radix Jesse: vara de Jessè.
- O Clavis David: clau com a signe de domini.
- O Oriens: sol com a símbol de justícia.
- O Rex Gentium: pedra angular (pedra amb l'anagrama de Jesús i corona reial).
- O Emmanuel rex: rei i legislador (mantell reial, espasa i taules de la Llei).

### Claustre

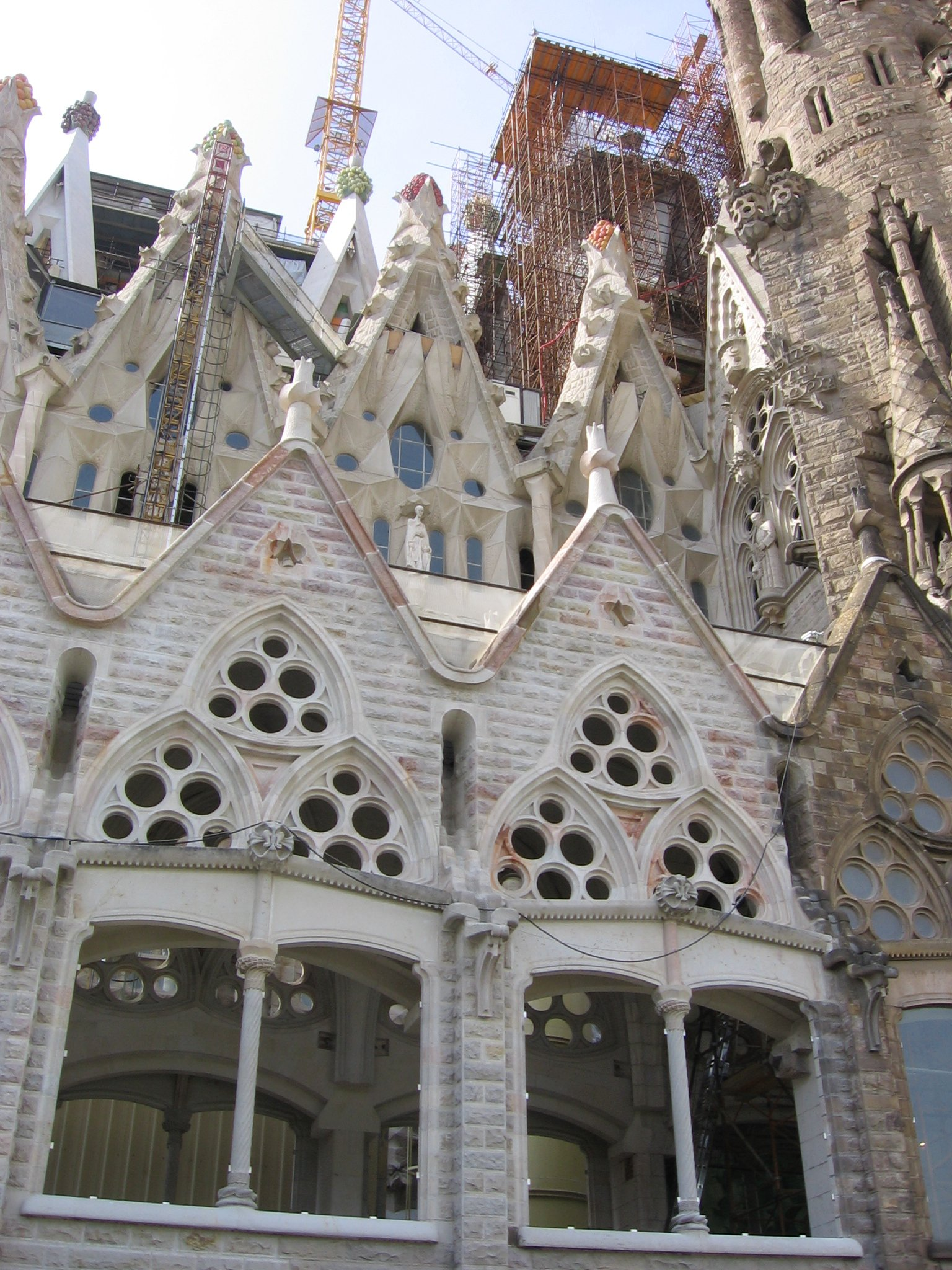
Detall del claustre

El claustre, iniciat l'any 1895, està dissenyat per fer el recorregut al voltant del temple com una espècie de deambulatori; en ser Gaudí un fervent devot del rosari, ho va disposar així per resar-lo en processó. Un altre objectiu del claustre és aïllar el temple de l'exterior. Les voltes són d'aresta i entre les quals hi ha una rosassa de tres ogives.
A les interseccions amb cada façana hi haurà una porta dedicada a la Mare de Déu en diverses advocacions: la de Montserrat i la del Roser, a la del Naixement; i la de la Mercè i la dels Dolors, a la façana de la Passió. La del Roser la va dissenyar Gaudí i la va fer l'escultor Llorenç Matamala i Piñol, amb la imatge central de la Mare de Déu amb el Nen Jesús, flanquejada per sant Domènec i santa Caterina; al costat esquerre de la porta, es representen els reis David i Salomó; i, al costat dret, els profetes Isaac i Jacob. Aquest portal es va terminar l'any 1899.
A cada cantonada del claustre, a la part exterior, hi haurà quatre obeliscs, en què el més gran serà el central; i cada grup tindrà un punt cardinal amb les seves representacions i símbols:
| Punt cardinal | Estació   | Dejuni                | Orde sacerdotal | Virtut                                   | Símbol de Jesús |
| ------------- | --------- | --------------------- | --------------- | ---------------------------------------- | --------------- |
| Nord          | Hivern    | Témpora d'Advent      | ordes menors    | Prudència (guardiola i serp)             | Emmanuel        |
| Est           | Primavera | Témpora de quaresma   | sotsdiaconat    | Temprança (porró i ganivet que talla pa) | creu i INRI     |
| Sud           | Estiu     | Témpora de Pentecosta | diaconat        | Justícia (espasa i balança)              | sol i creu      |
| Oest          | Tardor    | Témpora de Setembre   | presbiterat     | Fortitud (cuirassa i escut)              | el seu anagrama |

Són construïdes les parts de la façana del Naixement, de la Passió i una part de la façana de la Glòria, amb una gran profusió de decoracions escultòriques.

#### Capella de l'Assumpció
Situada al centre del claustre de l'ala nord, es preveu construir-hi la capella de l'Assumpció, de planta quadrada. Tindrà dues entrades directes des del carrer, estarà coberta amb una volta hiperboloide i amb un cimbori de 30 metres d'altura; la cúpula representarà la misericòrdia i serà com un mantell sostingut pels àngels dels pinacles; i la inscripció Salve, Regina, Mater misericordiae, al frontó principal. La cúpula serà com un mantell aixecat pels extrems pels àngels, que se situaran en els pinacles dels frontons, evocant la llitera amb la qual es treia en processó l'anomenada Mare de Déu d'Agost de la catedral de Girona. Gaudí es va inspirar en l'obra de Lluís Bonifaç de la seu gironina, reproduint-ne a la capella detalls com els cortinatges, la corona, els pilars i els àngels.
A la galeria hi haurà 12 àngels —un per a cadascuna de les 12 estrelles de la corona de la Mare de Déu— amb els fruits de l'Esperit Sant; sota la galeria hi haurà la dormició de la Mare de Déu, la mort de sant Josep, la presentació de Maria al temple per sant Joaquim i santa Anna, i les noces de Canà. Als portals hi haurà els sants d'advocacions barcelonines, sant Roc i sant Josep Oriol. Aquesta capella actuarà com a unió amb el claustre en ambdós costats.

### Façana del Naixement

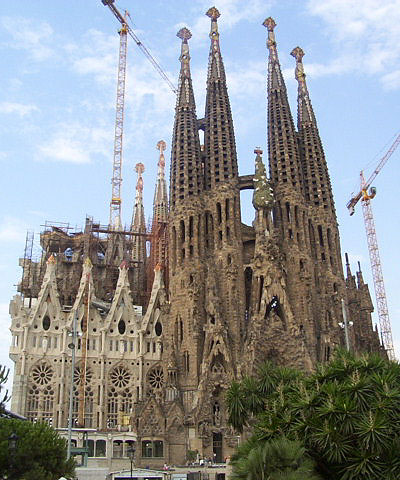
Façana del Naixement

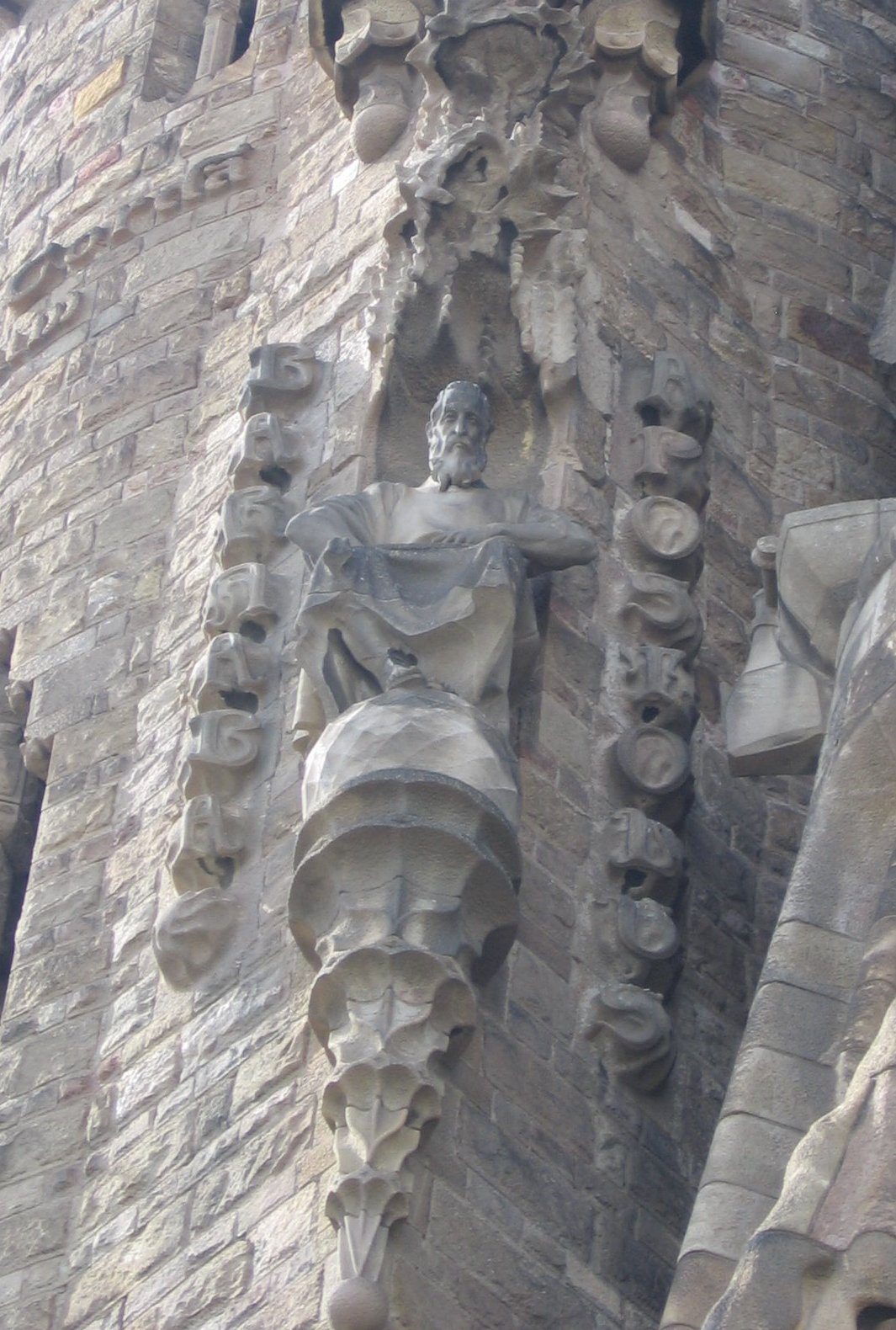
Imatge de Sant Bernabé a l'única torre que va poder veure acabada Antoni Gaudí

La façana del Naixement, també dita de Llevant, és l'única construïda en vida de Gaudí i el procés de construcció va continuar per aquesta porta, perquè, tal com ell mateix va dir:
| « | ... si en lloc de fer aquesta façana decorada, ornamentada, turgent, hagués començat per la Passió, dura, pelada, com feta d'ossos, la gent s'hauria retret. | » |

 És situada al carrer de la Marina i té tres grans portals, que són, d'esquerra a dreta, els dedicats a l'esperança, la caritat i la fe. Justament al centre, sobre la porta principal i entre les quatre torres, hi ha un xiprer que representa l'arbre de la vida, coronat amb una creu en forma de T (la lletra grega tau), de Theos, Déu en grec), amb unes diagonals a sobre seu en forma de X (khi, de Khristos) i, finalment, un colom amb les ales obertes en al·lusió a l'Esperit Sant.

#### Porta de l'Esperança
S'hi representen escultòricament: les Noces de la Mare de Déu i sant Josep, la Família de Jesús (amb sant Joaquim i santa Anna), El savi i el Nen Jesús, la Mort dels Sants Innocents, La fugida a Egipte i La barca de sant Josep, en què Josep és el timoner que condueix a l'Església Catòlica. També podem observar la col·locació de diverses eines: una serra, una maça, un cisell, una esquadra, un tornavís, un martell i una destral. En al·lusió a la fugida a Egipte —i simbolitzant l'esperança de la vida— es troben animals domèstics com oques o ànecs en representació de la fauna del Nil, així com flora d'Egipte (papirs, lotus, nenúfars, raïm, etc.).
El pòrtic està rematat per un gran pinacle semblant als penyals de Montserrat, amb la inscripció llatina Salva nos.

#### Porta de la Caritat
És la porta central, amb columnes flanquejant-la amb la inscripció de la Mare de Déu i sant Josep, tal com podem veure a les inscripcions a mitjana altura. A la base hi ha dues tortugues, una de mar (a la banda litoral) i una terrestre (a la banda de muntanya): a l'edat mitjana solia haver-hi una torre damunt de la tortuga representant la ciutat de Jerusalem; al renaixement fou substituïda la torre per una Fama trompetera, com es pot veure al parc Orsini de Bomarzo (Itàlia). Els grups escultòrics Adoració dels pastors (1981) i Adoració dels Reis d'Orient (1982) són obra de Joaquim Ros i Bofarull.
Al mainell hi ha una cinta amb la genealogia de Jesús des d'Adam (partint de la serp) i es corona pel Naixement de Jesús (grup escultòric de la Nativitat), obra de Jaume Busquets de l'any 1959. Busquets va fer també el grup de l'Anunciació, de l'any 1966. El Cor d'àngels nens és obra d'Etsuro Sotoo. Els àngels sostenen una inscripció que diu: Jesus est natus. Venite, adoremus, davant el missatge els ocells van al peu del bressol, segons la nadala popular catalana El cant dels ocells.
S'hi representa també el símbol eucarístic del pelicà —als peus del xiprer—, l'estel de Betlem, la coronació i l'anunciació de la Mare de Déu i, com a pinacle, el xiprer amb coloms de pedra (d'alabastre els originals, de marbre els restaurats) dissenyat per Gaudí i realitzat per Domènec Sugrañes.

#### Porta de la Fe
Representa la Visitació de la Verge, Jesús entre els doctors del Temple, la presentació de Jesús al Temple (emmarcada per un relleu en forma de gruta), la Immaculada Concepció, la Providència, la flora i fauna de Palestina i Jesús fuster.
Els àngels trompeters anuncien el naixement de Jesús. Foren realitzats per l'escultor Llorenç Matamala i Piñol. També hi ha les figures de sant Joan Baptista i sant Zacaries, el Cor de Jesús cobert d'espines i d'abelles místiques que liben la seva sang, la Providència, en forma de mà amb l'ull que tot ho veu, raïms i espigues com a símbol de l'Eucaristia.
Les escultures van ser executades, entre d'altres, per Carles Mani i Joan Matamala i Flotats, seguint els emmotllaments del natural que es realitzaven a l'estudi de Gaudí; moltes de les peces es van fer sobre el buidatge dels models veritables, tant humans com animals. L'escultor japonès Etsuro Sotoo ha fet el cor d'àngels cantors i músics i les portes dels tres portals.
Les quatre torres campanars iniciades el 1903 són dedicades a sant Bernabé, sant Simó, sant Judes Tadeu i sant Maties i als terminals hi ha els atributs dels bisbes: el bàcul, la mitra, l'anell i la creu, realitzats amb trencadís de colors. L'acabament de la torre de sant Bernabé és de l'any 1925 i de la resta dels campanars el 1930, així com del xiprer central.

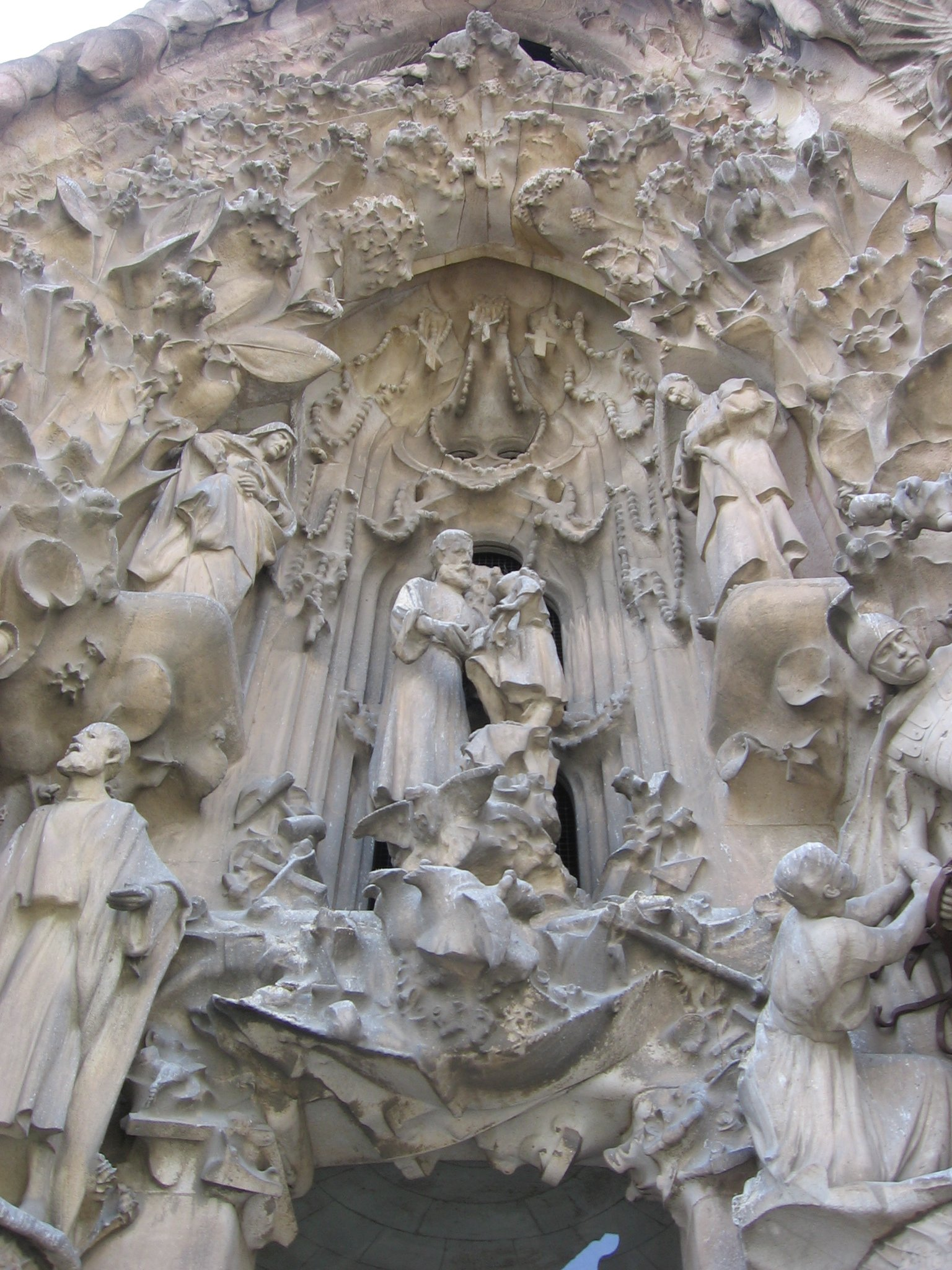
Detall central de la porta de l'Esperança
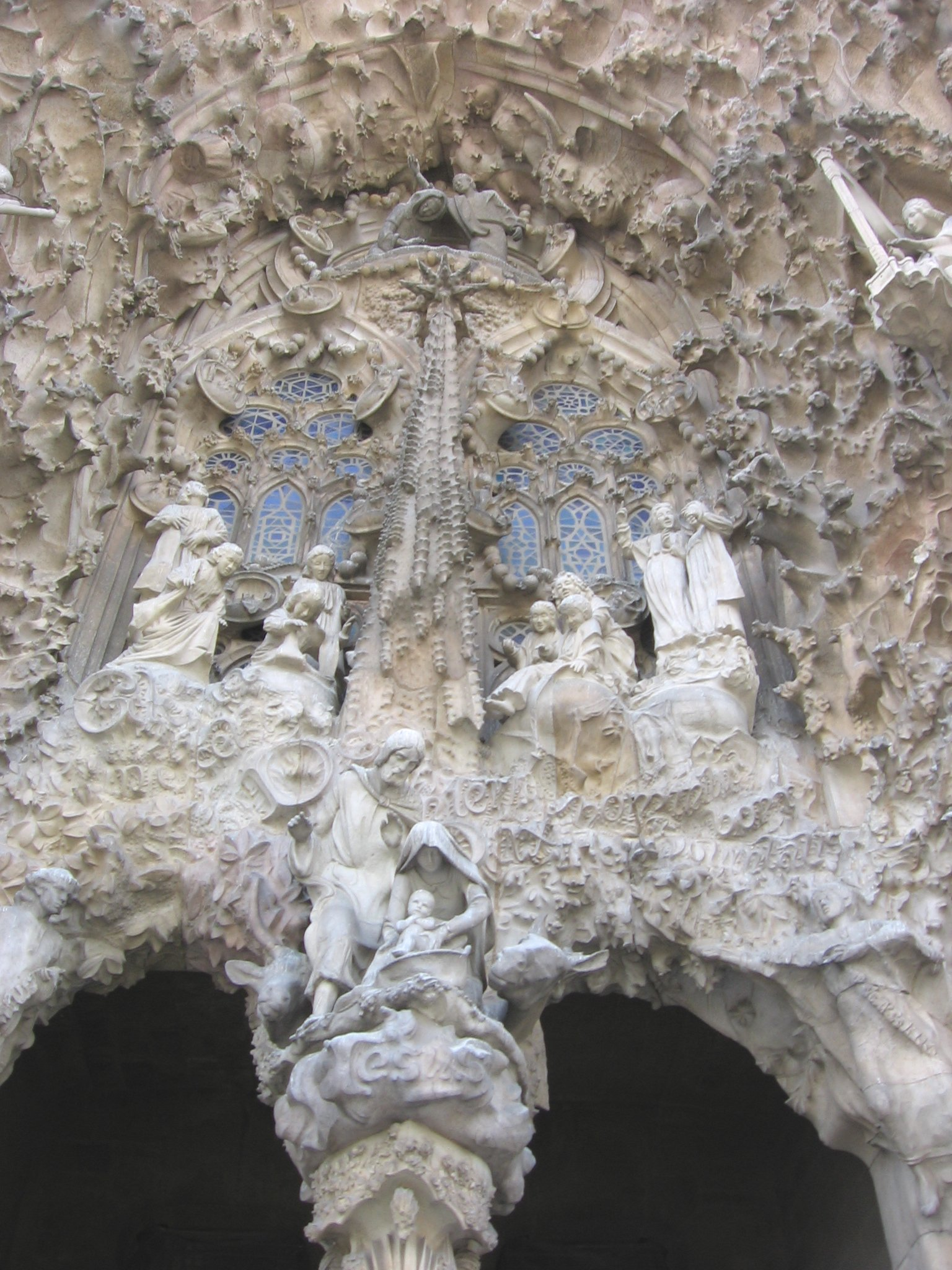
Detall central de la porta de la Caritat
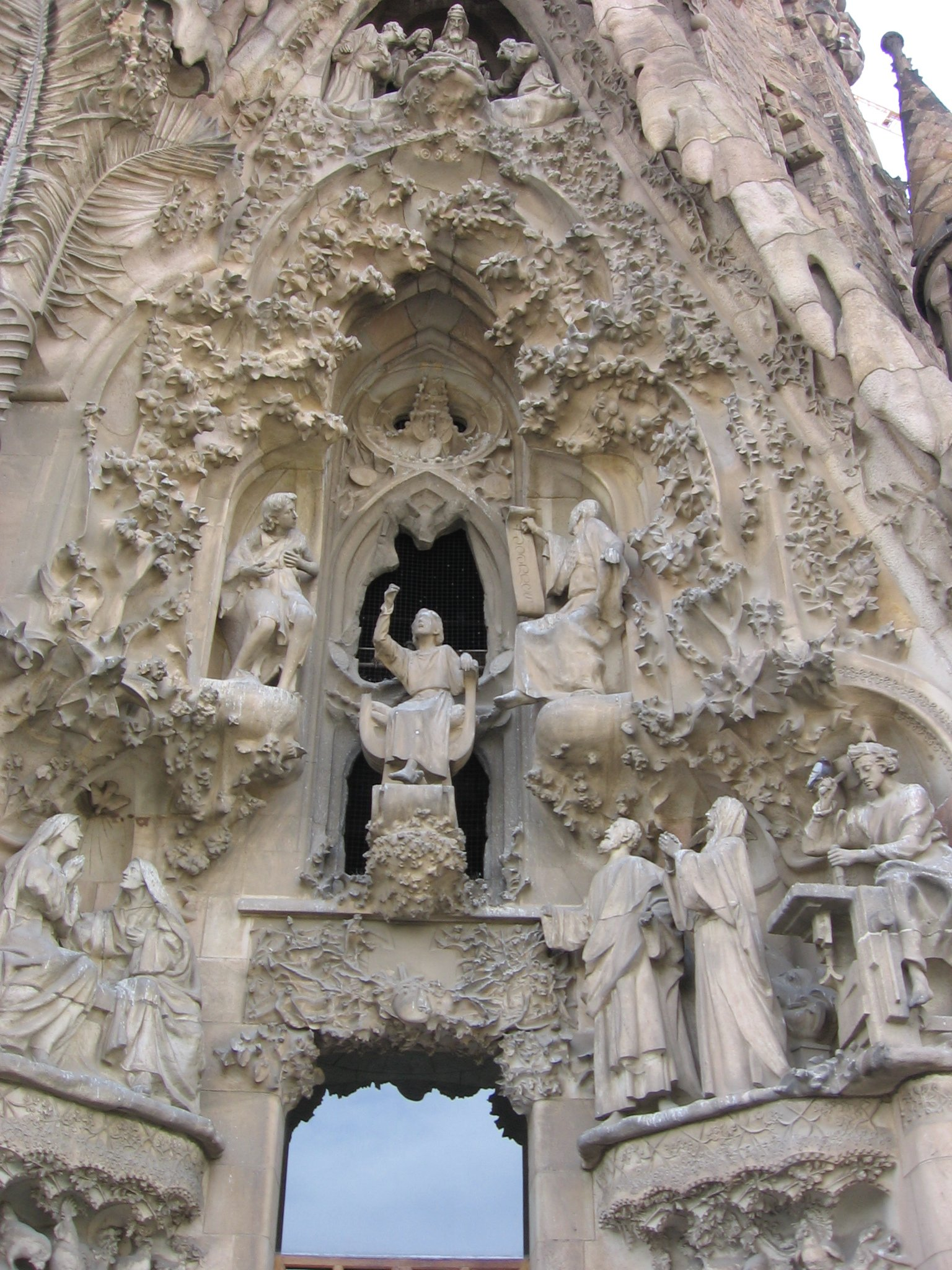
Detall central de la porta de la Fe
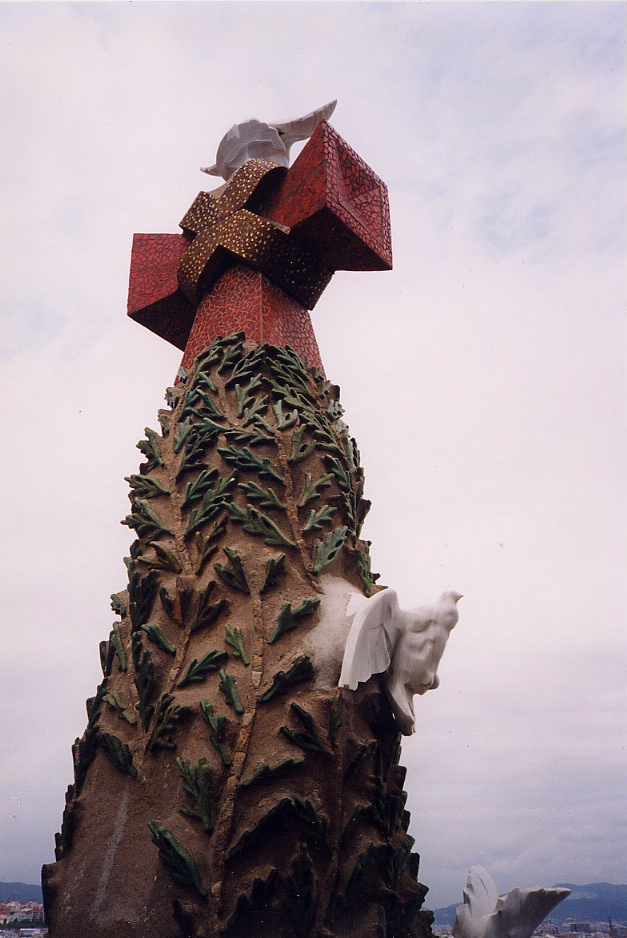
Xiprer a la façana del Naixement
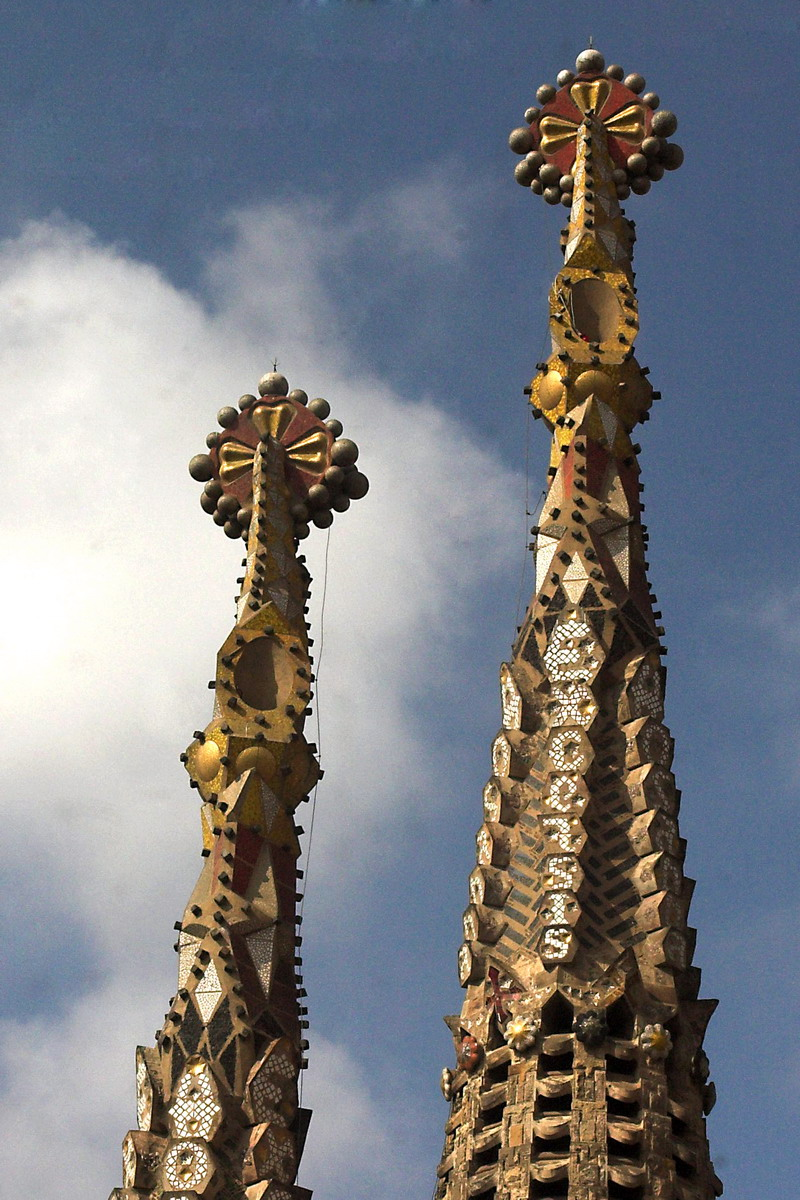
Detall del terminal de dues torres amb trencadís
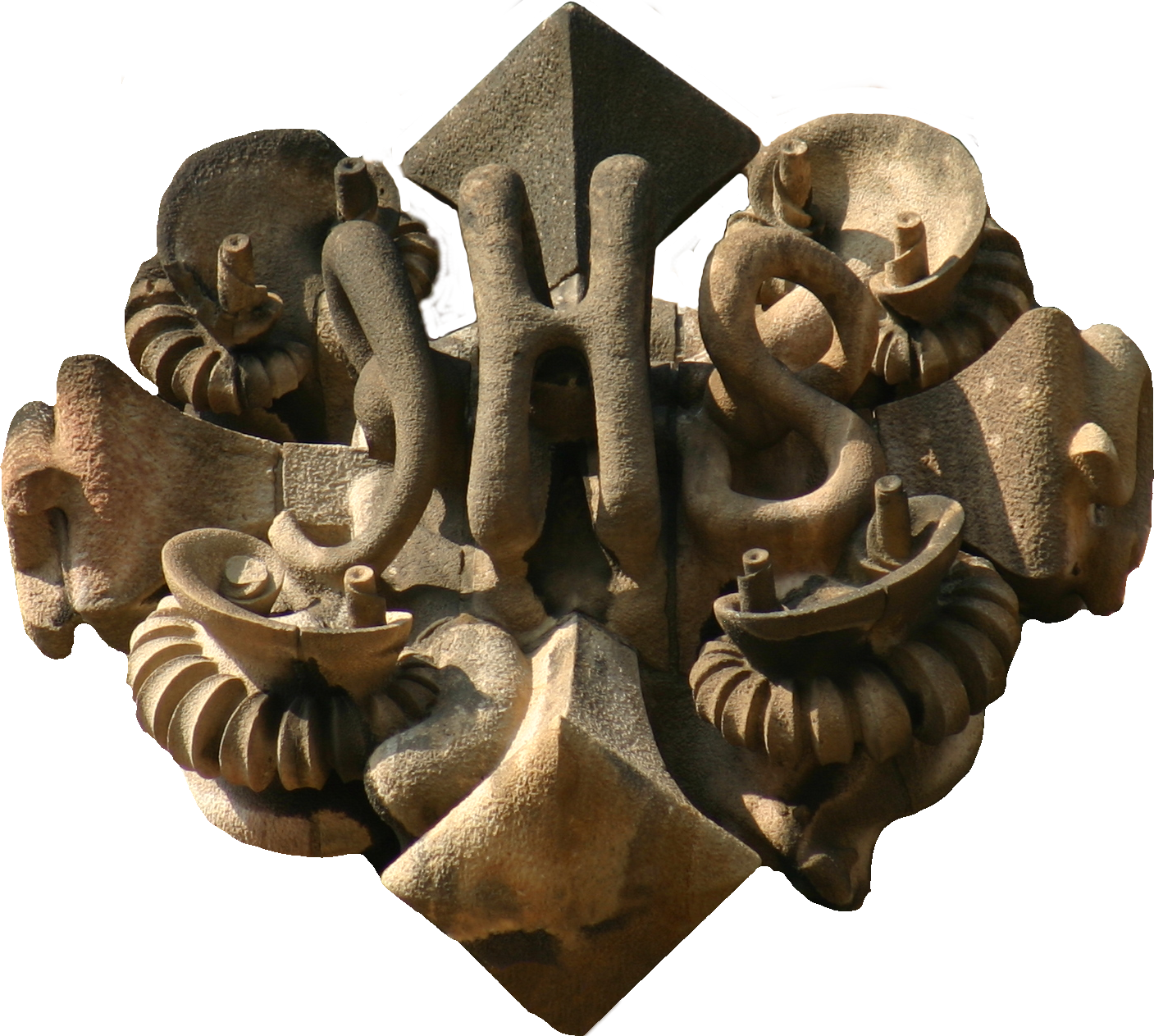
Anagrama de Jesús

### Façana de la Passió

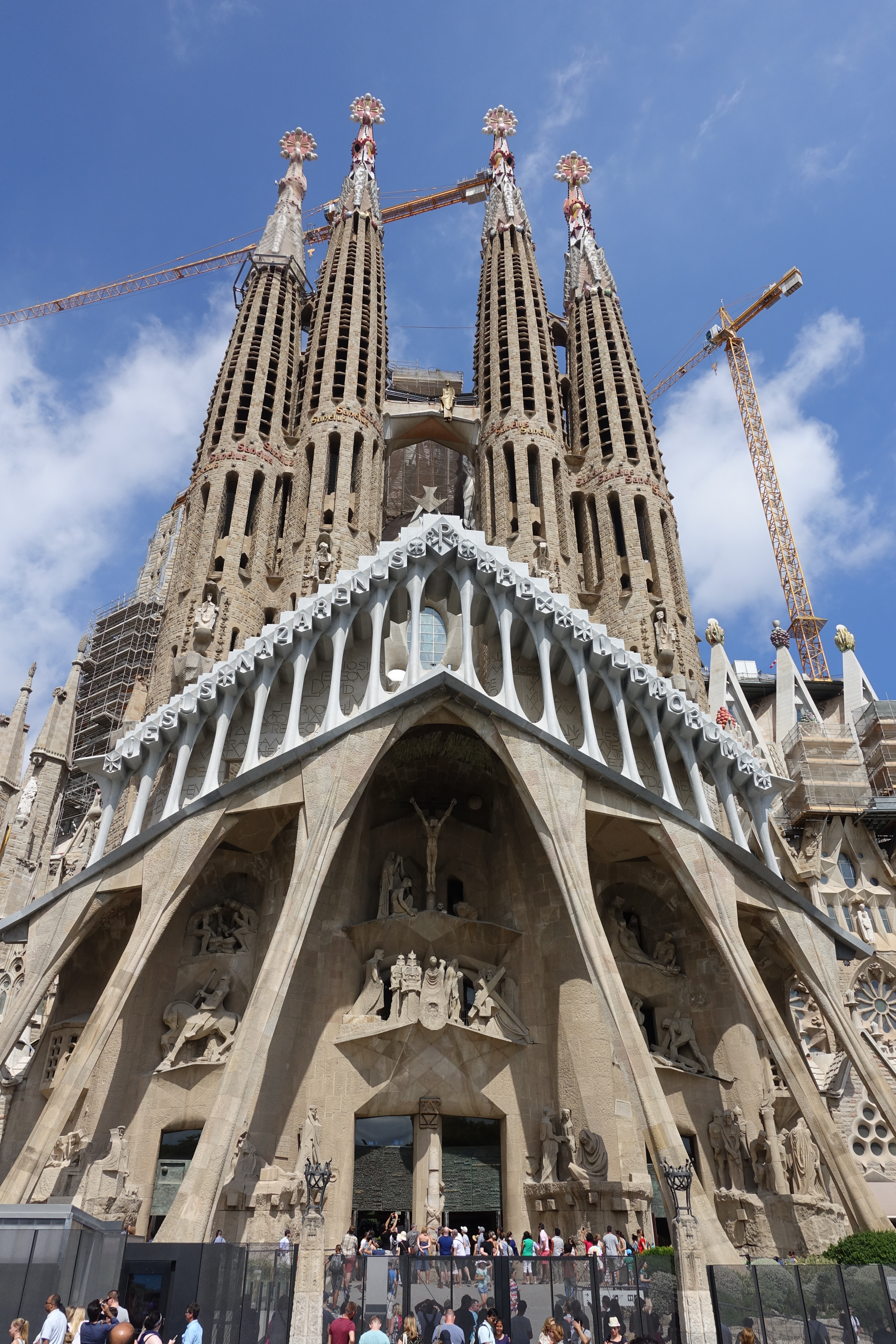
Façana de la Passió

Per la façana de la Passió o de Ponent, separada de la plaça que duu el nom del temple pel carrer de Sardenya, Gaudí va projectar el 1917 un dibuix on es veu també un esbós per un monument en memòria de Josep Torras i Bages, bisbe de Vic. El mateix arquitecte descrivia la seva concepció de la façana de la Passió de la següent manera:
| « | Algú trobarà aquesta porta massa extravagant; però jo voldria que faci por, i per aconseguir-lo no estalviaré el clarobscur, els motius entrants i sortints, tot el que resulti de més tètric efecte. És més, estic disposat a sacrificar la mateixa construcció, a trencar arcs i a tallar columnes per donar una idea del cruent del Sacrifici. | » |

Les obres dels fonaments es van iniciar l'any 1954. Ha estat construïda de manera molt semblant al disseny de Gaudí, amb alguns canvis sobretot en el treball escultòric, que ha contribuït a una gran polèmica sobre la continuació de les obres. La façana consta de tres portals d'entrada, també dedicats a les virtuts teologals, com a la façana del Naixement. El porxo té sis columnes inclinades semblants a ossos, de fora a dintre, amb una cornisa que sustenta un cimaci cobert per divuit columnetes. El 1976 se'n van acabar les torres, dedicades a sant Jaume el Menor, sant Bartomeu, sant Tomàs i sant Felip, amb escultures que els representen col·locats a un terç de l'altura de les torres corresponents, les centrals de 112 m i les dues restants de 107 m.
Les escultures de la façana van ser realitzades per Josep Maria Subirachs, que va signar el contracte el 10 de juny de 1986. L'any 2005 es va col·locar l'escultura de l'Ascensió del Senyor, en bronze, a una alçada de 60 m.

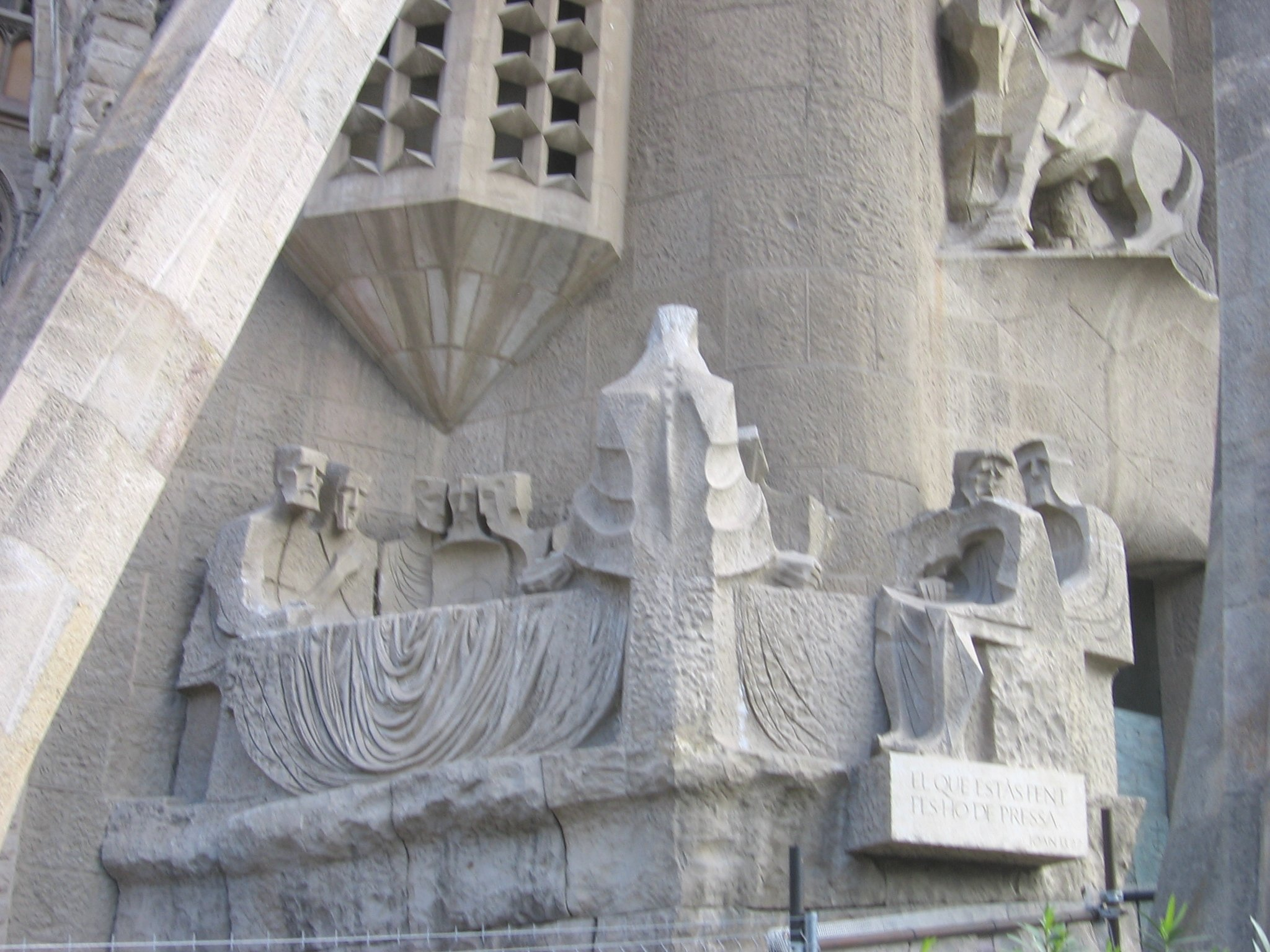
El Sant Sopar
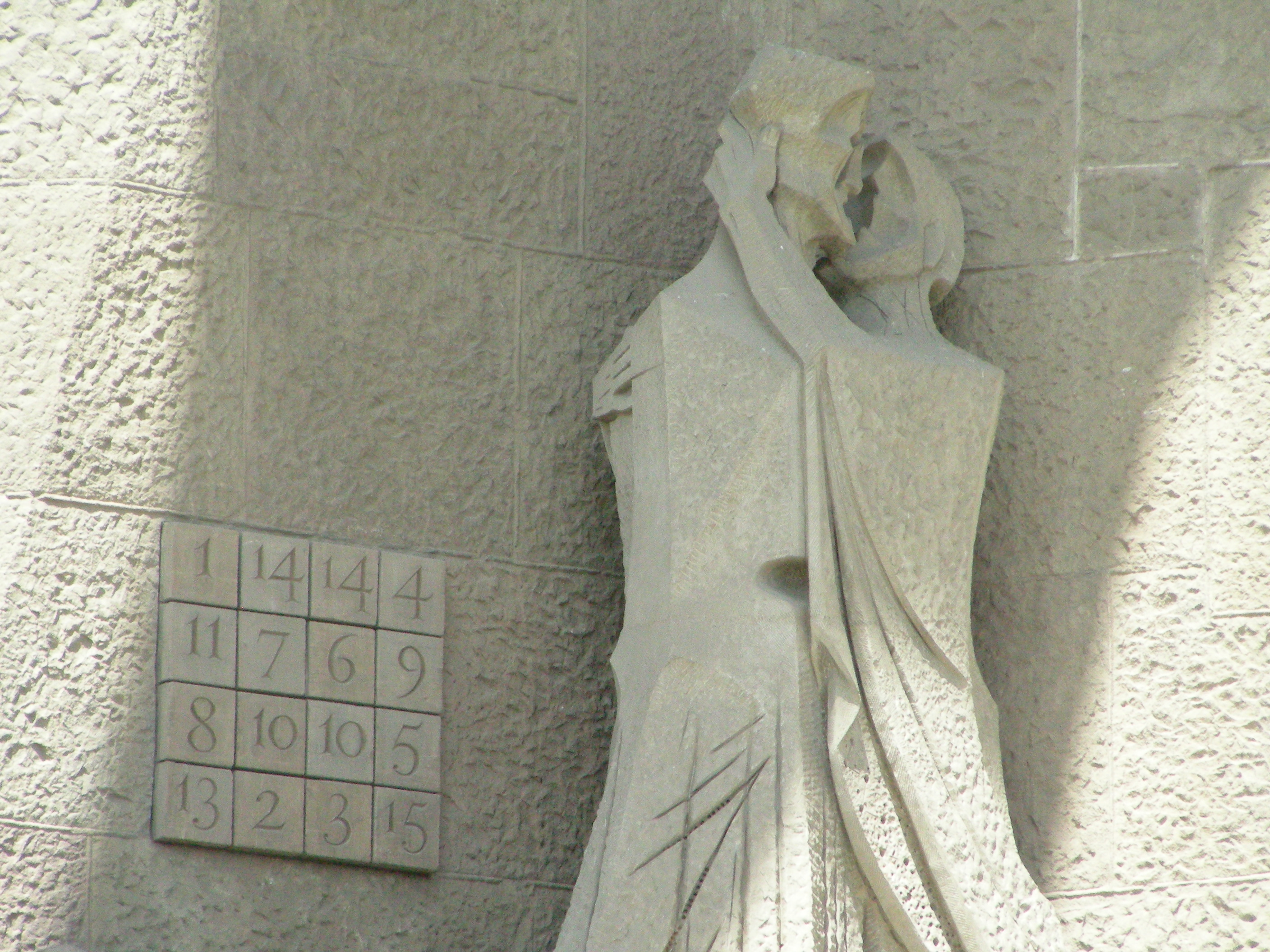
La traïció de Judes, amb el quadrat màgic
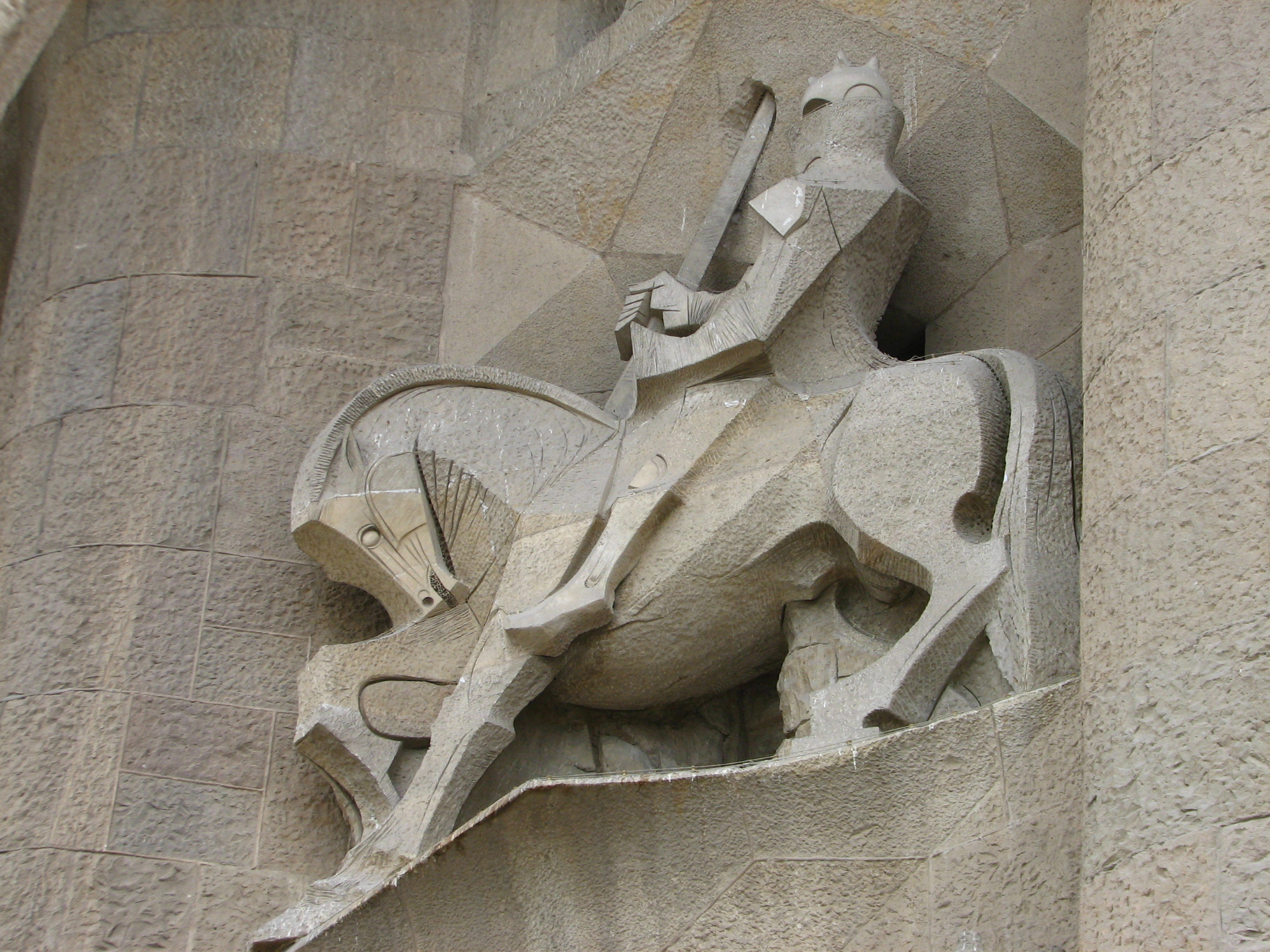
El centurió Longí
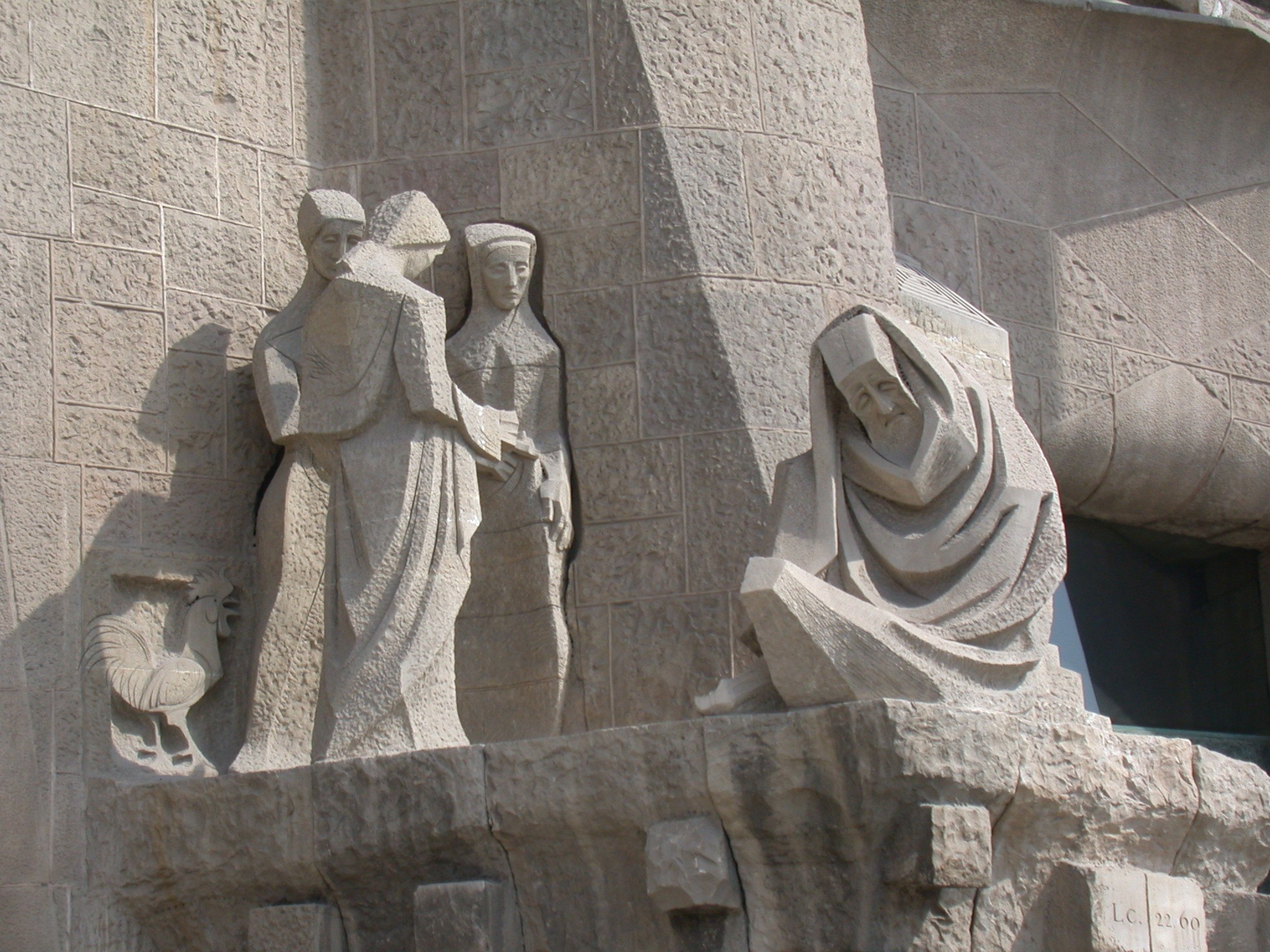
La negació de sant Pere

#### La Flagel·lació
La primera escultura col·locada a la façana de la Passió va ser La Flagel·lació, que substitueix el mainell central, desplaçat cap endavant sense fer funció estructural. Realitzada en pedra calcària travertínica procedent del municipi de Vélez de Benaudalla (Granada), té 5 m d' altura i la imatge 2,60 m, i fou enllestida l'any 1987. Segons Subirachs, la simbologia d'aquesta obra és: 
| « | ... els tres graons representen els tres dies del pas cap a la resurrecció a través de la passió i la mort. Dos elements molt destacats són la canya i el nus que ens recorda l'encarni i la tortura que sofrí. La columna està formada de quatre tambors (que simbolitzen els quatre braços de la creu) i a la vegada representa el món antic que Crist ve a trencar. Ell canvia el signe de la història i per això, si bé la columna és l'instrument del seu martiri, Ell (com un nou Samsó) desencaixa i trenca la columna. | » |

On correspondria el capitell del mainell del portal a la seva trobada amb la llinda hi ha una peça representant l'alfa com a símbol del principi, que junt amb l'omega, que és símbol de la fi, representa en el cristianisme —molt habitual en el romànic— que Déu no té fi.

#### La Crucifixió
La representació de la Crucifixió de Jesús és a la part més alta de l'atri; a la part central hi ha la figura de Crist amb els peus desclavats, i es pot observar a la creu formada per unes jàsseres de ferro al traç del perfil el dibuix de la I, la primera lletra del rètol INRI (Iesvs Nazarenvs rex Ivdaeorvm). Als seus peus, en un costat està el grup de sant Joan, la seva mare la Verge Maria i, finalment, Maria Magdalena i, a l'altre costat, com a únic element, un crani o calavera en representació de la mort i del Gòlgota, lloc on fou crucificat i on tradicionalment es diu que fou enterrat Adam. Com un baldaquí que cobreix el conjunt hi ha el vel esquinçat del Temple de Jerusalem, que significa la història de la humanitat dividida entre l'era anterior i la posterior a Jesucrist.
|  |  |

Al cimaci hi ha la inscripció Jesus Nazarenus, rex Judaeorum i, al mur d'aquest nàrtex, hi ha inscrits els noms i els símbols dels profetes (Isaïes, Jeremies, Zacaries, Ezequiel, Daniel, Jonàs i Joan Baptista) i els patriarques (Adam, Noè, Abraham, Isaac, Jacob, Josep, Moisès, Samuel, David i sant Josep). Als acroteris del frontó dues prefiguracions bíbliques de Jesús: el lleó de Judà i l'anyell del sacrifici d'Isaac. Darrere del cimaci, la resurrecció de Jesús amb l'àngel de la guarda, Maria Magdalena i Maria Salomé. Finalitzen el cicle de la Passió Crist ressuscitat, al finestral del creuer, i l'Ascensió de Jesús, entre els campanars.

#### Criptograma

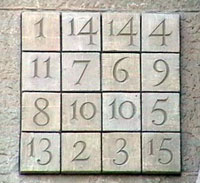
Quadrat màgic de la façana de la Passió

Al costat de la traïció de Judes, s'ha col·locat al mur un quadrat màgic d'ordre quatre, realitzat per Subirachs. Es tracta d'una reestructuració del quadrat màgic d'Albrecht Dürer, en què, sumant quatre xifres en qualsevol sentit, donen com a resultat l'edat que tenia Jesucrist a la seva mort: 33. S'hi aconsegueixen fins a 310 combinacions.

#### Portes

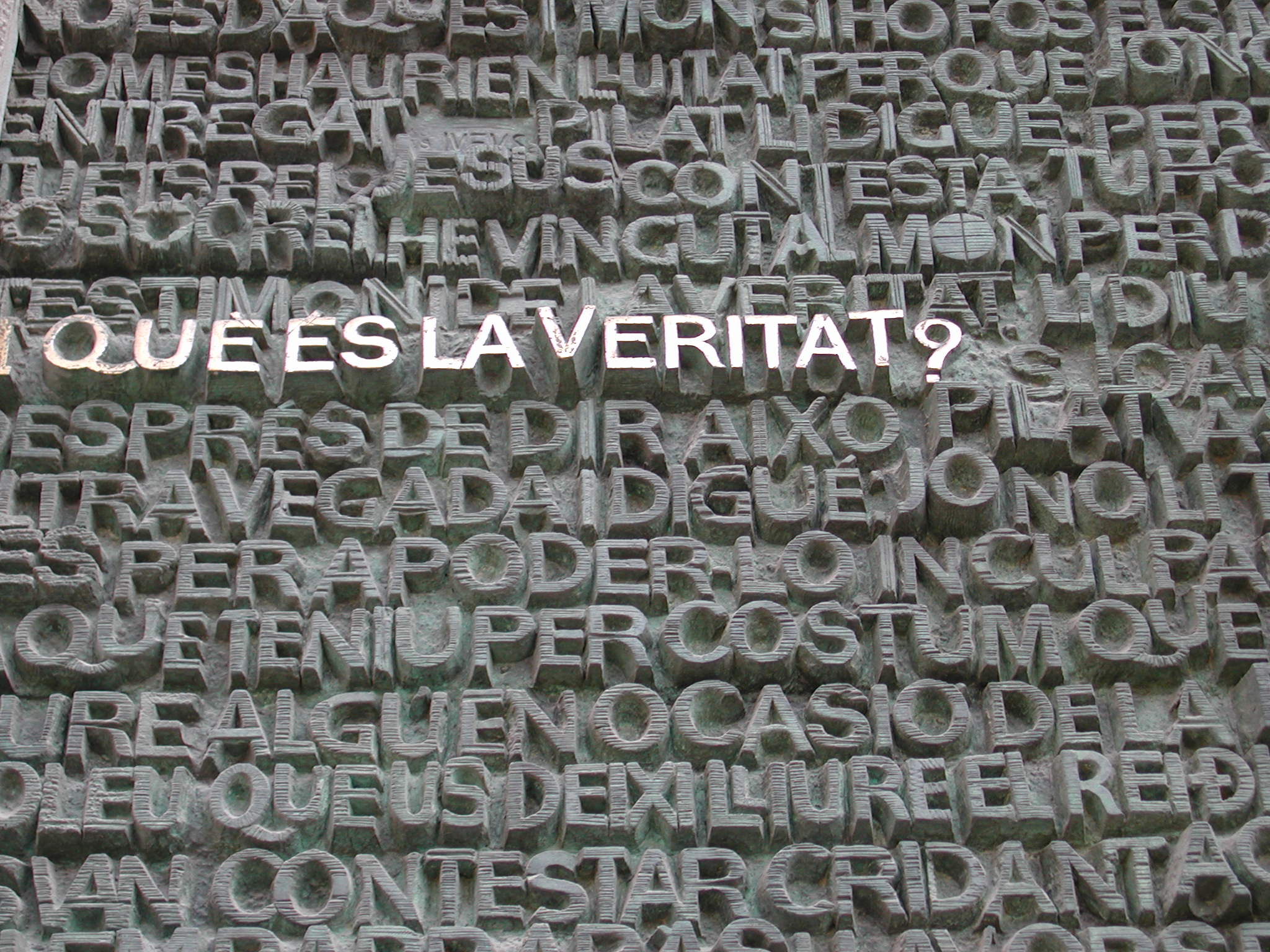
Porta Central amb lletres esculpides que destaquen la pregunta I què és la veritat?

Subirachs també s'ha encarregat de la realització de les portes en bronze de la façana de la Passió.
La portalada central la constitueixen dues grans portes, cadascuna de les quals tenen dos batents coberts de dalt a baix per deu mil lletres esculpides en relleu, reproduint fragments de l'evangeli de Mateu la part esquerra i de l'evangeli de Joan la part dreta. Els relleus de les lletres destaquen paraules o frases daurades com la pregunta formulada per Ponç Pilat: I què és la veritat?.
La porta nord representa l'hort de Getsemaní amb Jesús pregant i els apòstols Joan, Jaume el Major i Pere dormint. Hi ha el text de l'evangeli relatiu a aquest passatge, a la part superior la Lluna i a la inferior un poliedre extret del gravat La Malenconia d'Albrecht Dürer.
La porta sud està dedicada a la Coronació d'espines. Es representa Jesús coronat i bufetejat, a la part central la mateixa escena invertida com un joc de miralls, que fan veure Jesús davant d'Herodes a l'esquerra i la dreta davant de Pilat. Els texts són del passatge de l'evangeli que descriuen la coronació, a més d'un fragment de La Divina Comèdia de Dante i un altre fragment del poema de La pell de brau de Salvador Espriu.
El 22 d'abril del 2007 es va instal·lar una escultura en bronze de sant Jordi de 3 m d'altura, obra de Subirachs, a la barana del jubé, al costat interior de la façana de la Passió, a 8,5 m d'alçada, coincidint amb la proclamació del 550è aniversari del sant com a patró de Catalunya, i dins dels actes de celebració del 125è aniversari de la col·locació de la primera pedra del temple.

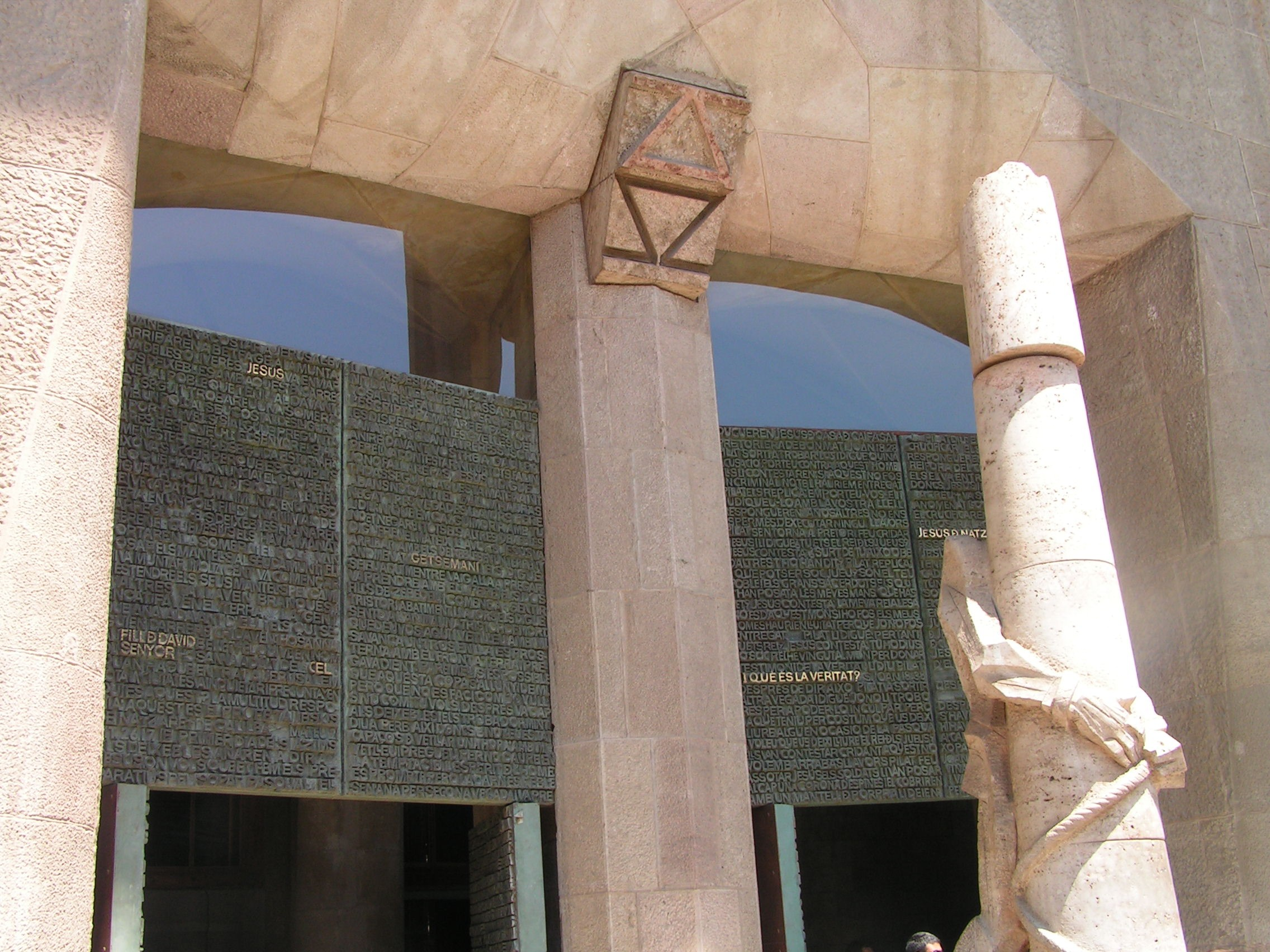
Portes centrals de la façana de la Passió
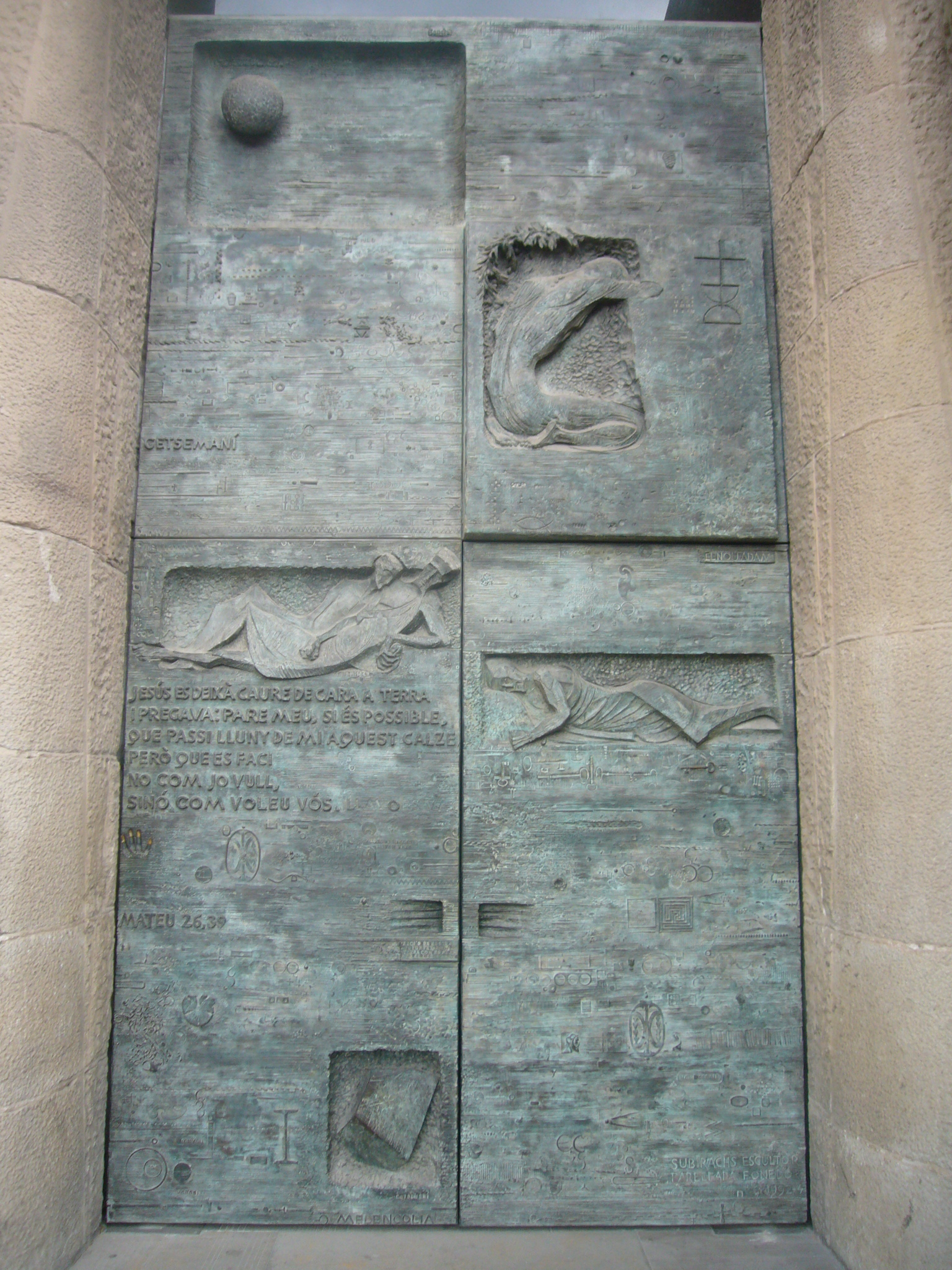
Porta nord, que representa l'hort de Getsemaní
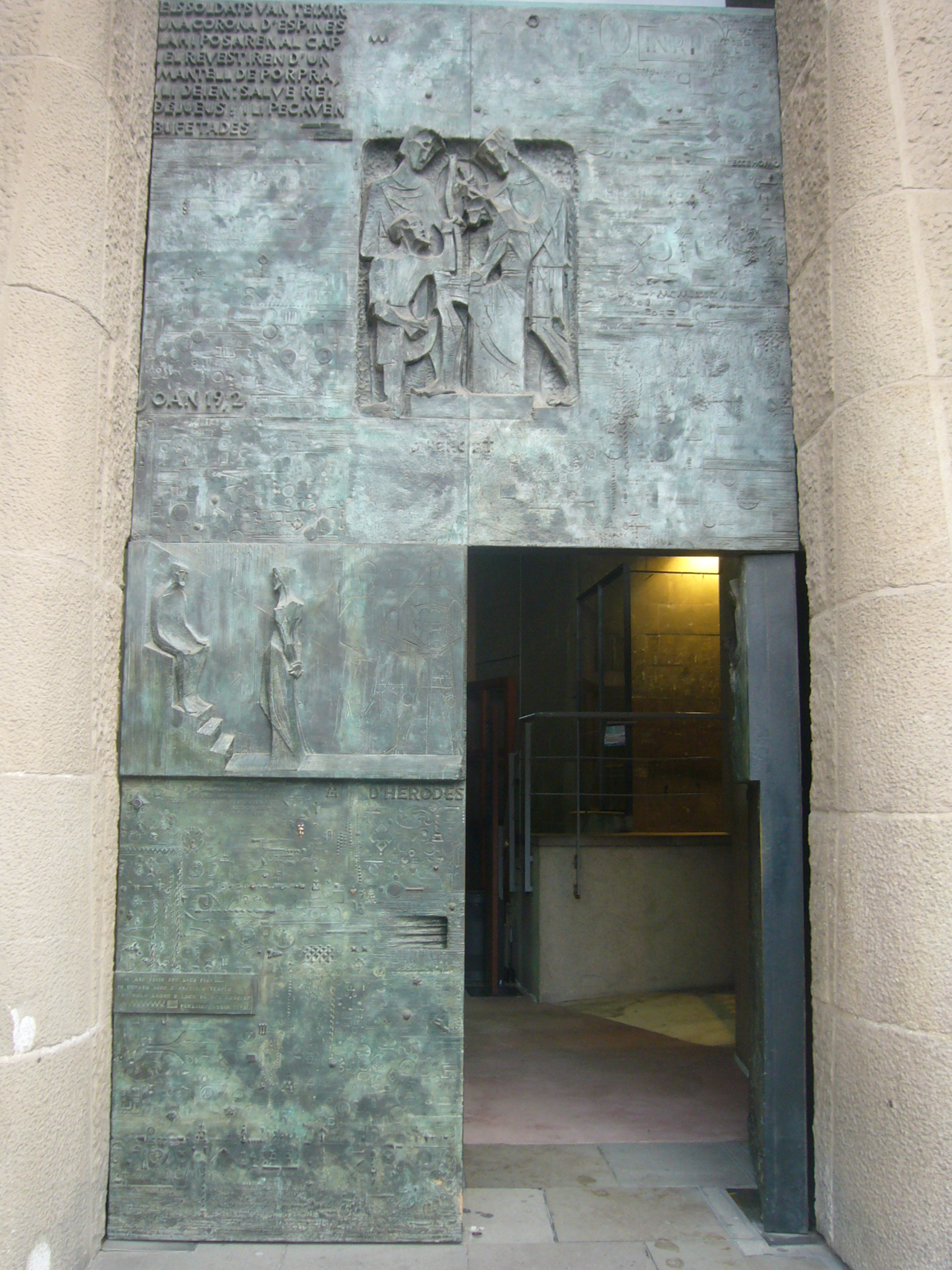
Porta sud, dedicada a la coronació d'espines
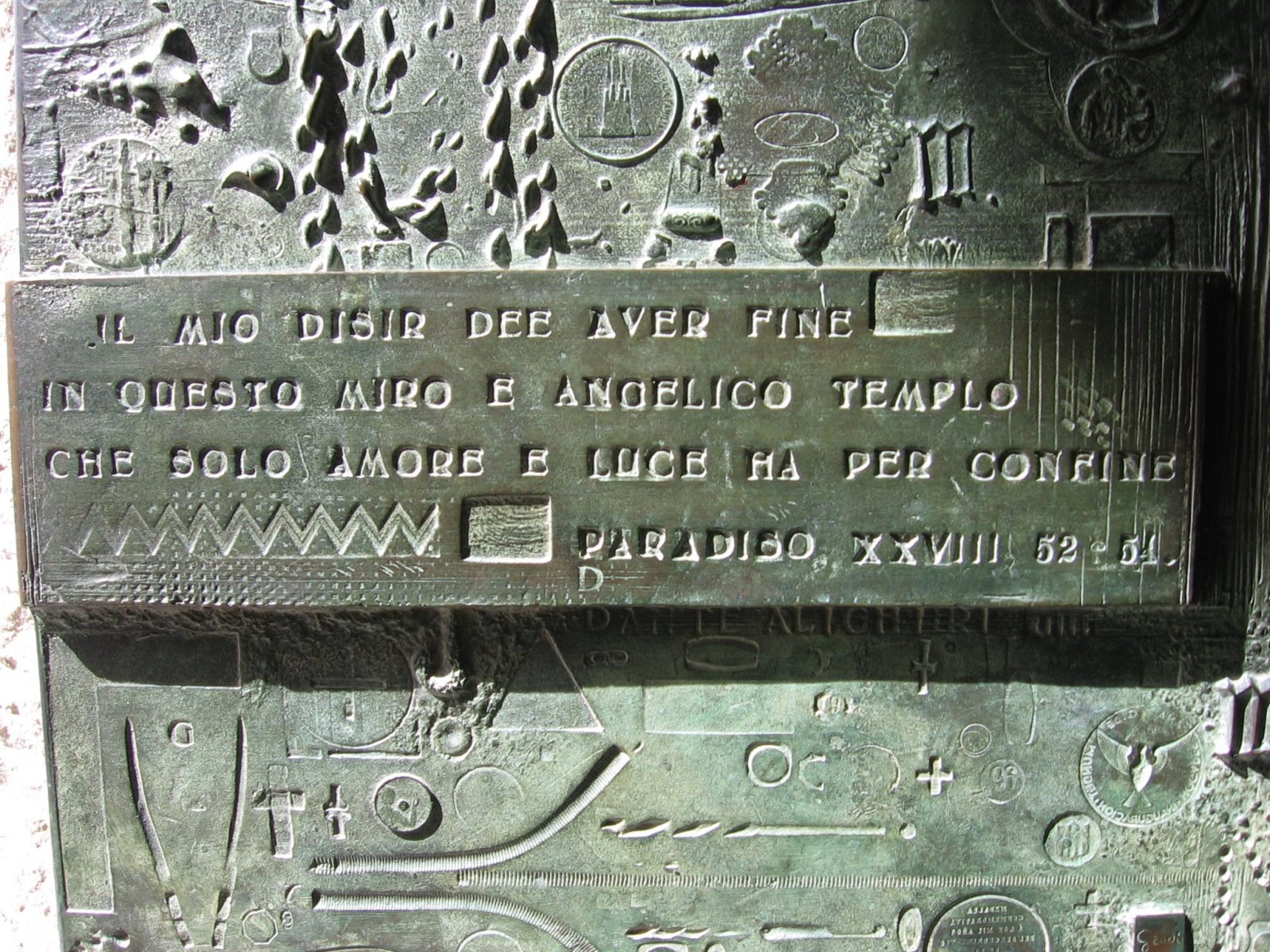
Detall de la Porta de la Coronació d'espines, amb una inscripció de La Divina Comèdia de Dante

### Façana de la Glòria
A la façana de la Glòria, que simbolitza la salvació de Crist, les torres campanars estaran dedicades a sant Andreu, sant Pere, sant Pau i sant Jaume el Major. El pòrtic tindrà set grans columnes dedicades als set dons de l'Esperit Sant; a les seves bases apareixeran els set pecats capitals i als capitells, les set virtuts:
- Dons: pietat, fortitud, intel·ligència, saviesa, consell, ciència, temor de Déu.
- Pecats: avarícia, peresa, ira, enveja, gola, supèrbia, luxúria.
- Virtuts: generositat, diligència, paciència, caritat, temprança, humilitat, castedat.

Hi figuraran també les Benaurances i les Obres de Misericòrdia corporals i espirituals: virtuts, obres de misericòrdia i dons de l'Esperit Sant; i els oficis manuals. Al centre i a les voltes apareixeran: Adam i Eva, la casa de Natzaret, la Mare de Déu i els Sants, Jesucrist en el Judici Final, el Pare Etern envoltat d'àngels, i l'Esperit Sant. Hi haurà un nàrtex de 16 llanternes; en el seu interior, els dies de la Creació i les jerarquies angèliques. La façana es completarà amb uns grans núvols il·luminats, que contindran en grans lletres l'inici del credo de Nicea (Credo in unum Deum Patrem Omnipotentem, creatorem coeli et terrae) i el Gènesi, sobre setze grans llanternons disposats en ordre ascendent.

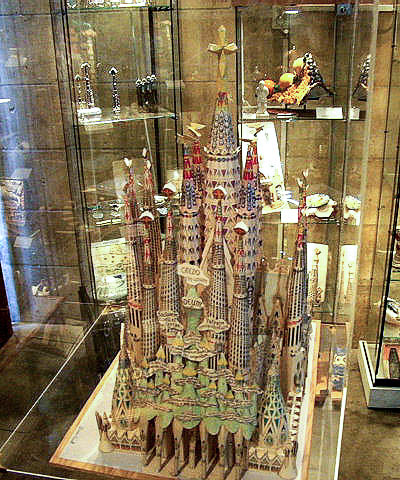
Maqueta del Temple on es veu la façana de la Glòria
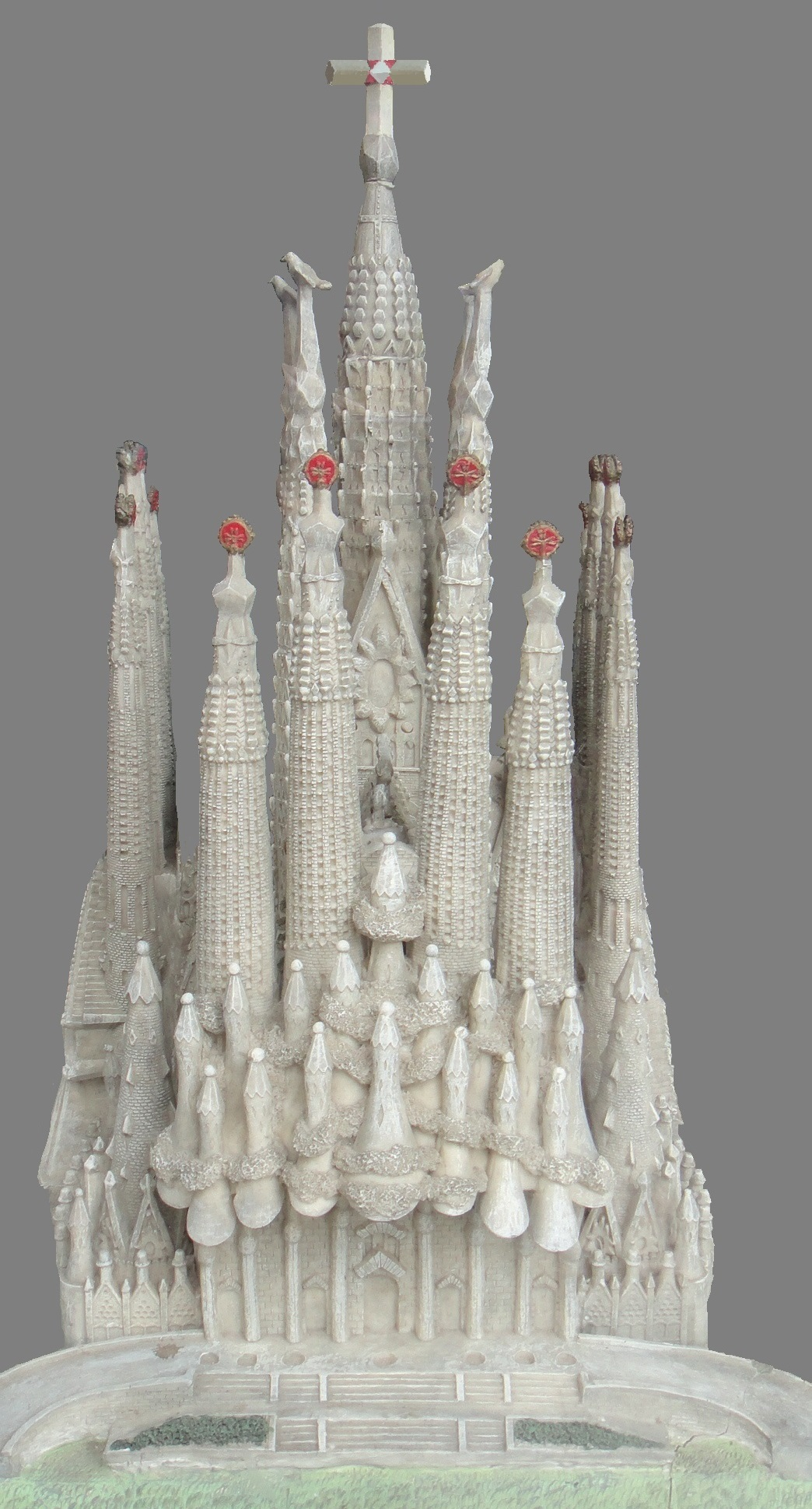
L'entrada principal tal com pretenia Gaudí
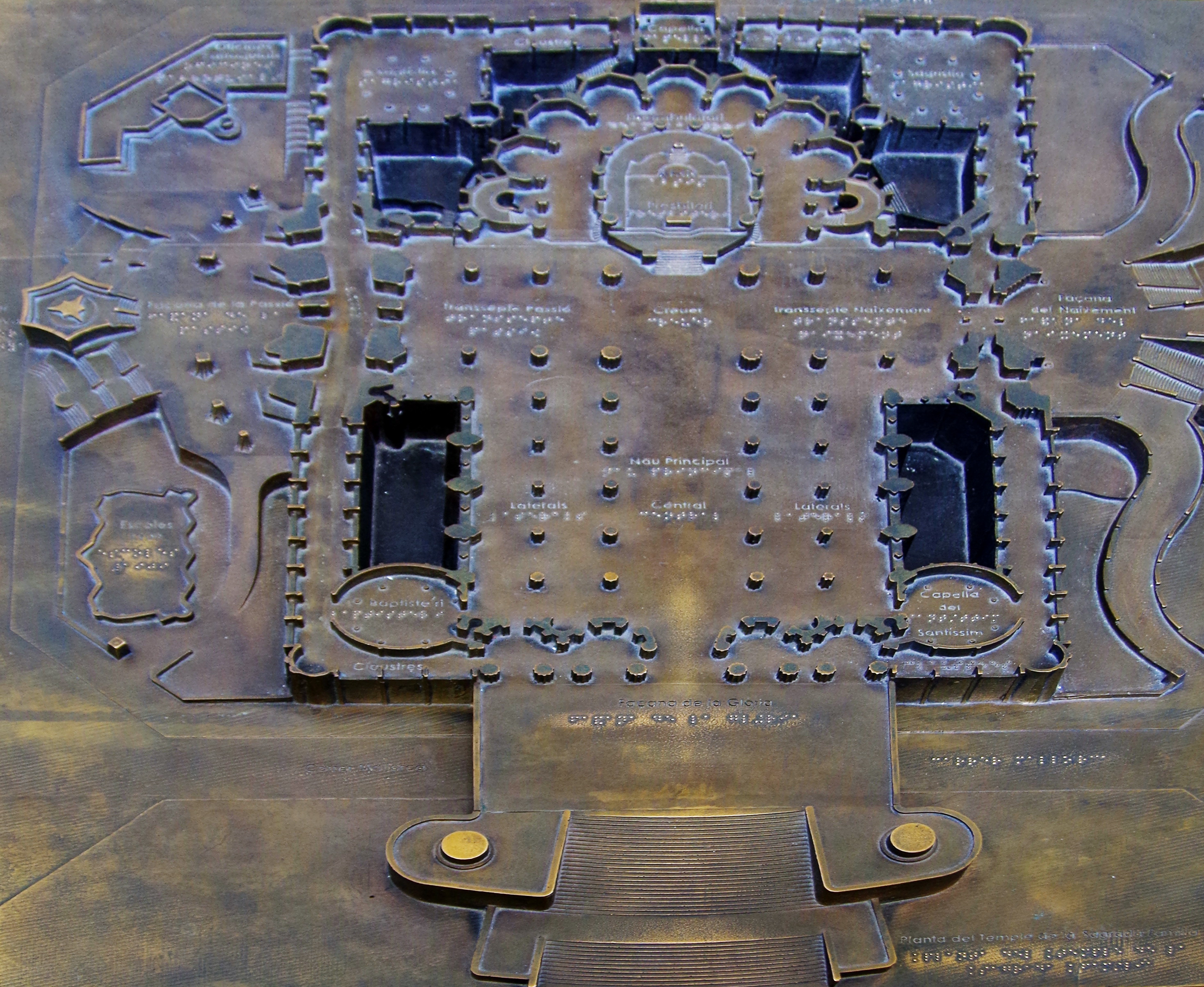
Model a peu de terra, que mostra el carrer Mallorca que s'ha convertit en subterrani.
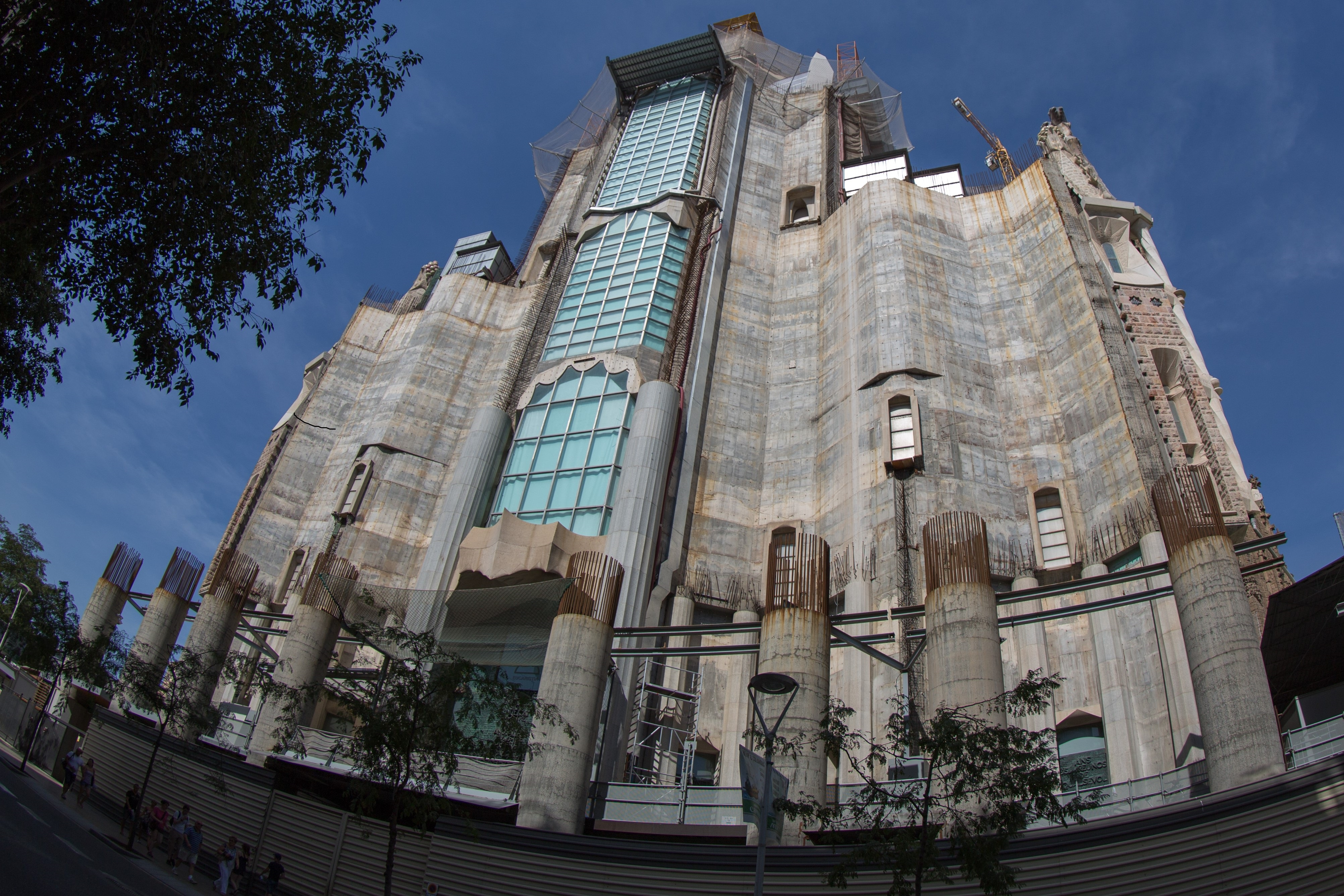
Façana de la Glòria en construcció (2021)
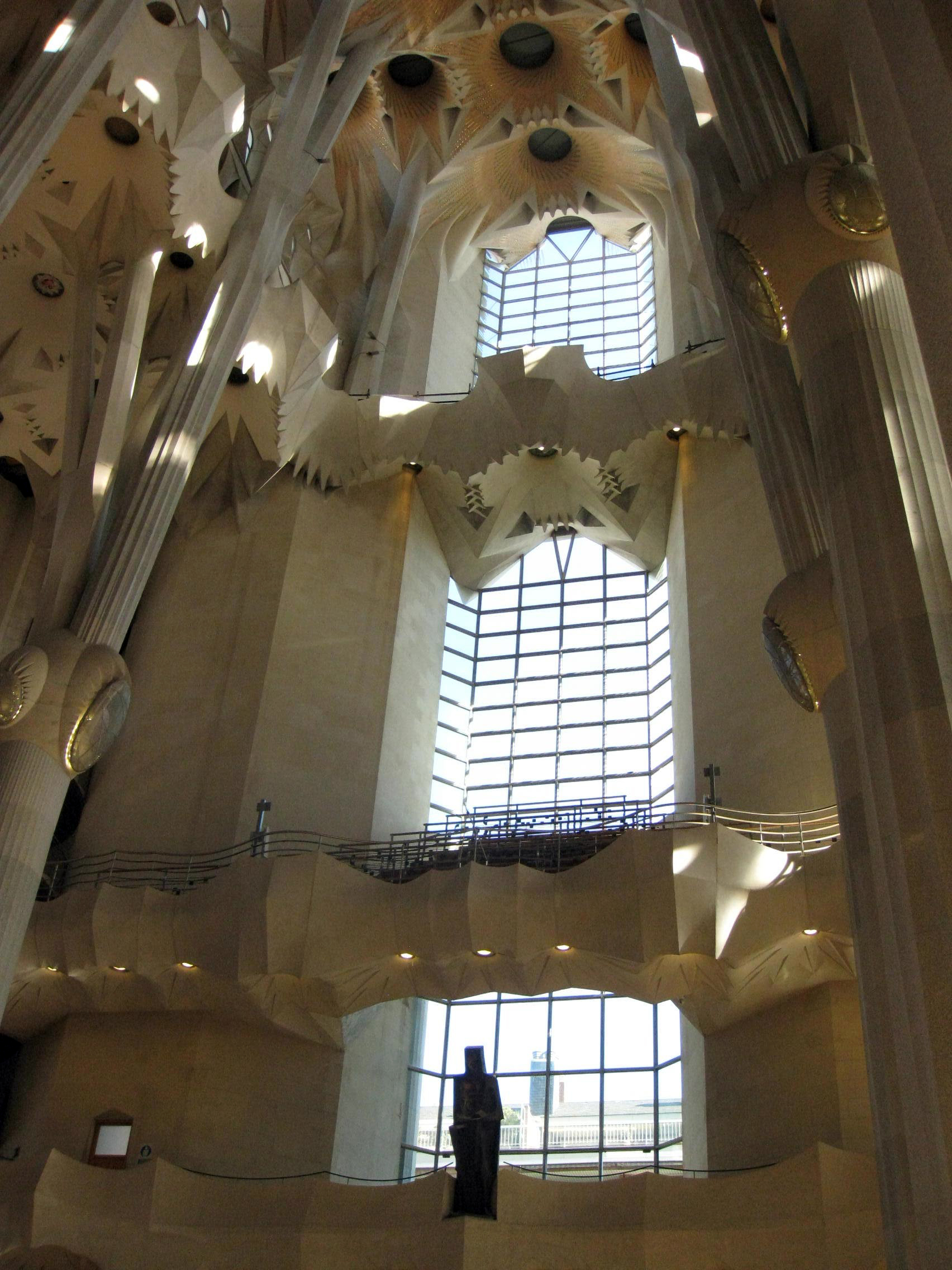
Façana de la Glòria vista des de l'interior
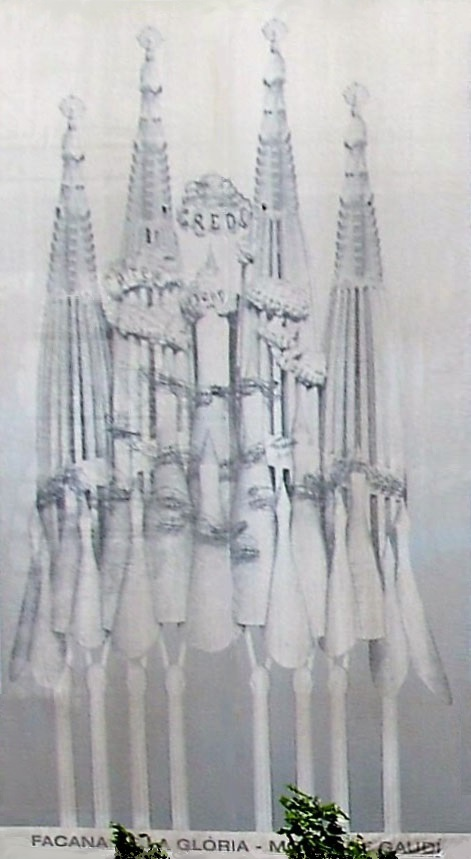
Dibuix de la Façana de la Glòria exposada al lloc

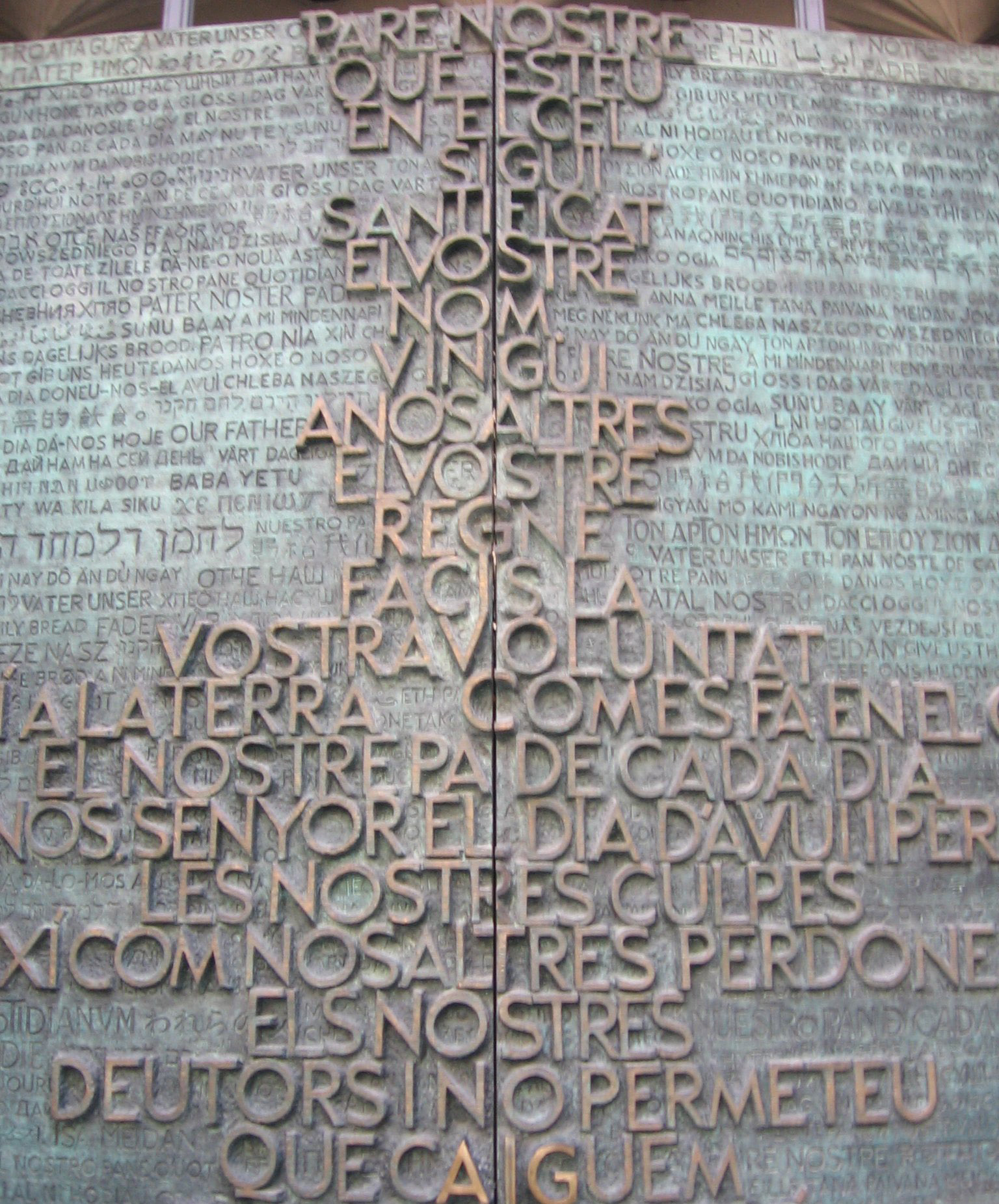
Porta de la façana de la Glòria, de Subirachs

Aquesta façana té cinc portes corresponents a les cinc naus del temple, amb la central, triple, que donarà entrada a la nau principal del temple; en total, per tant, set portes que representen els sagraments: baptisme, confirmació, eucaristia, penitència, orde sacerdotal, matrimoni i unció dels malalts. El setembre del 2008, se'n van instal·lar les portes amb les inscripcions del parenostre, obra de Subirachs, amb l'ajut de l'escultor Bruno Gallart. Les portes centrals tenen la petició Dona'ns avui el nostre pa de cada dia, en cinquanta llengües diferents. Els poms estan formats per les lletres A i G, que formen les inicials d'Antoni Gaudí dins de la frase «que cAiGuem en la temptació» del parenostre.

#### Escalinata
El projecte de la façana de la Glòria inclou una gran escalinata sobre el carrer de Mallorca, que representaria l'infern i estaria decorat amb dimonis, ídols i falsos déus, cismes, heretgies, etc. Al replà davant del baptisteri hi hauria un brollador d'aigua que representaria el riu d'aigua viva, de 20 m d'altura i, a l'altre costat —davant la capella de la Penitència— una teiera on cremi el foc de l'eucaristia. l'arquitecte va deixar l'estudi simbòlic i un model a escala 1:25, conegut per fragments i fotografies del model. Aquestes capelles tindran una porta directament al pòrtic, una a l'interior i una als claustres. La iconografia representarà el lema «A través de la Redempció fins a la Glòria».
El 2019, l'Ajuntament de Barcelona va aprovar un Pla Especial amb l'oposició dels veïns i del Col·legi d'Arquitectes, que preveu la construcció d'un voladís de més de 50 m de longitud i 5 de fons, coincidint amb l'amplada de la vorera, que correspondria al nàrtex. A la segona fase del projecte, es construiria l'escalinata, davant la qual el Pla General Metropolità del 1976 preveu l'obertura d'un passeig de 60 m d'amplada fins al carrer d'Aragó a través de dues illes del Pla Cerdà. Això afectaria més de 1.000 habitatges, per la qual cosa els veïns han proposat un pla alternatiu que inclou i'lla de la fàbrica Damm. El 2019, el Patronat de la Sagrada Família va adquirir a Aigües de Barcelona uns magatzems al carrer de Mallorca, 424-432, on (prèvia requalificació dels terrenys) es podrien construir els habitatges per a reallotjar els veïns afectats.

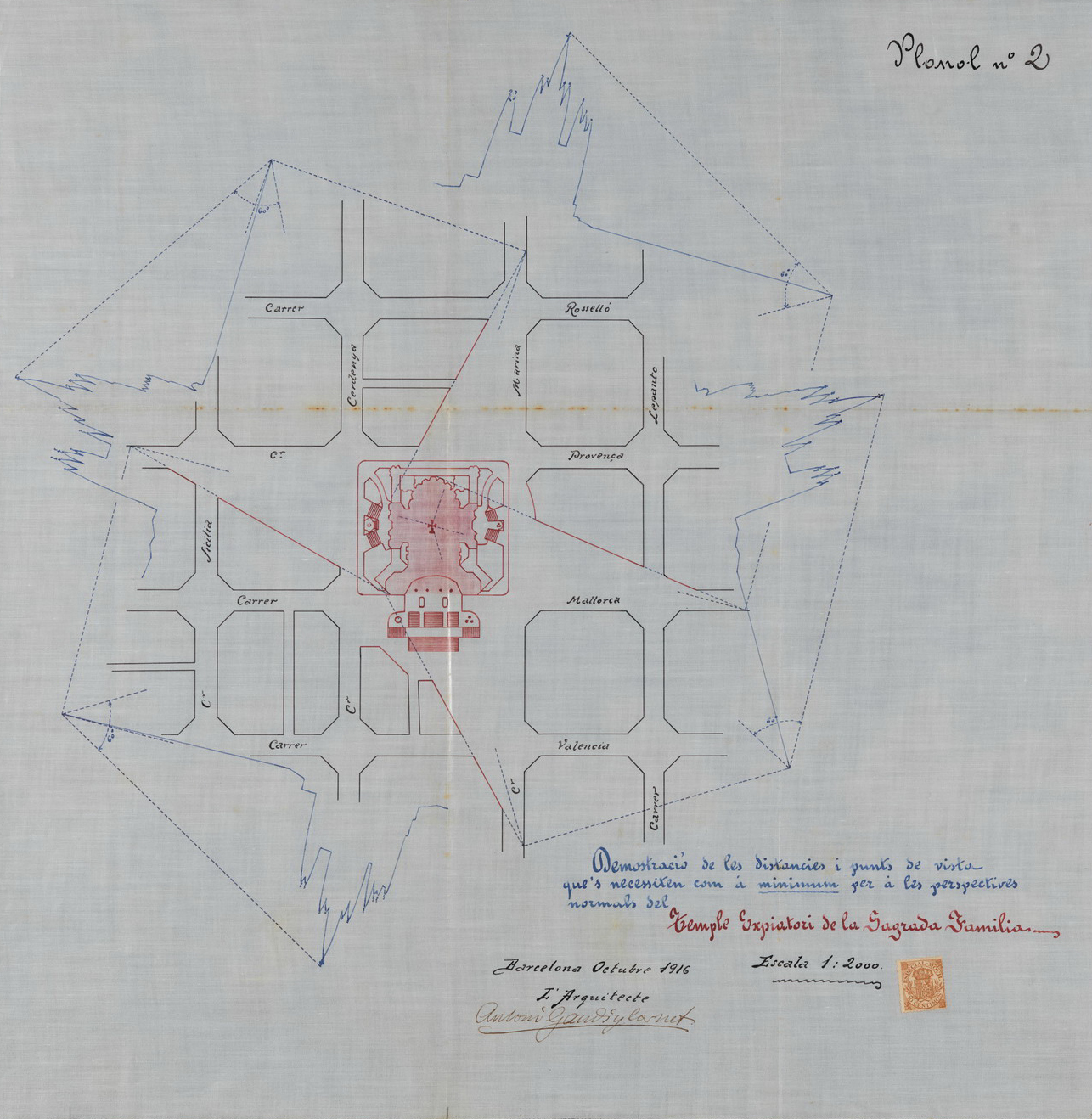
Projecte de plaça estelada al voltant de la Sagrada Família (1916)

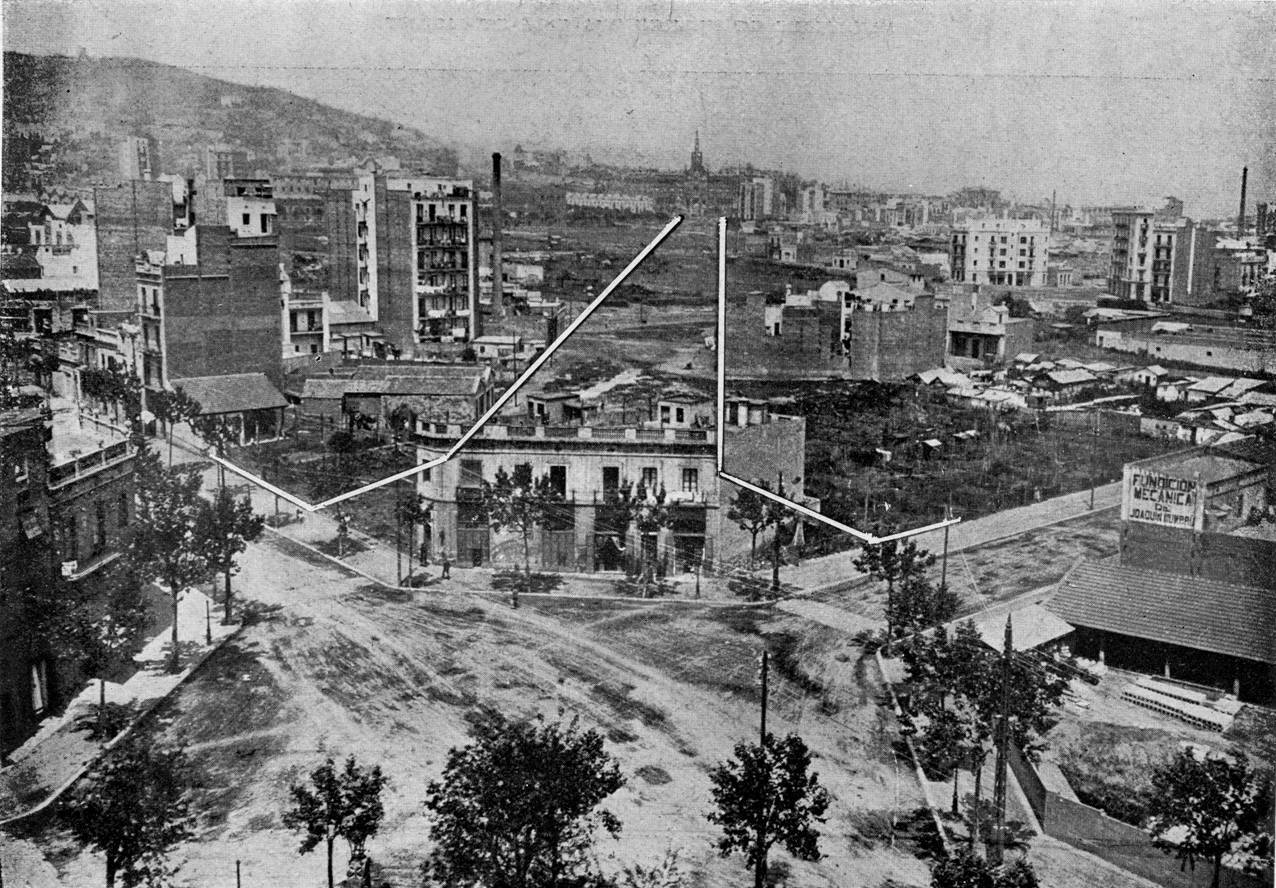
Traçat de l'avinguda de Gaudí (1927)

## Urbanització dels voltants
El 1902, va sortir publicat a La Veu de Catalunya un dibuix del temple realitzat per l'arquitecte Joan Rubió i Bellver, col·laborador de Gaudí, amb el nom El somni realitzat, que es va completar amb la presentació a l'Exposició de París del 1910 —del 15 d'abril fins al 30 de juny a la planta baixa del Grand Palais— d'una maqueta a escala 1:25 de la façana del Naixement, policromada per Josep Maria Jujol i uns dibuixos d'una plaça estelada que Gaudí havia proposat a l'Ajuntament de Barcelona. En el seu projecte demostrava les distàncies necessàries des d'un angle horitzontal i vertical de 30° per a la perfecta visió del temple, car així sempre permetia veure dues façanes. Aquesta idea fou utilitzada per Gaudí en uns plànols que acompanyaven les al·legacions presentades per la Junta d'Obra del Temple durant l'exposició pública del Pla d'Enllaços l'any 1916.
Fruit d'aquest pla, que finalment no va recollir cap de les propostes de l'arquitecte, és l'avinguda de Gaudí, que discorre entre el temple i l'Hospital de la Santa Creu i Sant Pau.
El 1981 es va inaugurar la plaça de Gaudí davant de la façana del Naixement, amb uns jardins i un estany on es reflexa el temple, projectats per l'arquitecte paisatgista Nicolau Maria Rubió i Tudurí.

## Museu
Al soterrani de la Sagrada Família, sota el transsepte, hi ha un espai habilitat com a museu, on antigament hi havia els tallers de l'obra. Es va inaugurar el 1961, i recentment es va ampliar amb l'espai alliberat per les Escoles de la Sagrada Família, després de la seva col·locació l'any 2002 al xamfrà dels carrers de Sardenya i Mallorca, al costat de la façana de la Passió.
S'hi poden veure maquetes, plànols, dibuixos antics originals i fotografies sobre l'evolució de les obres i la maqueta funicular (composta per saquets penjats d'uns cordills) utilitzada per Gaudí per al disseny de la cripta de la Colònia Güell, així com les maquetes de les escultures de la façana de la Passió de Josep Maria Subirachs i Sitjar. També s'ofereix un audiovisual, i s'organitzen diferents exposicions temporals sobre diversos aspectes relacionats amb el temple.

## Parròquia
El temple de la Sagrada Família, en la cripta del qual es va començar a celebrar la missa el 1890, va ser inicialment una tinença parroquial de l'església de Sant Martí del Clot —amb Gil Parés, amic de Gaudí, com a capellà custodi—, fins que va ser erigit en parròquia el 1930. El seu primer rector en fou Marià Bertran, succeït per Lluís Puig (1948), Joan Clerch (1955), Joan Pellisa (1975) i Lluís Bonet i Armengol (1993). La parròquia és la seu d'un arxiprestat que inclou els temples barcelonins de l'Esperit Sant, l'Immaculat Cor de Maria, la Mare de Déu del Roser, Sant Oleguer i Sant Tomàs d'Aquino.